# Maurienne
Pour les articles homonymes, voir Maurienne (homonymie).
La Maurienne est une vallée intra-alpine et une région naturelle française, située dans le département de la Savoie en région Auvergne-Rhône-Alpes. D'une longueur de 125 km, elle est traversée par la rivière de l'Arc. Elle correspond à l'une des six provinces historiques de la Savoie, qui fut un pagus (pagus Maurianensis), puis au comté de Maurienne intégré au comté de Savoie avant de devenir l'une des provinces administratives (de 1723 à 1860) du duché de Savoie.

## Toponymie
Originellement, la vallée est celle des Médulles ou Medulli, qui seront intégrées dans la province des Alpes cottiennes jusqu'à sa disparition au VIe siècle, tandis que la partie basse est occupée par les Graiocèles, dans la province des Alpes grées. Le mot Maurienne se substitue peu à peu pour désigner la vallée des Médulles.

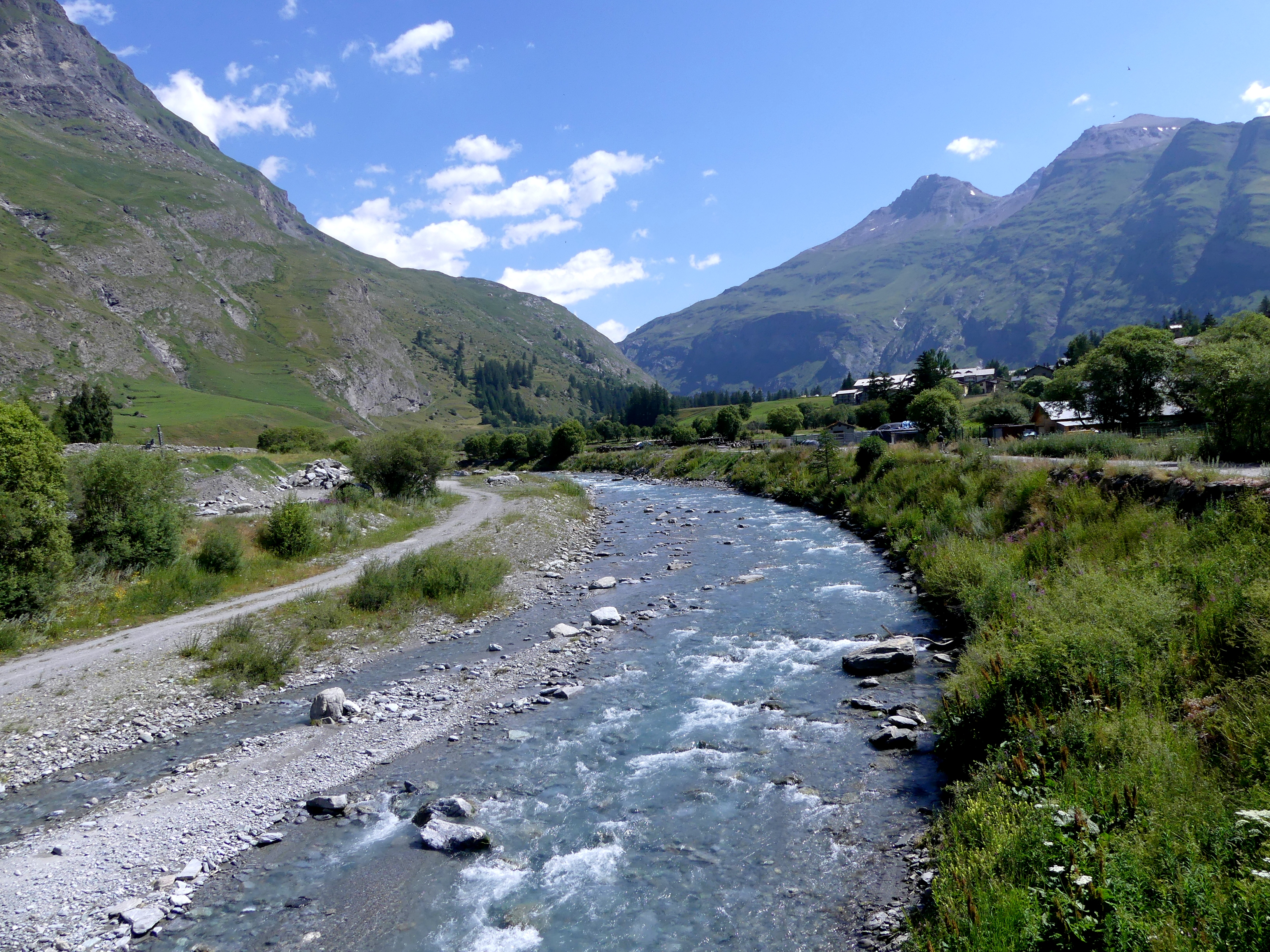
L'Arc à 1700 mètres d'altitude au niveau de Bessans ; malgré une apparence paisible, il peut rapidement devenir incontrôlable. La violence de ce torrent et ses crues meurtrières auraient donné le nom à la vallée.

L'étymologie du mot Maurienne donne lieu à plusieurs hypothèses. Les premières mentions du nom apparaissent vers le VIe siècle avec l'édification de la cathédrale primitive dédiée à saint Jean-Baptiste à Maurienna Urbs (la future Saint-Jean-de-Maurienne). On trouve ainsi un Urbem Mauriennam à cette période. À cette même période, Grégoire de Tours désigne ainsi la ville : « urbs Maurienna » ou « locus Mauriennensis ». En 739, le testament du patrice Abbon mentionne la vallis Maurigenica. Le chanoine Adolphe Gros relève que la Maurienne sous sa forme Maurogenna désigne la ville jusqu'au Xe siècle, date à laquelle on commence à lui accoler celui du saint, alors que la vallée est désignée par « territorio Mauriennam ».
Certains spécialistes voient dans l'origine du mot « Maurienne » un dérivé du latin Malus Rivus, « mauvais ruisseau », qui a évolué en mau riou/rien, comme l'alpiniste William Auguste Coolidge dans un article de la revue Alpine de 1904. En effet, la rivière de l'Arc est connue pour ses crues.
Pour le chanoine Gros, dans son Dictionnaire étymologique des noms de lieu de la Savoie (1935), une autre hypothèse doit être envisagée. Il voit dans les formes primitives Maurogenna ou Maurigenna, désignant la ville, une féminisation du terme Maurogenos. Ce dernier serait un mot hybride entre le nom d'un certain romain Maurus, auquel est associé le suffixe celtique Genna, signifiant « fils de »,.
Le chanoine Jean-Louis Grillet, dans son Dictionnaire historique, littéraire et statistique des départemens du Mont-Blanc et du Léman rapporte que pour Jean de Pineda (jésuite espagnol du XVIIe siècle) « le consul Marius, après avoir défait les Cimbres dans les défilés alors presqu'inaccessibles de la Maurienne, y fit ouvrir une voie militaire le long de la rivière d'Arcq, et qu'en conséquence la vallée fut appelée Via-Marian, et par corruption Mauriana ».
Une dernière hypothèse, qui tend à perdurer, indique depuis le XVIIe siècle, avec le Theatrum Statuum Sabaudiæ (v. 1682), que Maurienne trouve son origine dans le mot « Maure », relatif aux incursions du Xe siècle des Sarrasins. La plupart des érudits ayant étudié la question rappellent cependant la mention très antérieure du VIe siècle. En effet, en 942, le roi Hugues d'Arles pour des raisons stratégiques, craignant de voir le roi d'Italie Bérenger II accéder à son trône, conclut un traité avec les Sarrasins. Ces guerriers voyageurs devant venir s'installer dans les Alpes pour empêcher toute invasion ennemie. Certains historiens s'accordent à dire qu'à la suite de cet accord, une partie de la communauté sarrasine s'implanta dans la vallée de l'Arc, qui allait de facto porter le nom de Maurienne,. Nombreuses sont les théories qui s'appliquent à trouver l'origine du nom de cette vallée. Peut-être s'agit-il d'un savant mélange de tout cela. Cette diversité d'hypothèses renforce en tout cas le caractère mystérieux des racines du toponyme.
En francoprovençal, appelé parfois arpitan, Maurienne se traduit par Môrièna.

## Géographie
Longue de plus de 120 kilomètres, la Maurienne est l'une des plus grandes vallées transversales des Alpes,. La rivière qui l'a modelée après la dernière période glaciaire est l'Arc. La Maurienne débute à l'ombre des Levanna, trois sommets recouverts par les glaciers des sources de l'Arc et surplombant le hameau de l'Écot (commune de Bonneval-sur-Arc) au pied du col de l'Iseran. Elle suit d'abord un axe nord-est—sud-ouest jusqu'à Modane, avant de descendre direction nord-ouest jusqu'à Aiton, où l'Arc rejoint l'Isère dans la combe de Savoie au pont Royal.
Une partie de la vallée est intégrée au parc national de la Vanoise, dans la continuité du parc national du Grand-Paradis (Italie).

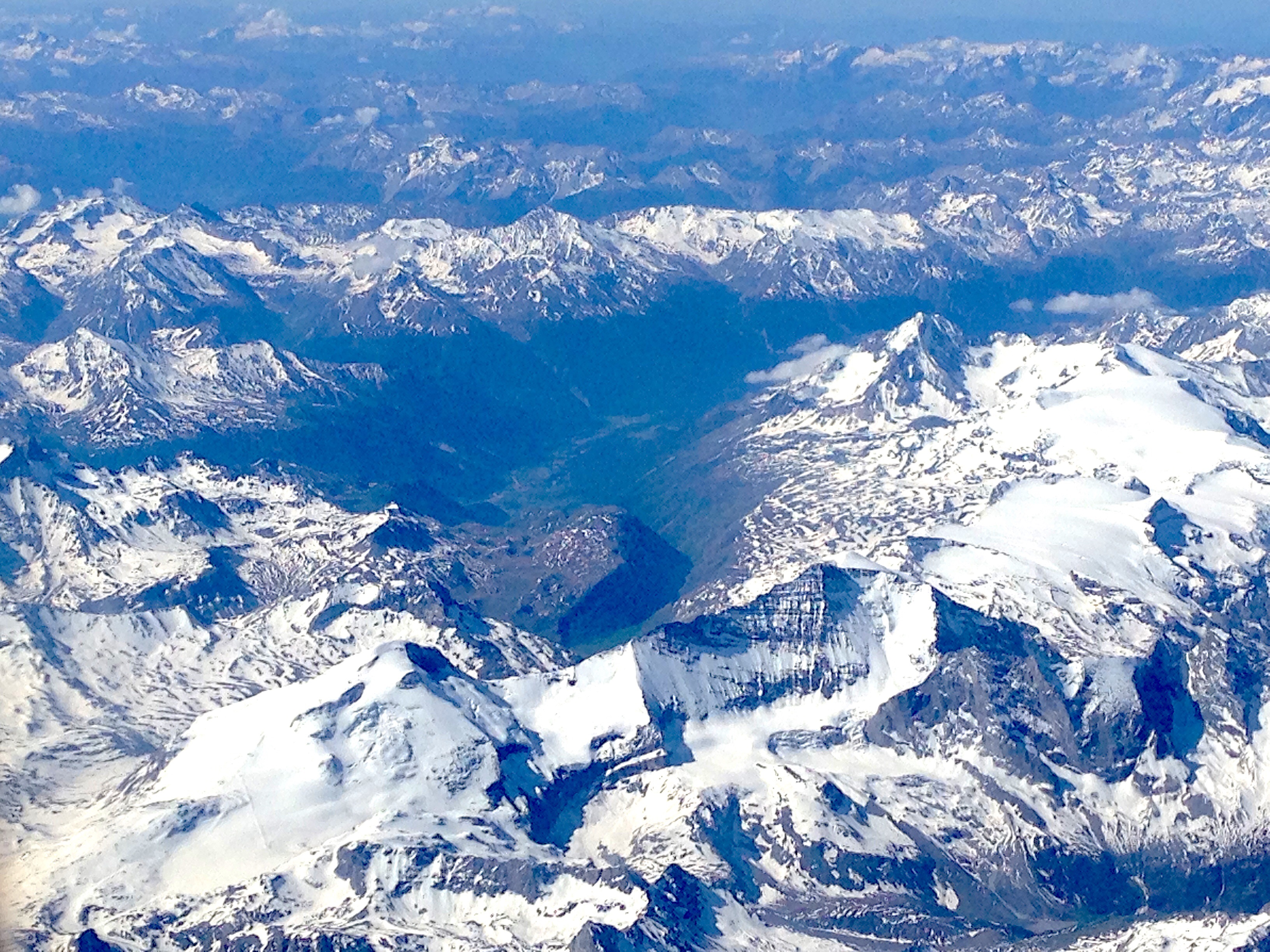
Vue aérienne du cône de déjection de Termignon-Sollières-Sardières, entre les massifs et glaciers de la Vanoise et du Mont-Cenis.

Il n'y a pas à proprement parler de massif de la Maurienne : la vallée est bordée au nord (rive droite de l'Arc) par le grand massif de la Vanoise et les chaînes de la Lauzière et du Grand Arc, et au sud (rive gauche) par les Alpes grées (au sens restreint), le massif du Mont-Cenis, des Cerces, des Arves, des Grandes Rousses et de Belledonne.
Les grands cols alpins qui partent de la vallée sont :
- l'Iseran (2 764 m) vers la Tarentaise, plus haut col routier des Alpes ;
- le Mont-Cenis (2 085 m) vers le val de Suse ;
- le Télégraphe (1 566 m) et le Galibier (2 642 m) vers le Briançonnais et l'Oisans ;
- la Croix-de-Fer (2 065 m) et le Glandon (1 922 m) vers l'Oisans ;
- la Madeleine (1 993 m) vers la Tarentaise ;
- le Grand Cucheron (1 188 m) vers la vallée des Huiles.

### Principaux sommets
- la Grande Casse, 3 855 m, point culminant de la vallée
- la pointe de Charbonnel, 3 752 m
- la dent Parrachée, 3 695 m
- la Grande Motte, 3 653 m
- la pointe de la Fournache, 3 642 m
- l'Albaron, 3 637 m
- la Levanna, 3 619 m
- la pointe de Ronce, 3 612 m
- le dôme de l'Arpont, 3 599 m
- la Bessanèse, 3 592 m
- le dôme de Chasseforêt, 3 586 m
- le Grand roc Noir, 3 582 m
- la Croix Rousse, 3 571 m
- l'Ouille d'Arbéron, 3 563 m
- le dôme des Nants, 3 562 m
- l'aiguille de Péclet, 3 561 m
- la Petite Ciamarella, 3 549 m
- l'aiguille de Polset, 3 528 m
- la pointe du Ribon, 3 527 m
- la pointe de Labby, 3 521 m
- les aiguilles d'Arves, 3 514 m
- le mont de Gébroulaz, 3 509 m
- l'aiguille de Scolette, 3 506 m
- la pointe du Lamet, 3 504 m
- le dôme de Polset, 3 497 m
- la pointe de l'Arcelle, 3 493 m
- la Grande aiguille Rousse, 3 482 m
- les pointes du Châtelard 3 479 m
- le roc des Saints-Pères, 3 472 m
- le pic de l'Étendard, 3 464 m
- la pointe de la Sana, 3 436 m
- la pointe de l'Échelle, 3 418 m
- la pointe du Bouchet, 3 416 m
- la pointe Rénod, 3 380 m
- le mont d'Ambin, 3 378 m
- les dents d'Ambin, 3 372 m
- le dôme des Sonnailles, 3 361 m
- la pointe de Claret, 3 355 m
- la pointe Sommeiller, 3 332 m
- la pointe de Méan Martin, 3 330 m
- le dôme des Pichères, 3 324 m
- le Grand Roc, 3 316 m
- le mont Giusalet, 3 312 m
- le mont Pelve, 3 312 m
- la pointe de Thorens, 3 262 m
- l'aiguille du Bouchet, 3 254 m
- la pointe des Buffettes, 3 233 m
- le Grand Galibier, 3 228 m
- la pointe de la Réchasse, 3 212 m
- le pic du Thabor, 3 207 m
- le mont Thabor, 3 178 m
- le signal du Petit Mont-Cenis, 3 162 m
- le mont Bréquin, 3 134 m
- le rateau d'Aussois, 3 128 m
- la roche Chevrière, 3 126 m
- le Cheval Noir, 2 832 m
- le Grand pic de la Lauzière, 2 829 m
- le pic du Frêne, 2 807 m
- la pointe de Bellecombe, 2 755 m
- le Grand Arc, 2 484 m

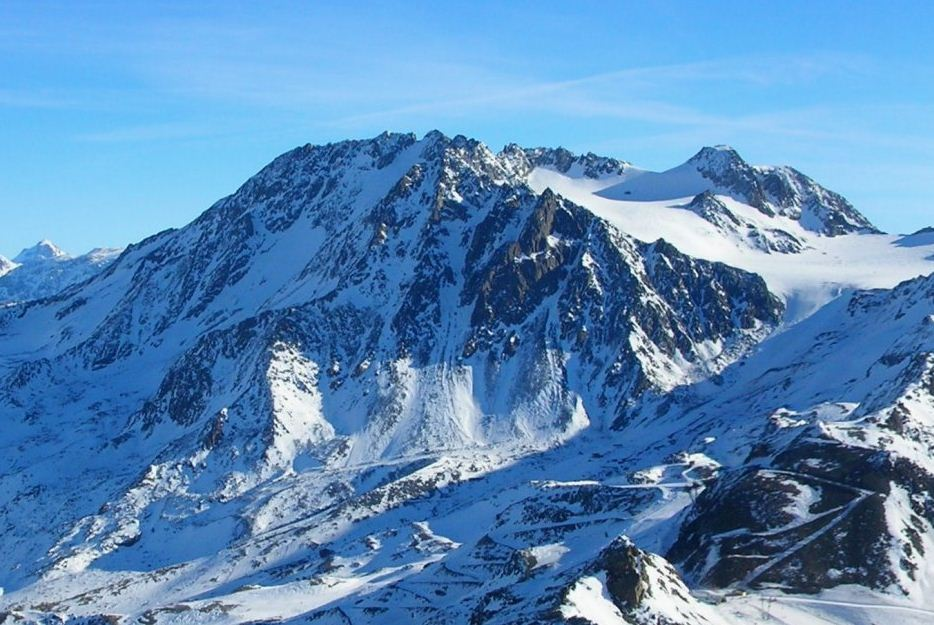
Vue du sommet de l'aiguille de Péclet depuis le cime de Caron.
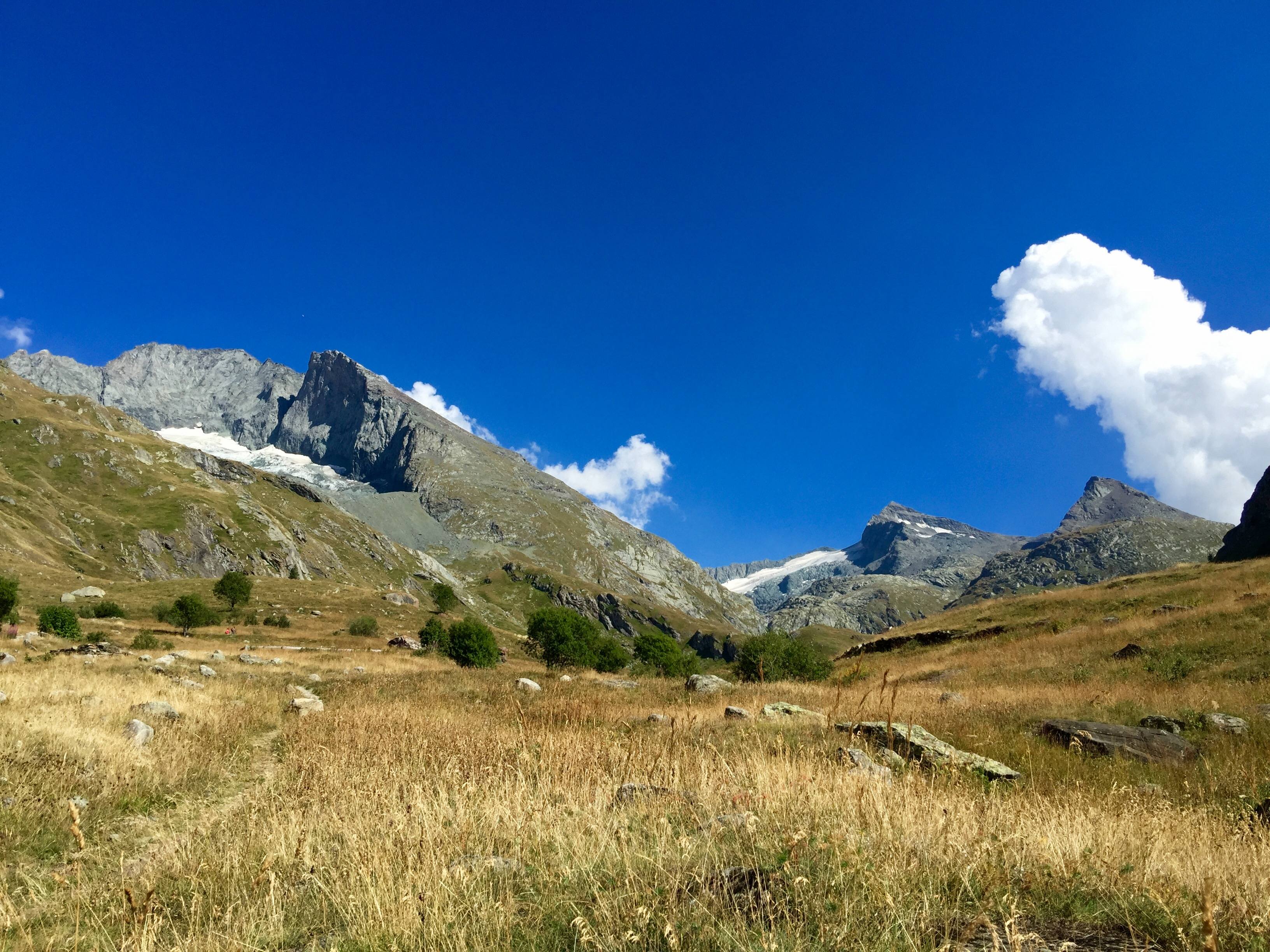
Vue de la Bessanèse située à gauche et de l’Ouille d'Arbéron au centre avec le glacier d'Arnès, depuis le versant mauriennais.
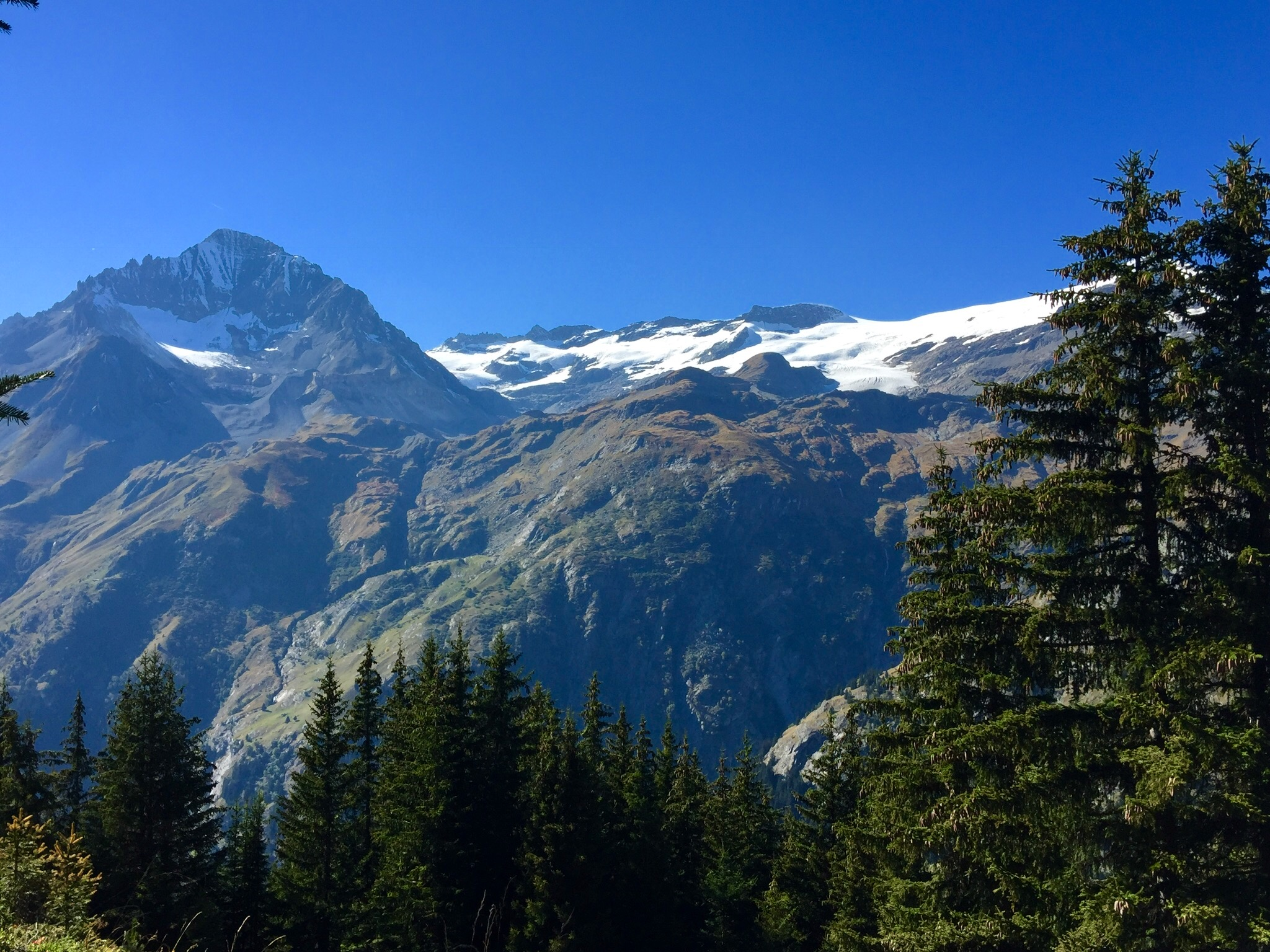
Vue de la dent Parrachée à gauche et du dôme de l'Arpont au centre surplombant le cône de déjection de Termignon-Sollières.
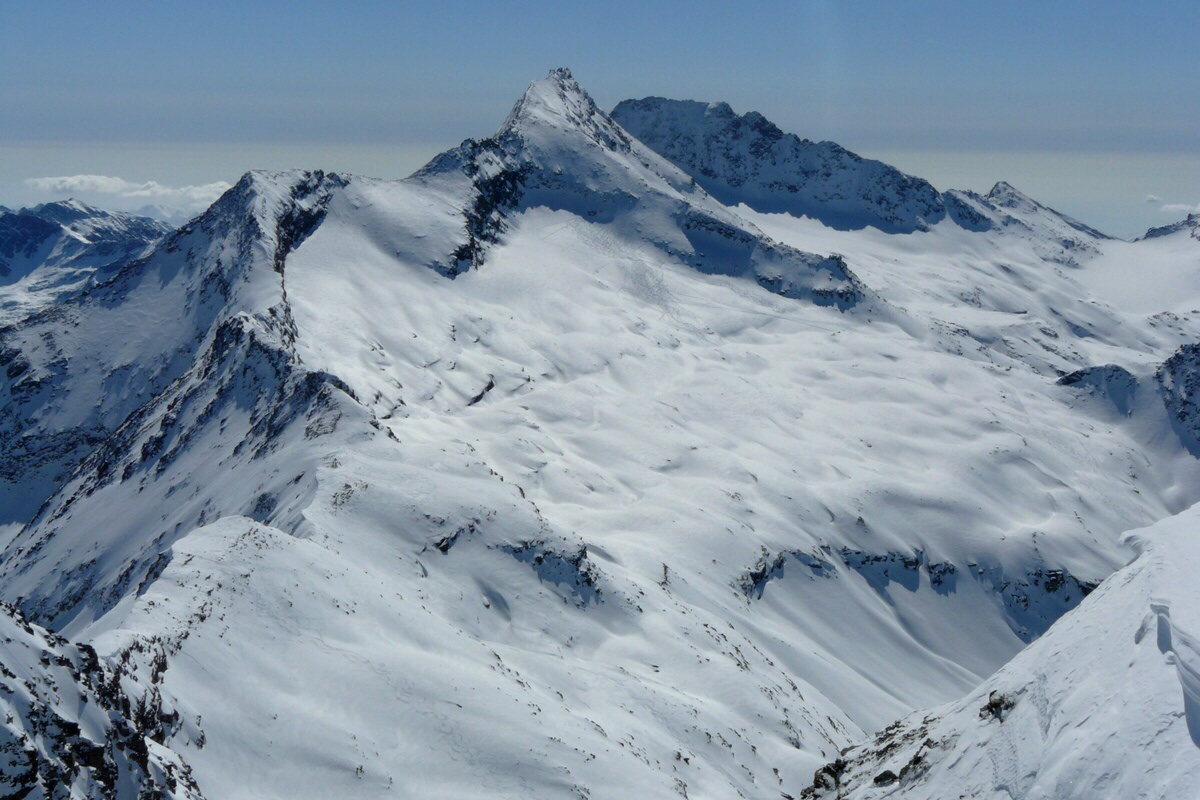
Vue de la Levanna occidentale depuis l'aiguille Percée.
À droite, le mont Thabor (à gauche, le pic du Thabor).
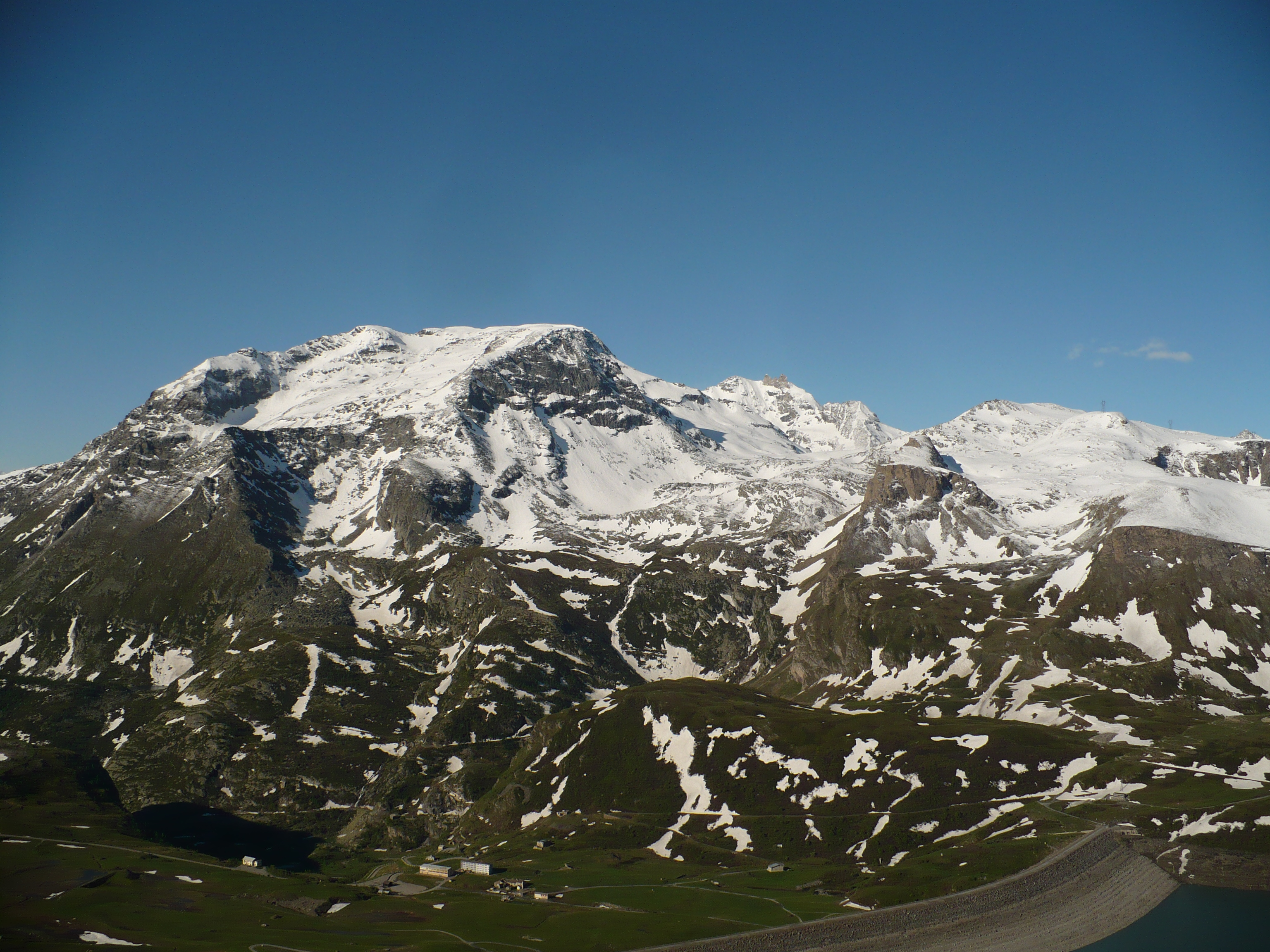
Vue du mont Giusalet depuis la pointe du Lamet.
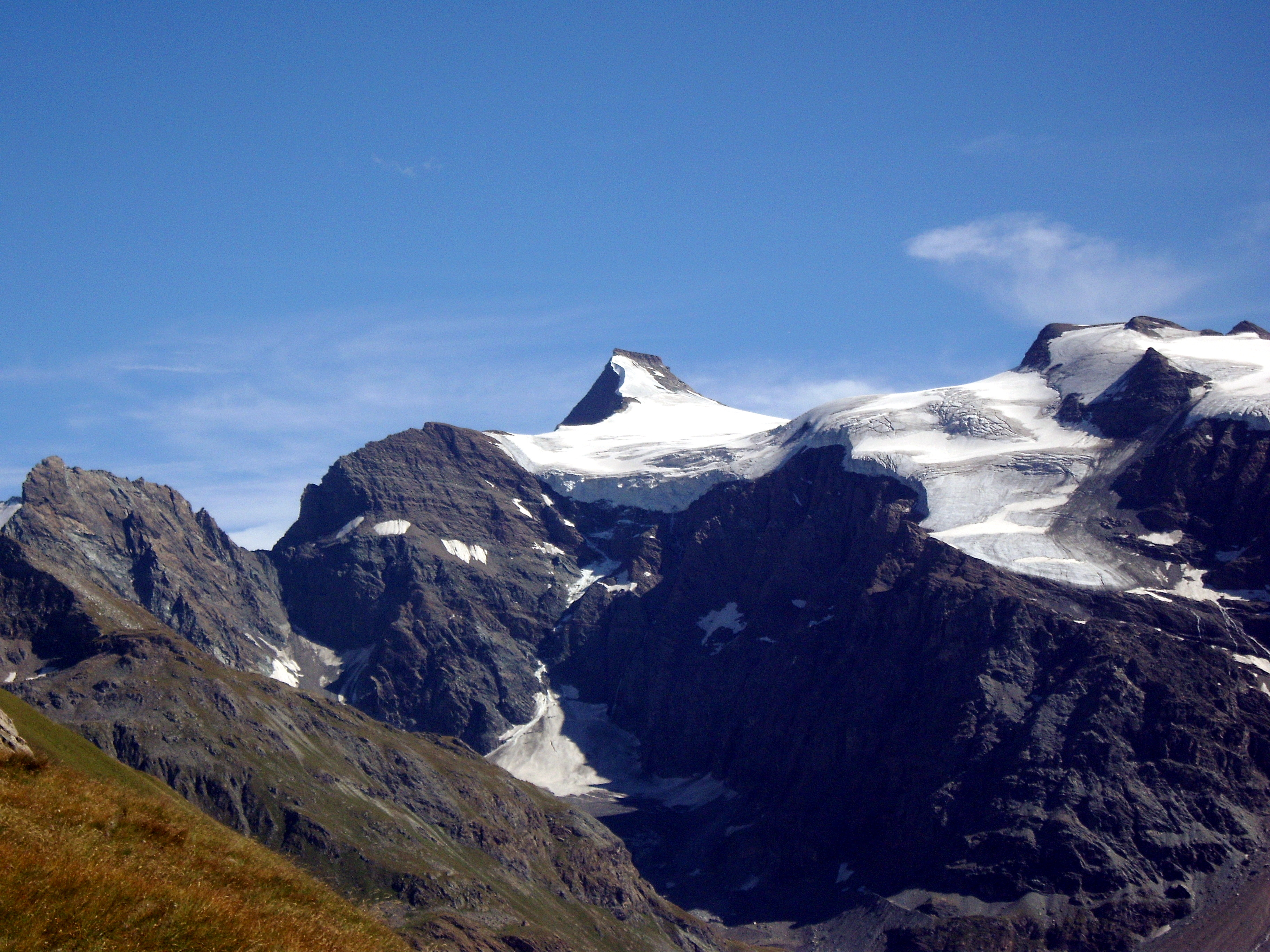
Vue de l'Albaron depuis la route menant au col de l'Iseran.
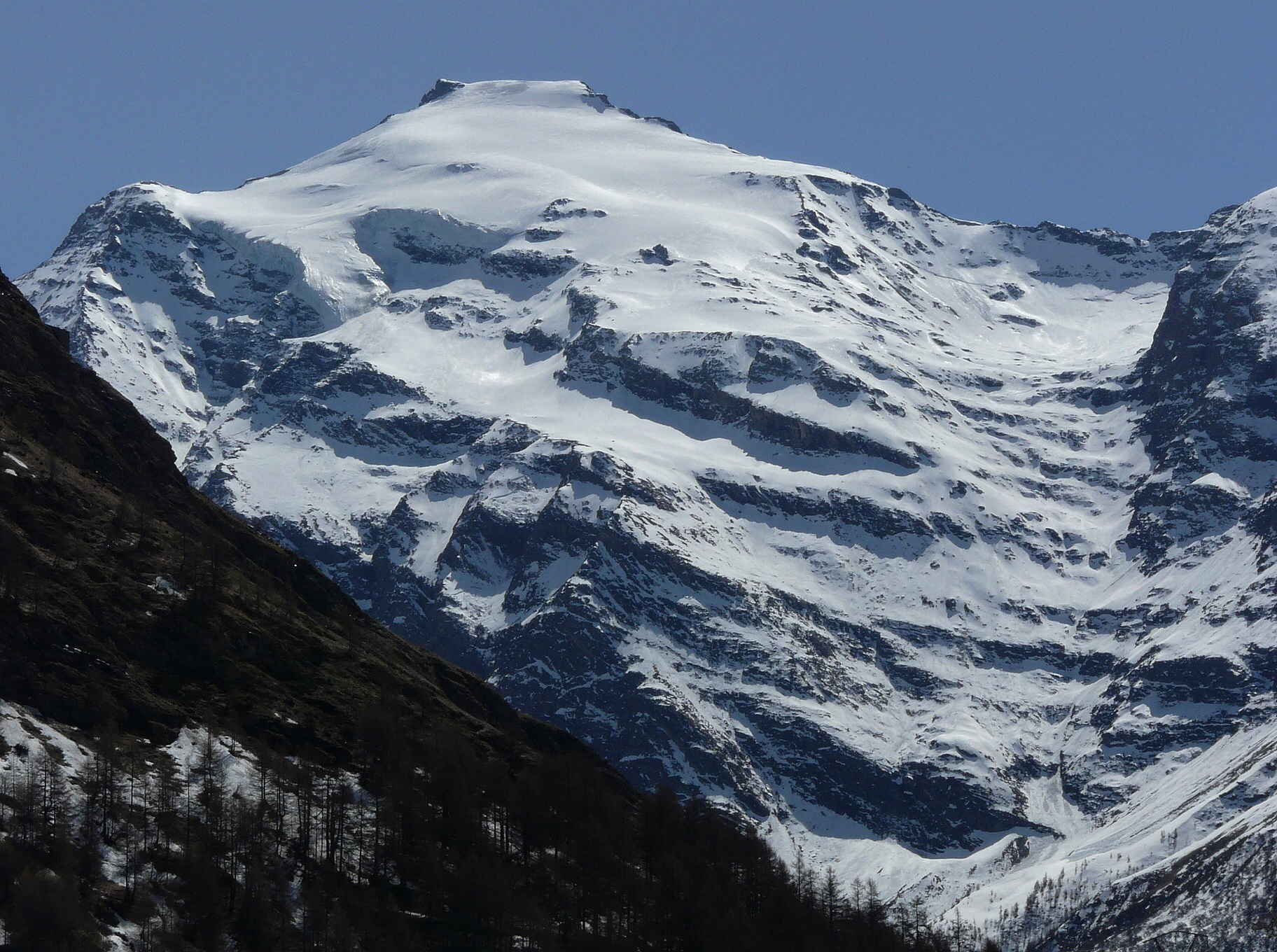
Vue du glacier suspendu de la pointe de Charbonnel, le plus haut sommet des Alpes grées.

### Partition de la vallée

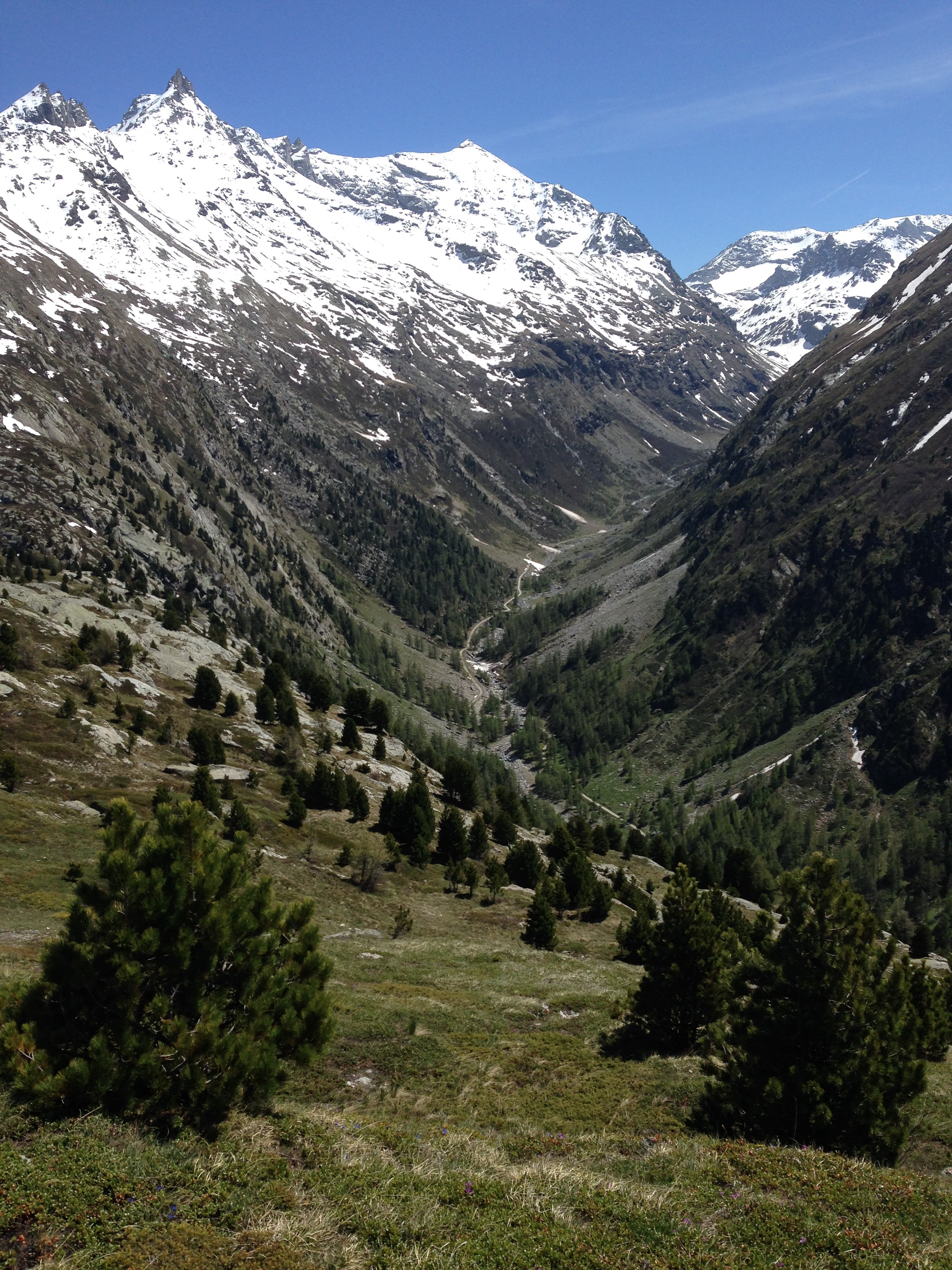
Vue du vallon d'Ambin, une des nombreuses vallées affluentes de la Maurienne.

Les géographes distinguent traditionnellement trois ensembles, la basse, la moyenne et la haute Maurienne. L'historien Jean Dompnier, dans sa présentation générale de la moyenne Maurienne, précise qu'« il est assez facile de mettre en avant des coupures du relief dans cette vallée de plus de 120 kilomètres où alternent ombilics et verrous glaciaires, c’est plus hasardeux sur les plans historique, économique et administratif. » À ces trois ensembles, les vallées affluentes peuvent aussi être distinguées avec notamment celle de la Valloirette (du col du Galibier à Saint-Michel-de-Maurienne), le bassin de l'Arve ou de l'Arvan qui coule jusqu'à Saint-Jean-de-Maurienne), la vallée des Villards, dite aussi du Glandon (Saint-Alban et Saint-Colomban), ou encore celle du Bugeon (du col de la Madeleine jusqu'à La Chambre),. De nombreuses vallées secondaires ont été les voies de passage privilégiées depuis la haute Antiquité entre la péninsule italienne et l'Europe de l'Ouest. Certaines telles que les vallées d'Avérole, de la Savine, du Fréjus ou encore de la Rocheure n'ont jamais été véritablement peuplées, mais ont toujours servi de voies de passage.

#### Basse Maurienne

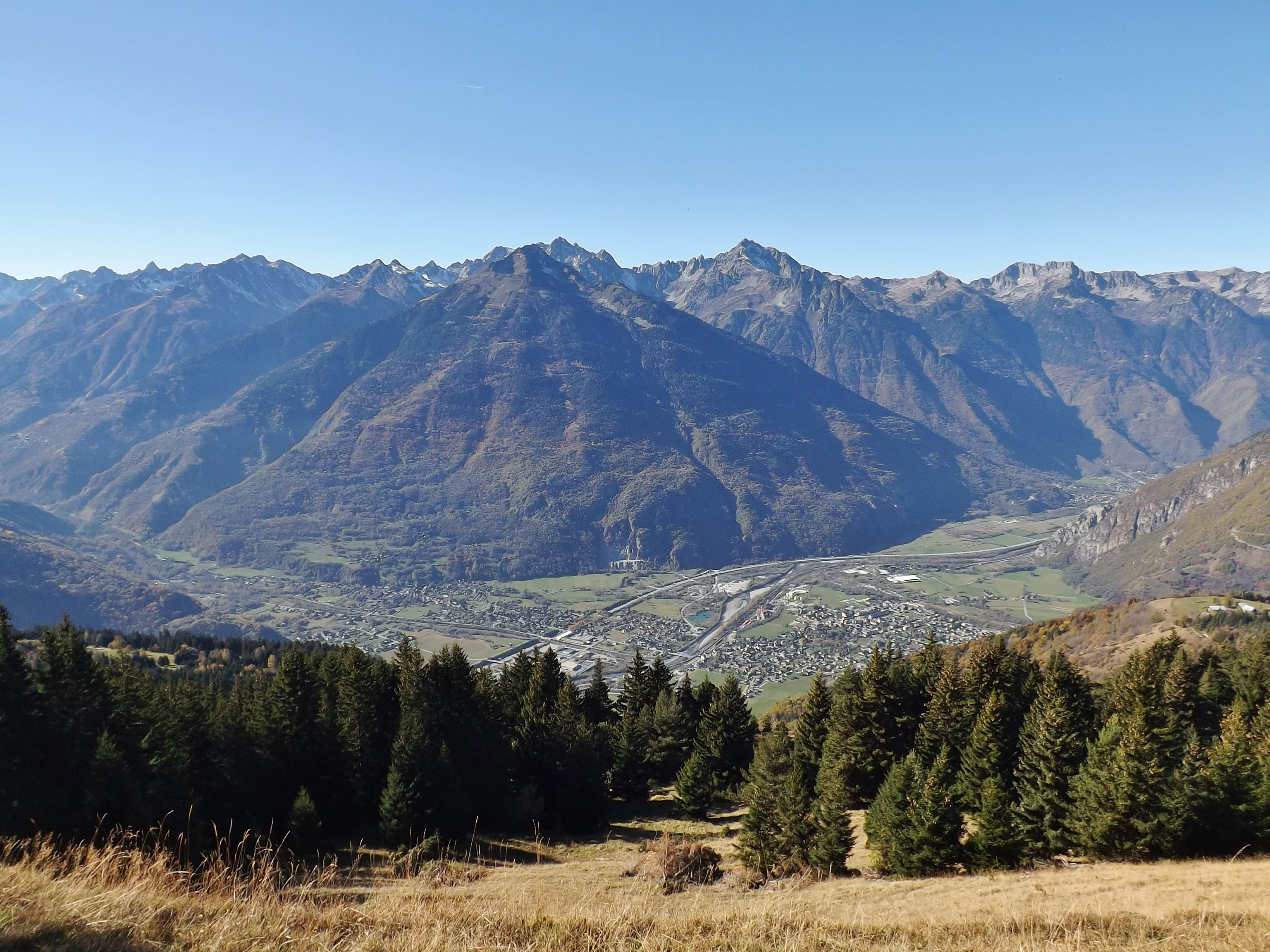
Vue de la basse Maurienne à droite et de la vallée des Villards à gauche, au niveau de La Chambre.

La basse Maurienne débute avec le canton d'Aiguebelle pour se terminer au niveau de celui de La Chambre. Cette partie de la vallée traverse les massifs cristallins externes. C'est une portion boisée et verdoyante, au fond large, plat et encaissé. Elle est constituée de parois abruptes avec un très fort dénivelé entre son talweg et ces sommets proches (écart de 2 000 mètres en moyenne) visibles depuis le fond de la vallée. Par exemple, le dénivelé entre le village d'Épierre situé à 348 mètres et le proche sommet du Grand pic de la Lauzière culminant à 2 829 mètres offre au visiteur le sentiment de se trouver face à un mur de près de 2 480 mètres de hauteur. La basse Maurienne, grâce à son relief escarpé et ses forêts denses et riches en nombreuses essences, offre un écosystème idéal pour de nombreuses espèces animales rares et farouches telles que le lynx

#### Moyenne Maurienne

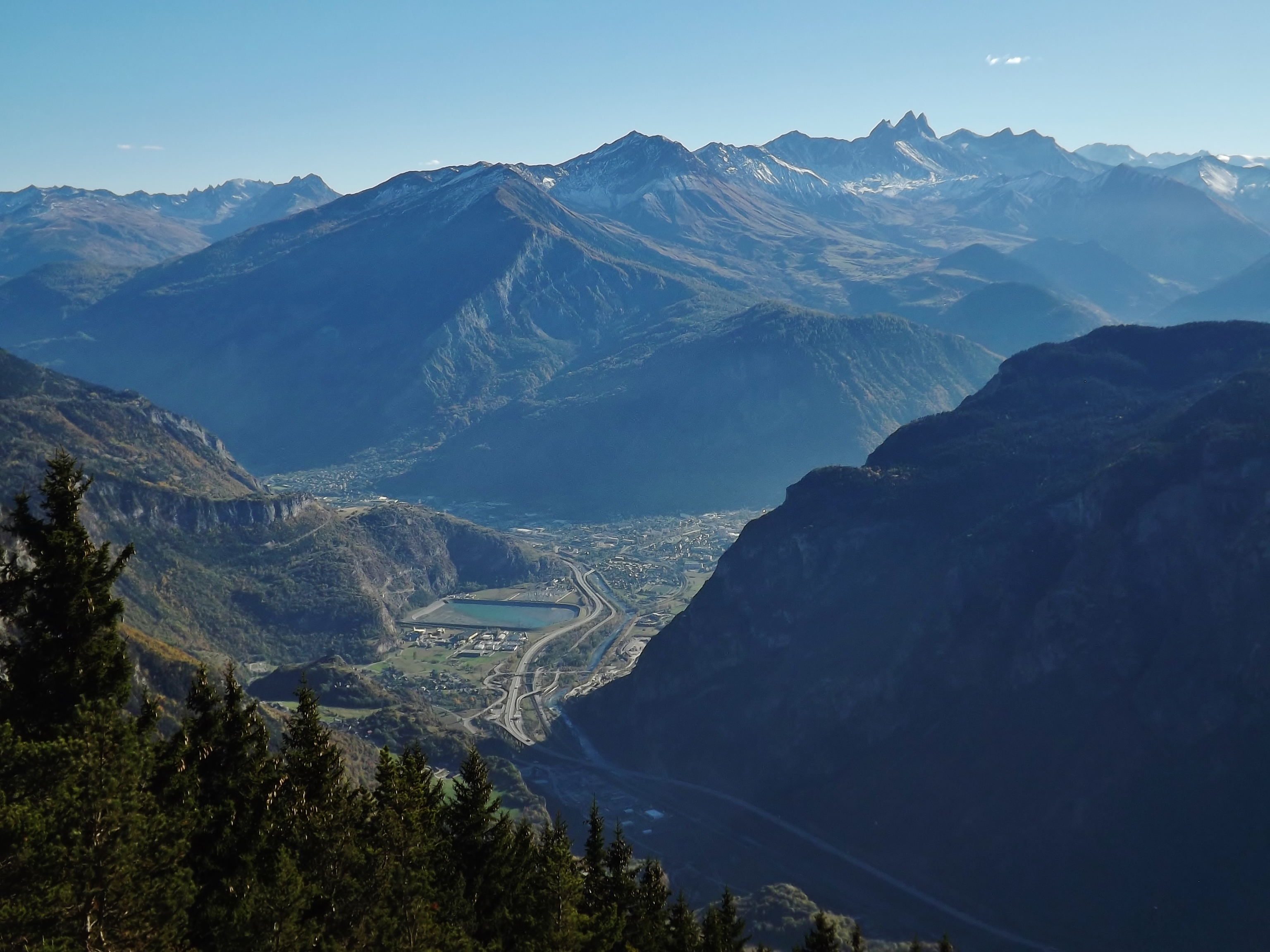
Vue de la moyenne Maurienne au niveau de Saint-Jean-de-Maurienne et massif des Arves en arrière-plan.

À partir de La Chambre s'amorce la moyenne Maurienne qui s'étire jusqu'à Modane. Elle est constituée par un fond de vallée très étroit et s'ouvrant après d'impressionnants défilés et verrous comme celui du pas du Roc à l'entrée de Saint-Michel-de-Maurienne, sur des bassins reliés à des vallées latérales où se situent la plupart des villages de montagnes et des stations de ski telles qu'Orelle (reliée aux Trois Vallées), Valloire ou encore Saint-François-Longchamp. Elles se terminent généralement par un col carrossable tel que la Madeleine, le Galibier ou la Croix-de-Fer, ou bien de simples passages comme le col de la Valette culminant à 2 291 mètres ou le col de la vallée Étroite. Ces bassins concentrent la majorité des habitations et infrastructures industrielles. Ils sont alimentés par quantités de torrents de haute montagne qui ont été la raison de l'implantation des usines sidérurgiques en Maurienne au début du XXe siècle, tout comme cela a été le cas en Tarentaise ou en Valais. Tout récemment, le principal acteur est devenu le groupe Trimet, après avoir supplanté le groupe Rio Tinto. Ces usines, demandant une puissance électrique considérable, sont approvisionnées grâce aux centrales hydrauliques locales (comme le barrage de Bissorte). À leurs débuts, le transport de l'électricité sur de grandes distances n'était pas maîtrisé, raison pour laquelle les industries ont été implantées à proximité des sources d'énergies. Le meilleur exemple est Saint-Jean-de-Maurienne qui demeure un pôle électrométallurgique majeur.

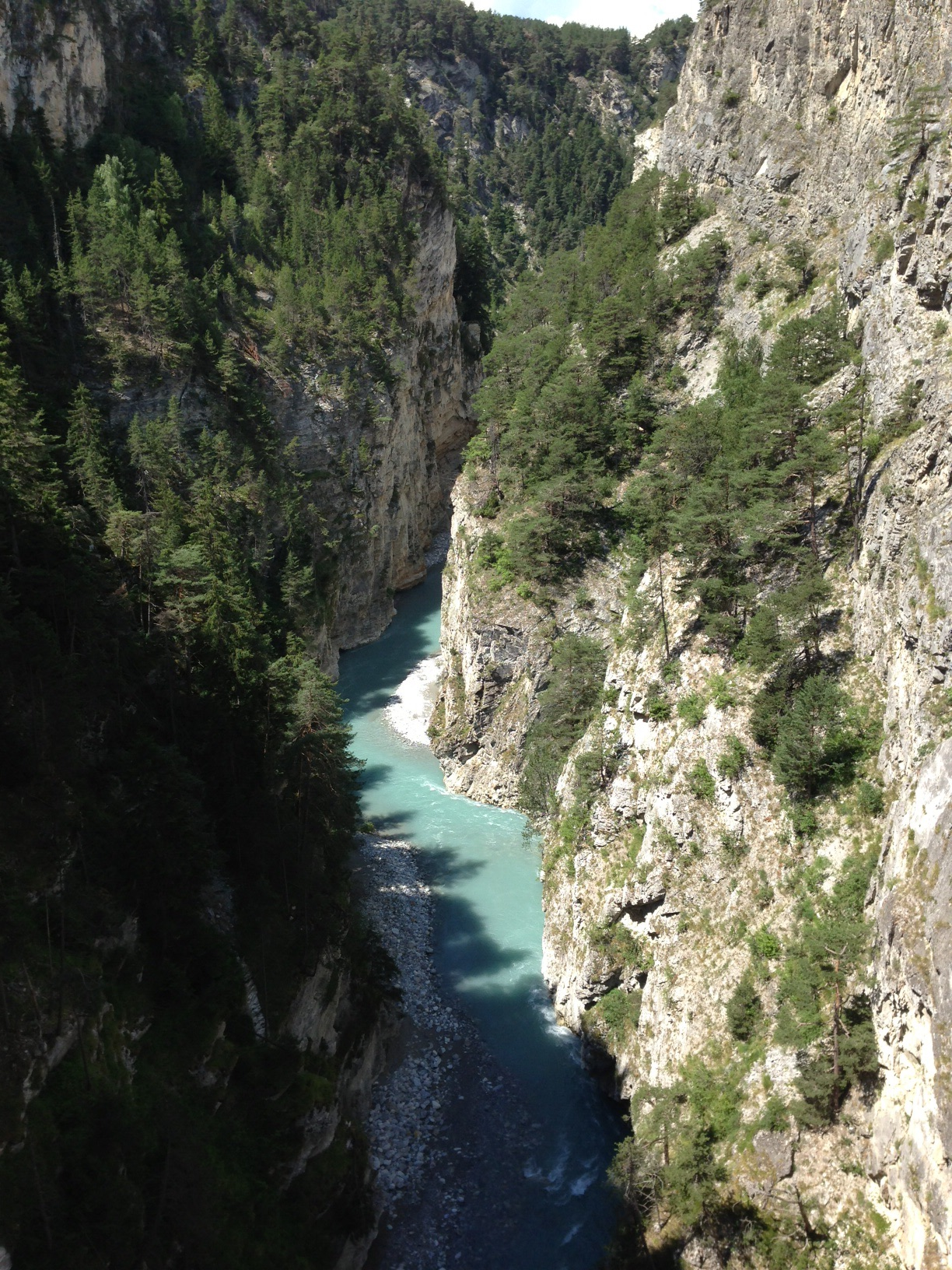
Les gorges de l'Esseillon, verrou séparant la moyenne de la haute Maurienne.

Le fond de la moyenne Maurienne ne connaît, proportionnellement à sa longueur considérable, qu'une faible prise d'altitude. Cette portion de la vallée bénéficie sur son versant adret d'un ensoleillement exceptionnel. Ce micro climat, que l'on retrouve également en certains lieux de haute Maurienne comme le cône de déjection de Sollières-Sardières-Termignon, permet de maintenir une agriculture traditionnelle et vivrière mais également de voir la renaissance de cultures oubliées, comme celle du safran. De la même manière, la viticulture refait son apparition. Ainsi, sur les coteaux les mieux exposés sont replantés des pieds de vignes et particulièrement le persan, un vin rouge natif de la Maurienne et par conséquent adapté aux conditions climatiques de cette dernière.
Modane, dernière ville de la vallée (selon la définition INSEE), est une ville frontière, située au débouché des tunnels ferroviaire et routier du Fréjus et dominée par la station de Valfréjus. Ainsi Modane, ville située aux confins de la moyenne Maurienne, est la porte d'accès à la vallée supérieure de l'Arc. D'ailleurs à la sortie de la cité, le relief change radicalement et la nationale, qui jusqu'alors était relativement plane, s'élève tout à coup pour se transformer en route de montagne survolant les falaises vertigineuses du verrou glaciaire de la barrière de l'Esseillon.

#### Haute Maurienne
Enfin, on appelle haute Maurienne la haute vallée de l’Arc, qui longe la frontière italienne sur environ 45 kilomètres dans la région du massif du Mont-Cenis. S'étendant au-delà de la barrière de l'Esseillon, il s'agit de la partie supérieure de la vallée de l'Arc avec un talweg d'altitude élevée démarrant à 1 100 mètres, et formée principalement de verrous s'ouvrant sur des cônes de déjections. Elle débute en amont de la cicatrice de Chavière marquant la fin des massifs houillers et le début de l'unité des massifs cristallins Grand-Saint-Bernard/Vanoise/Ambin allant du Valais au val de Suse et bordés à l'est par le massif du Grand-Paradis. La région est connue depuis la plus haute Antiquité et on y trouve de nombreux vestiges d’occupation humaine depuis le Paléolithique. Au Moyen Âge, elle était un passage important d'échanges commerciaux grâce notamment à la route du Sel. Cette dernière traversant le massif de la Vanoise par le col du même nom, permettait d'échanger fromages, dont le beaufort réputé depuis l'époque romaine et le sel exploité aux mines de Salins en Tarentaise, contre étoffes et épices, en Italie, via le col du Mont-Cenis.

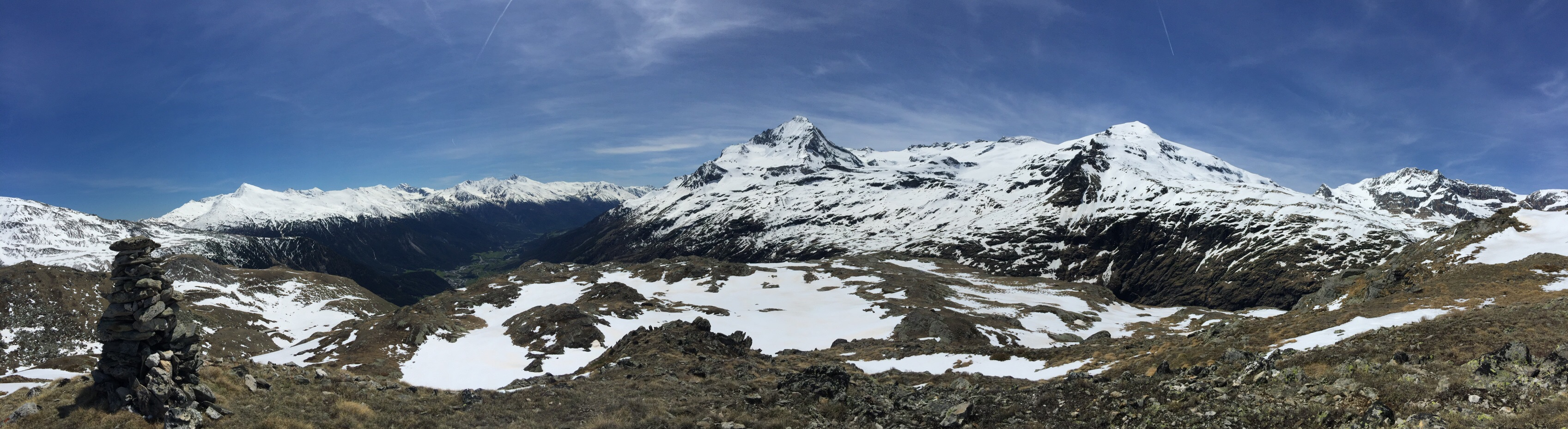
Vue du cône de déjection de Termignon-Sollières (à gauche) entre les massifs de la Vanoise et du Mont-Cenis.

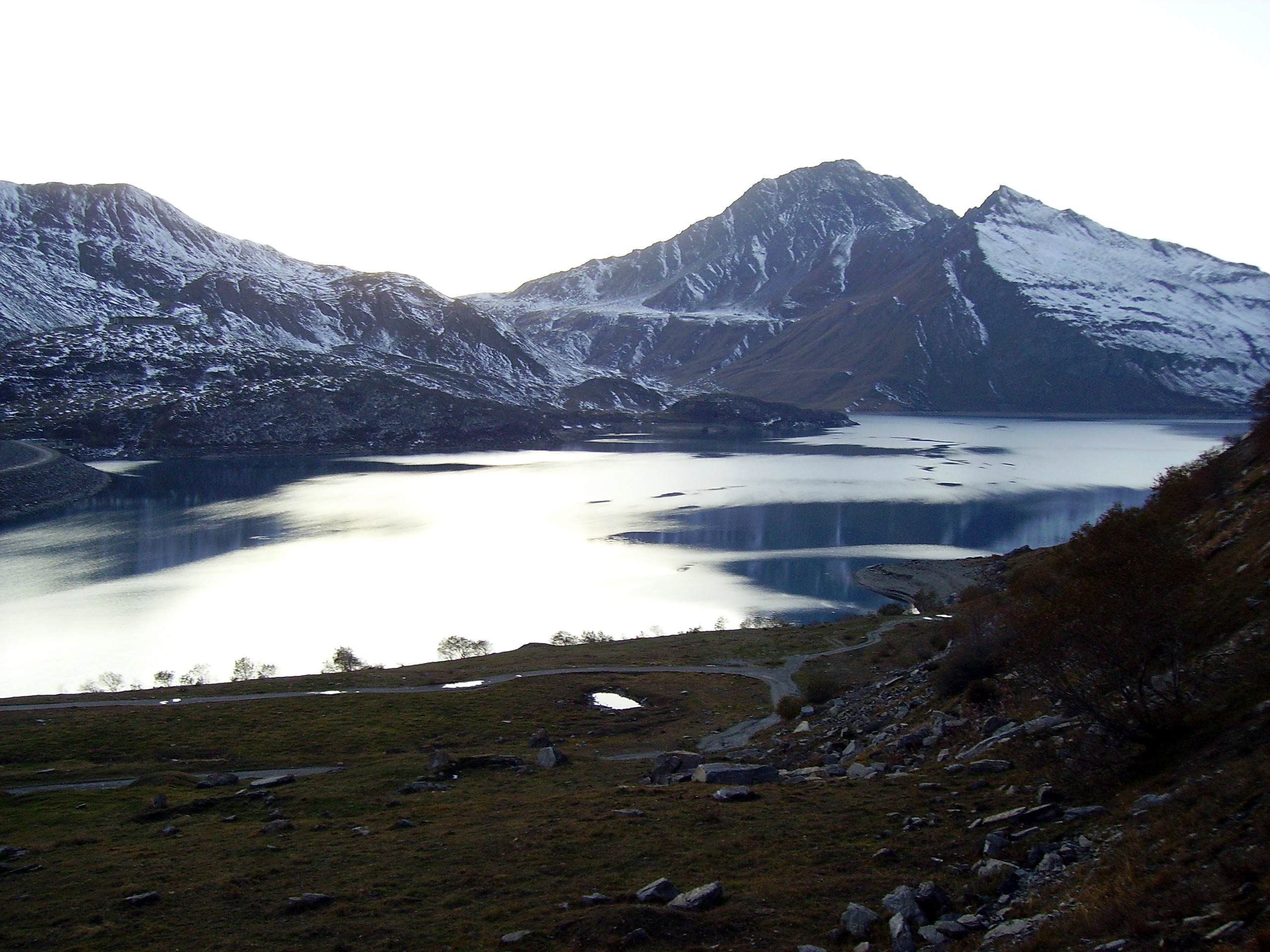
Vue de la face sud du signal du Petit Mont-Cenis culminant à 3162 mètres d'altitude et le lac, voie de passage des échanges commerciaux transalpins.

Ce sentier d'altitude en grande partie pavé a récemment fait l'objet d'une importante restauration par le parc national de la Vanoise. La délimitation de la partie supérieure de la vallée reste controversée. En effet, pour les spécialistes de géographie physique, la haute Maurienne commence en amont de Modane, et plus précisément au-delà de la barrière de l'Esseillon. Ce verrou glaciaire est un promontoire dominant la moyenne Maurienne, riche en forteresses militaires, dont le but initial était de protéger la haute Maurienne et le Piémont des invasions françaises. Pour les économistes, Modane est attachée à la haute Maurienne, arguant que la ville dispose d'une très forte influence sur les villages en amont, au travers d'infrastructures économiques et administratives (centres commerciaux, établissements scolaires ou gare SNCF par exemple). Toutefois pour la grande majorité des analystes, Modane est une ville rattachée à la partie médiane de cette vallée, aussi bien du fait du relief (toute la partie avale du canton est creusée dans le sillon houiller qui se prolonge jusqu’à Saint-Michel-de-Maurienne), que de l'histoire industrielle de ce secteur.

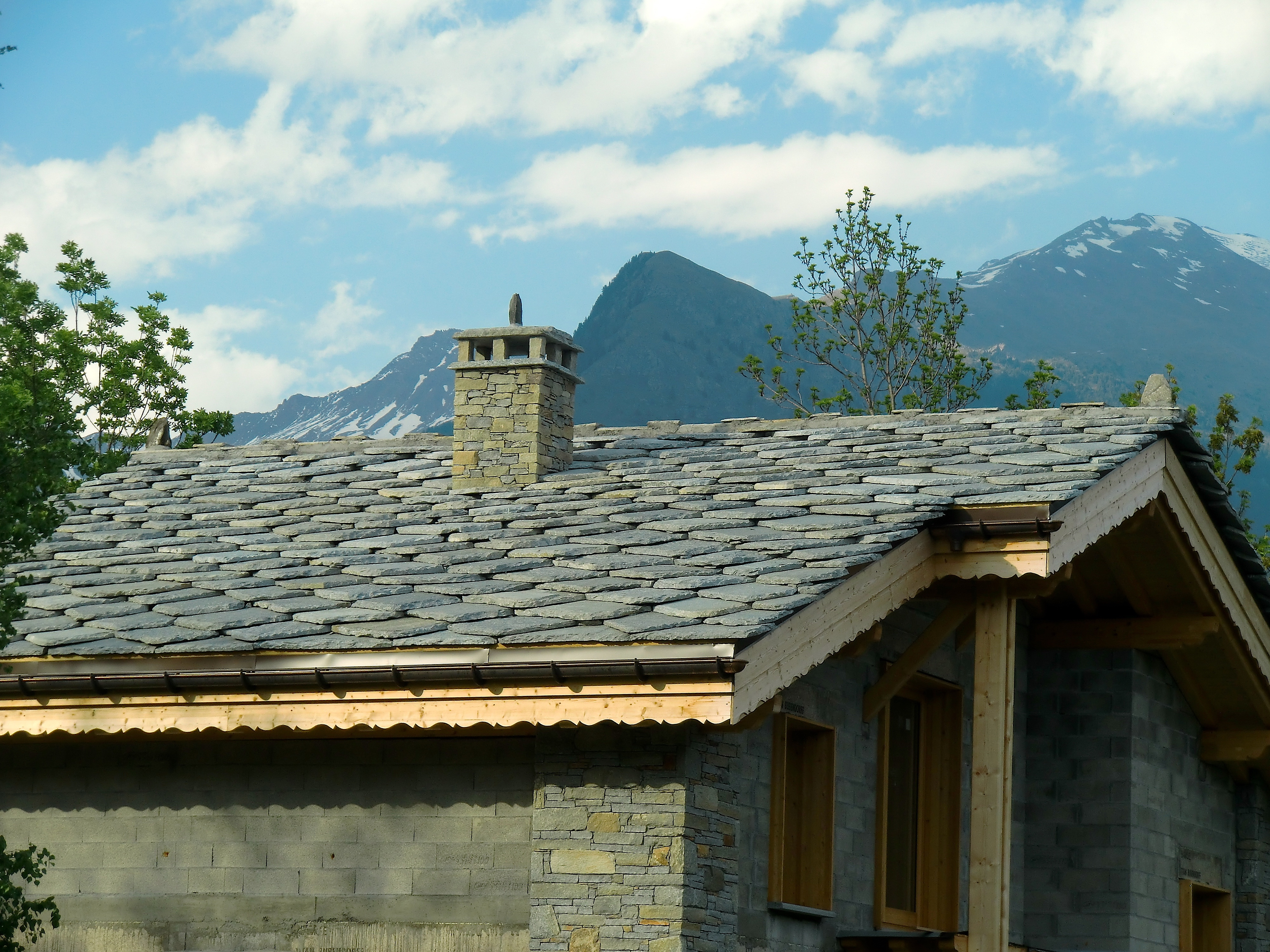
Construction en cours d'un chalet traditionnel, l'utilisation de lauzes épaisses (4-7 cm) d'orthogneiss respecte la tradition architecturale et les normes imposées.

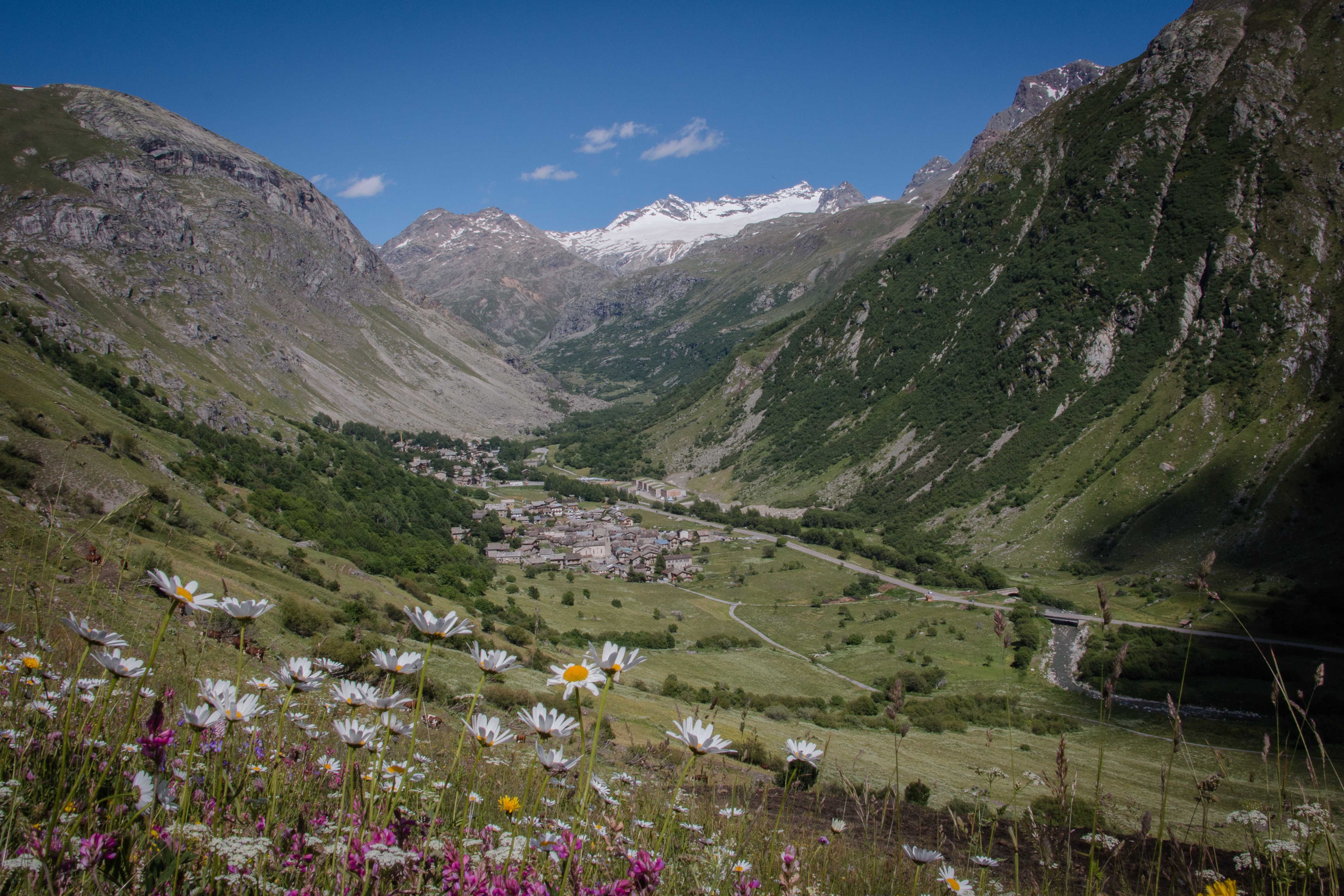
Bonneval-sur-Arc, extrémité de la vallée.

Longtemps restée à l'écart du reste de la vallée et de son développement économique, cette portion conserve un caractère authentique et sauvage, avec des traditions et un folklore unique et vivace tel que le Diable de Bessans, ou la Fête du 15 août célébrée dans le bourg de Bramans.
L'architecture est différente du reste de la vallée, l'exemple le plus visible étant celui des toits en lauzes recouvrant les chalets et leurs cheminées décorées en pierres. Ainsi les nouvelles constructions tout comme les rénovations, en haute Maurienne et ses contreforts situés entre Modane et Aussois, sont soumises à l'approbation du Conseil d’architecture, d’urbanisme et de l’environnement de la Savoie (CAUE), avec le concours des architectes consultants et du Syndicat du Pays de Maurienne.
Les villages, en remontant la vallée, sont :
- Villarodin-Bourget (et la station de ski de La Norma) ;
- Avrieux ;
- Aussois (station de ski) ;
- Bramans ;
- Sollières-Sardières (domaine de ski nordique sur le plateau de Sardières) ;
- Termignon ;
- Lanslebourg-Mont-Cenis, Lanslevillard (les deux villages formant avec Termignon la station de Val Cenis) ;
- Bessans (grand domaine de ski de fond et stade international de biathlon, unique en France) ;
- Bonneval-sur-Arc (domaine de ski alpin).

Environ 5 000 habitants permanents, et environ 15 000 personnes en hiver.

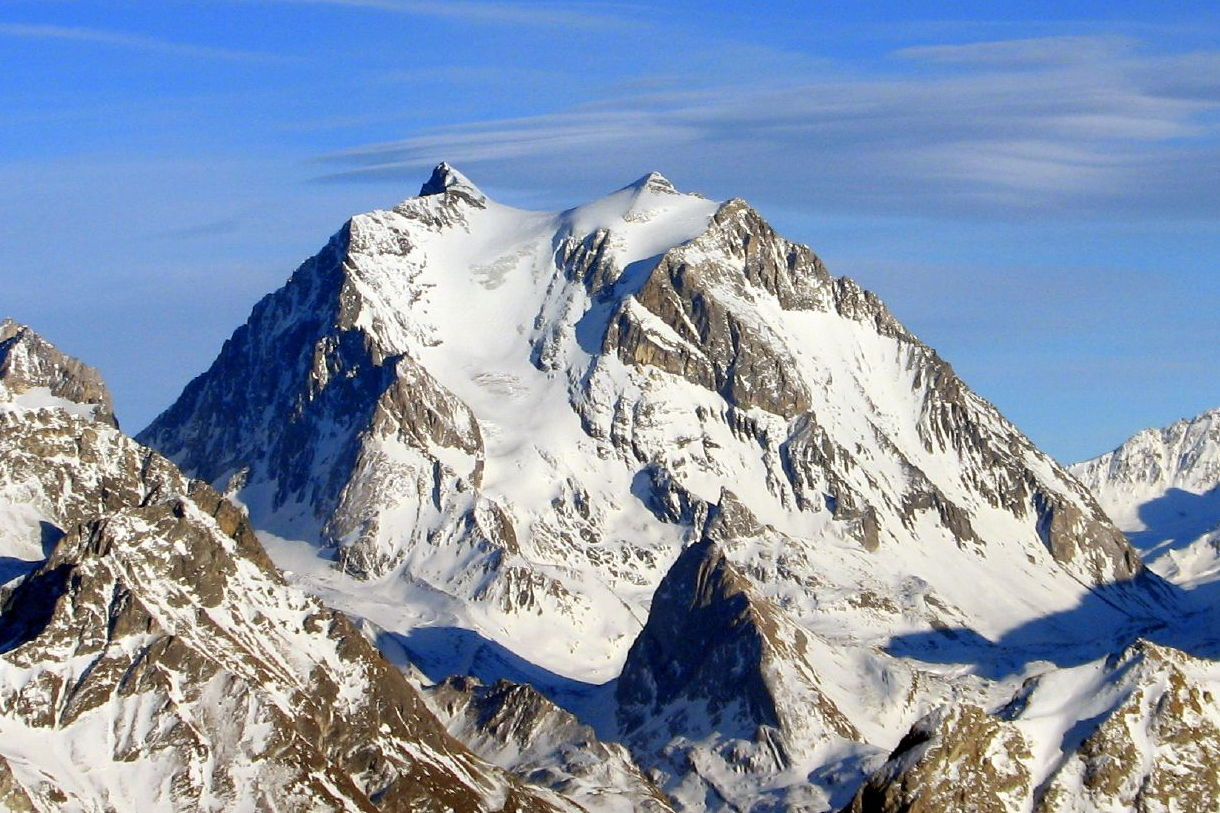
Vue de la Grande Casse, point culminant de la Maurienne, dans le parc national de la Vanoise.

La haute Maurienne est pourvue d'innombrables sommets dépassant les 3 000 mètres, et nombreux sont proches de la barre des 4 000 mètres. Cette portion de la Maurienne est pourvue d'une grande couverture glaciaire.
D'un point de vue climatique, la haute Maurienne est la parfaite illustration de monsieur Verneilh, alors préfet du département du Mont-Blanc sous l'occupation de la Savoie par Napoléon. Verneilh dans son rapport Statistique générale de la France, Département du Mont Blanc (1807) indique : « Souvent au fond d'une vallée, le voyageur supporte avec peine l'ardeur d'un soleil brûlant, en même temps qu'il aperçoit sur les monts qui l'environnent, les frimas d'un éternel hiver ; d'autres fois, après avoir traversé des neiges ou des glaces sur les cols des montagnes, il rencontre, en descendant dans la plaine, d'abord des bois, ensuite une riante verdure, plus bas des fleurs ou même des fruits. » (p. 164). Ainsi la Maurienne, du fait de sa situation encaissée dans de très hauts massifs, et subissant les puissants effets de foehn, en est une parfaite illustration. Dans cette partie de la vallée, les précipitations sont largement en dessous des moyennes. On compare très souvent cette région au climat quasi méditerranéen qui sévit dans la vallée du Rhône en Valais central, aux alentours de Sierre.

### Géologie

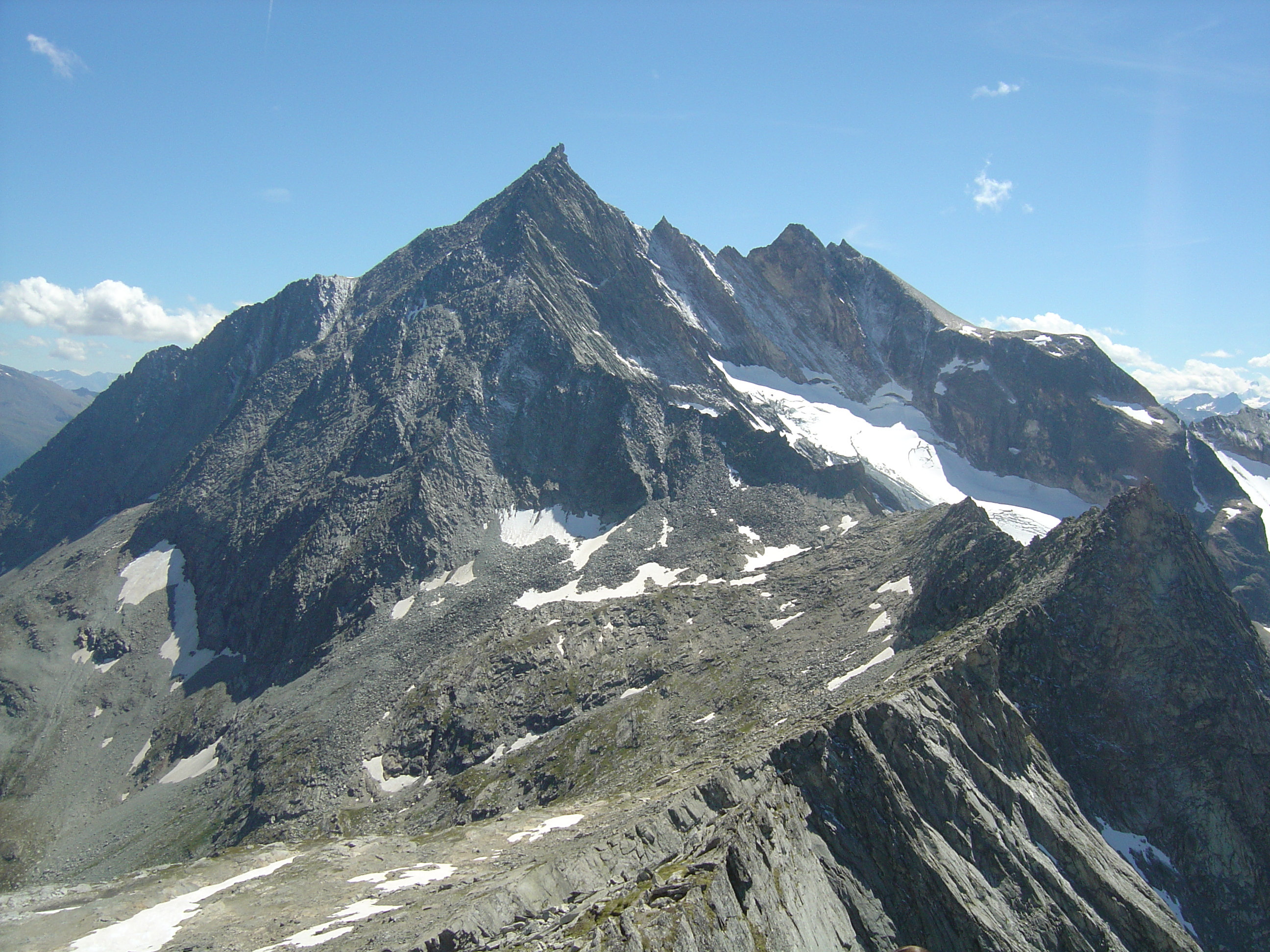
Vue de la pointe de l'Échelle (3418 m, Vanoise) depuis la pointe de l'Observatoire (3015 m), constituée de roches métamorphiques offrant un relief escarpé.

La Vanoise dans son acception restreinte (Vanoise cristaline) est constituée d'un imposant et profond socle de quartzite (roche métamorphique compacte et très dure), de micaschistes, de gneiss et de nappes de granite qui chevauche le socle du massif cristallin interne du Grand Paradis dans la partie la plus orientale de la vallée. Les massifs formant la barrière sud alternent entre le socle cristallin d'Ambin formant une continuité géologique avec la Vanoise, allant du Valais au val de Suse (unité Grand-Saint-Bernard/Vanoise/Ambin), et les massifs de schistes lustrés tels que ceux de la pointe de Ronce, ou bien encore la pointe de Charbonnel. La haute Maurienne se compose d'une grande variété de roches métamorphiques, allant du gneiss, schiste bleu, vert et micaschistes, en passant par la serpentinite, le quartzite ou encore les amphibolites et les calcschistes. On trouve également des roches magmatiques et plus particulièrement du porphyre, des gabbros et de la diorite affleurant du socle d'Ambin dans le massif du Mont-Cenis,.
Cette richesse minérale entraîne une grande diversité de reliefs, mais aussi de végétation qui se développent grâce aux différents types de sols que ces roches offrent. D'un versant à l'autre on peut donc trouver des espèces végétales totalement différentes du fait de la nature plus ou moins acide des sols. Cette particularité a conduit certains botanistes alpins à nommer certaines espèces en référence à l'un des massifs de la haute Maurienne. La Laîche des glaciers (Carex glacialis) présente exclusivement dans les régions boréales a été découverte dans la région du Mont-Cenis.

Le socle cristallin interne d'Ambin débarrassé de sa couverture sédimentaire, et formé de roches métamorphiques et magmatiques.

Les massifs de haute Maurienne conservent une importante couverture sédimentaire principalement faite de gypse ce qui donne un aspect imposant aux différents massifs. Des carrières de gypses ont été exploitées jusqu'à une date récente, et l'architecture locale a largement utilisé cette matière alors très recherchée pour l'enduit d'une partie des façades des maisons.
La dolomie, plus compacte et résistante que les autres roches sédimentaires, est également très présente sur les pentes situées en amont de la vallée. Imperméable et résistante à l'acide contrairement au calcaire, elle est par conséquent insensible à l'acidité des précipitations, et n'a pas subi les gels du quaternaire lors des phases de cryoclastie. Ces roches préservées se dessinent sous forme de monolithes perçant la couverture sédimentaire du socle cristallin entamée par la lente érosion des sols.

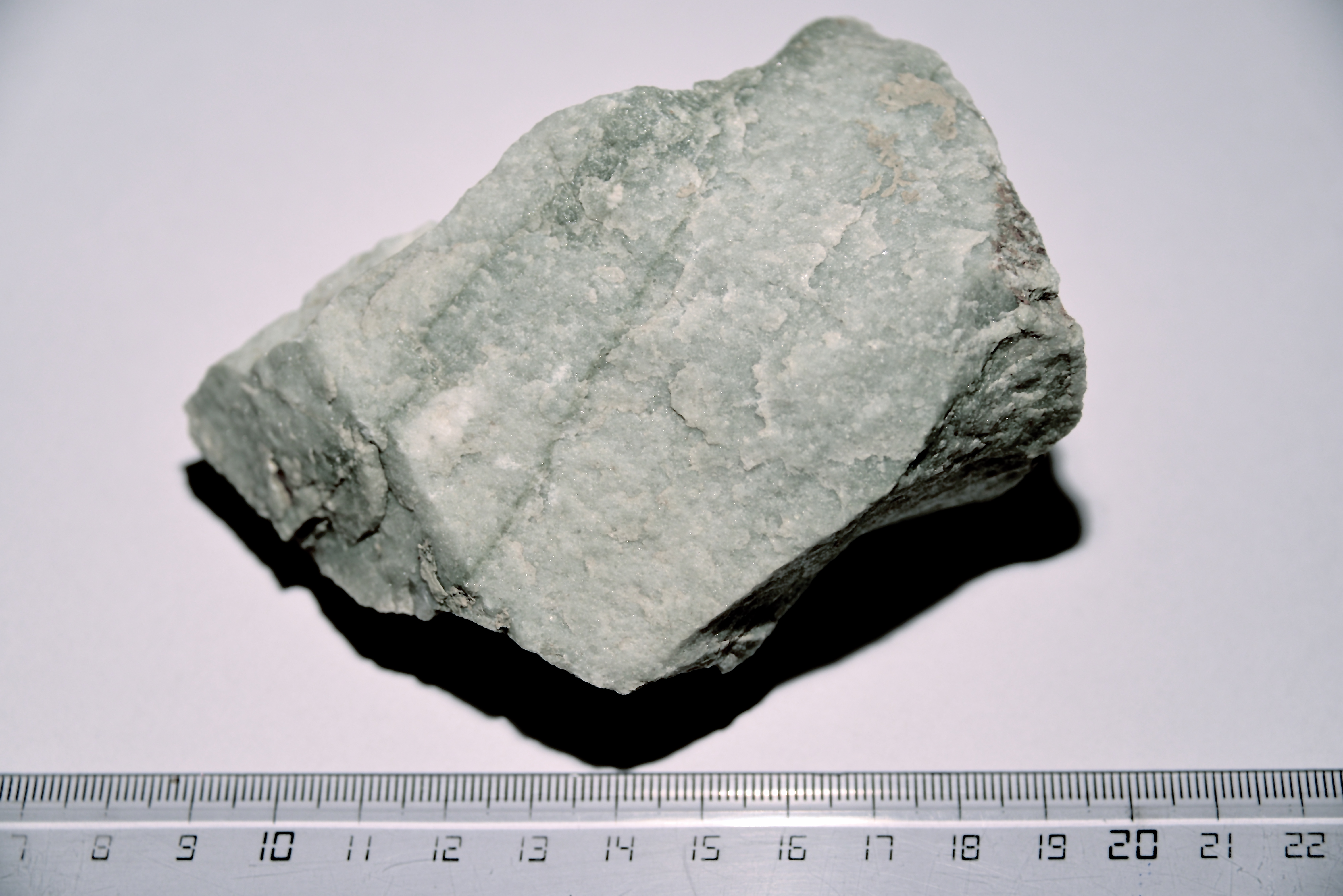
Metaquartzite à niveaux phylliteux (phengite, chlorite), provenant des pentes de la Dent Parrachée.
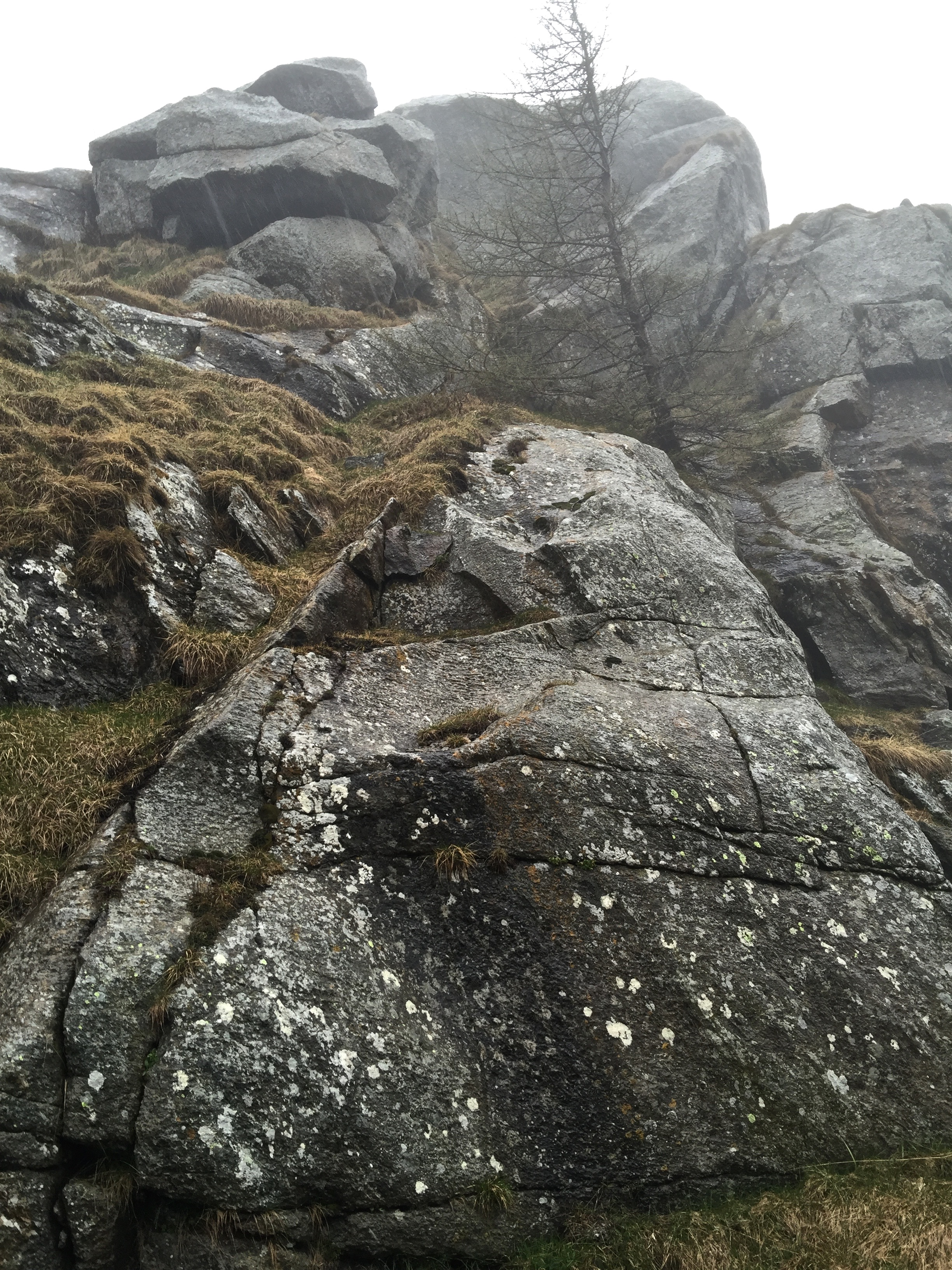
Affleurement de gneiss moutonné (sud du Mont-Cenis).
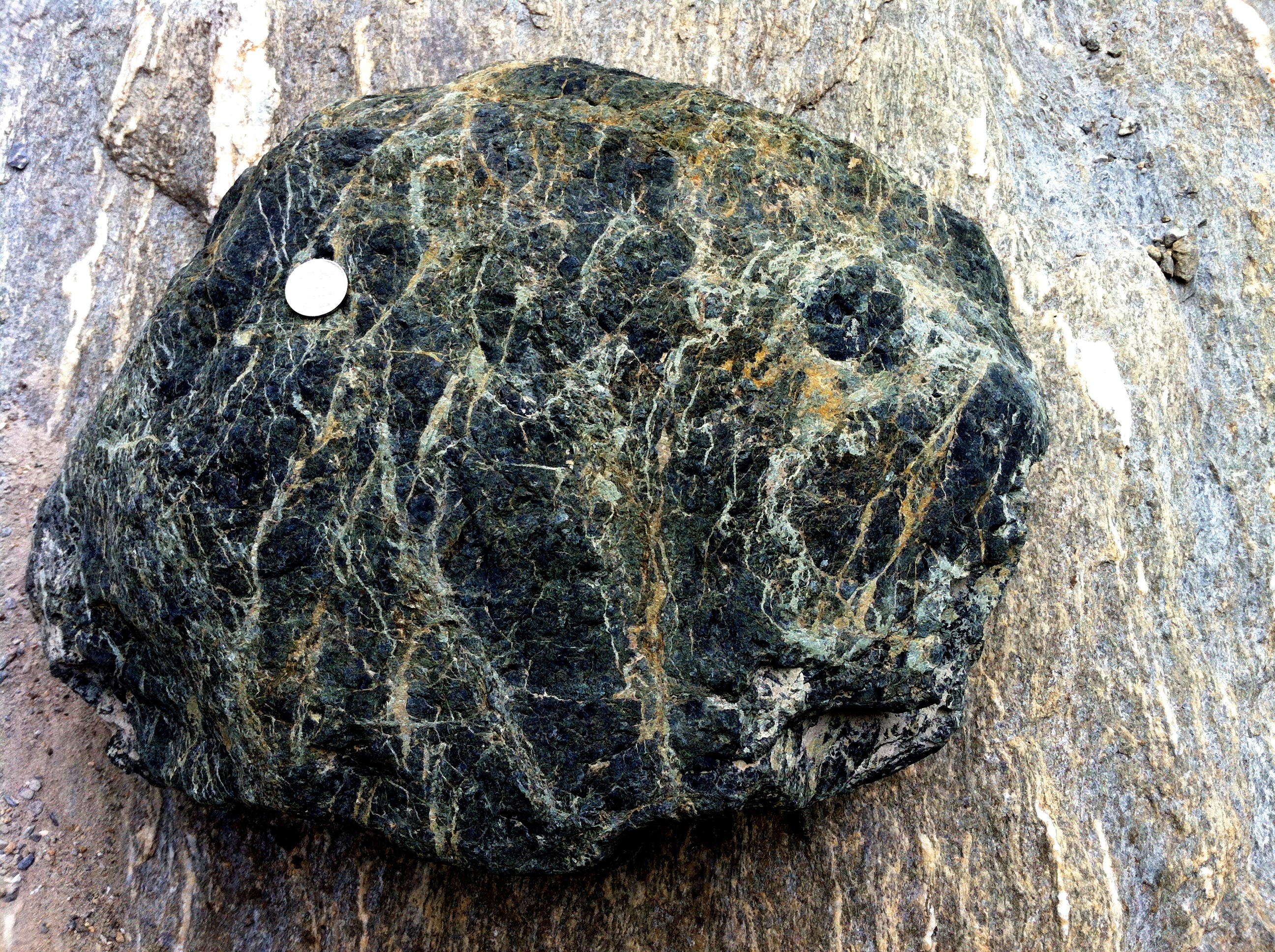
Bloc de serpentinite provenant du flanc nord du massif du Mont-Cenis.
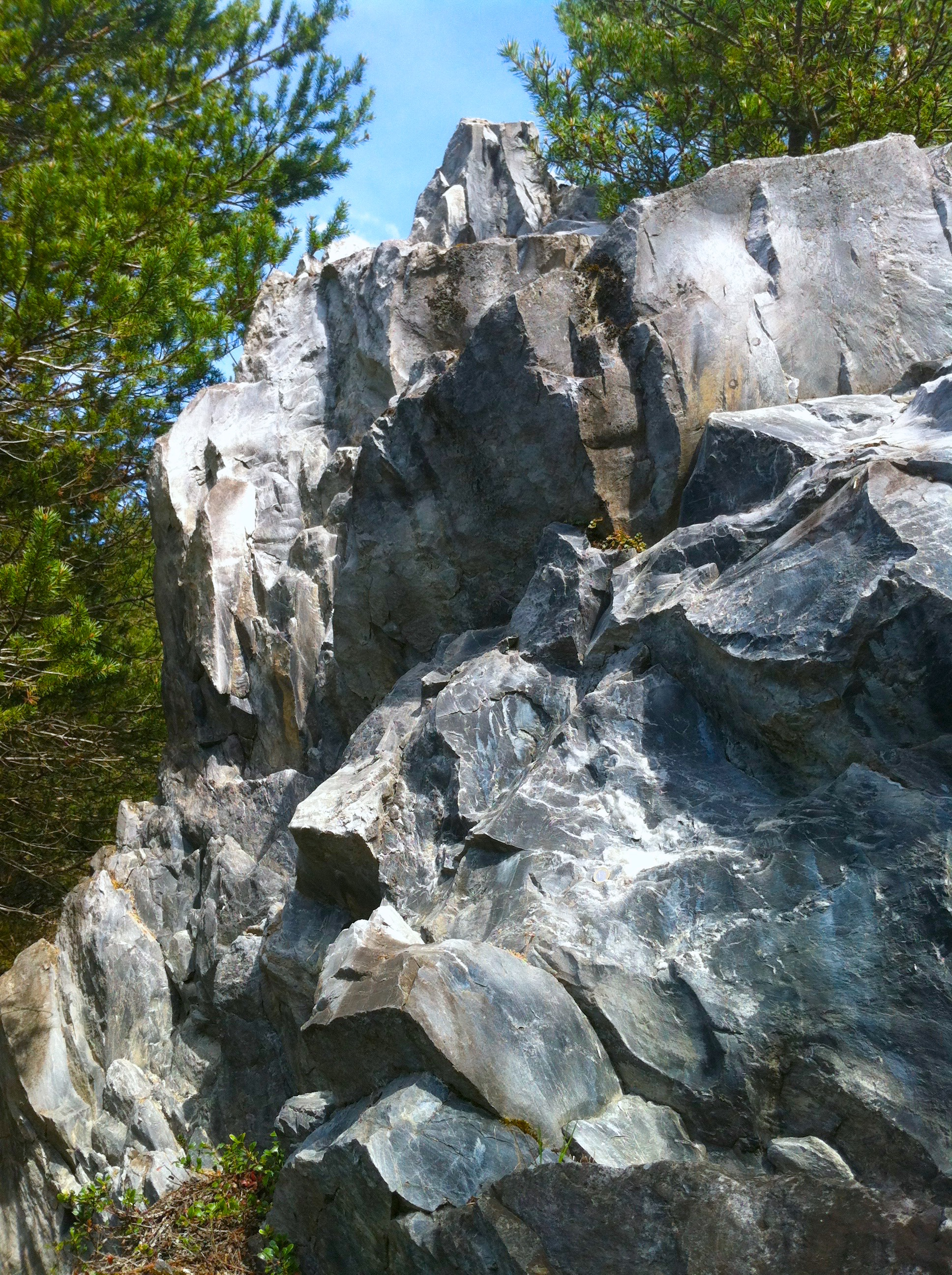
Bloc de calcschiste fortement cristallisé et veiné de quartz.
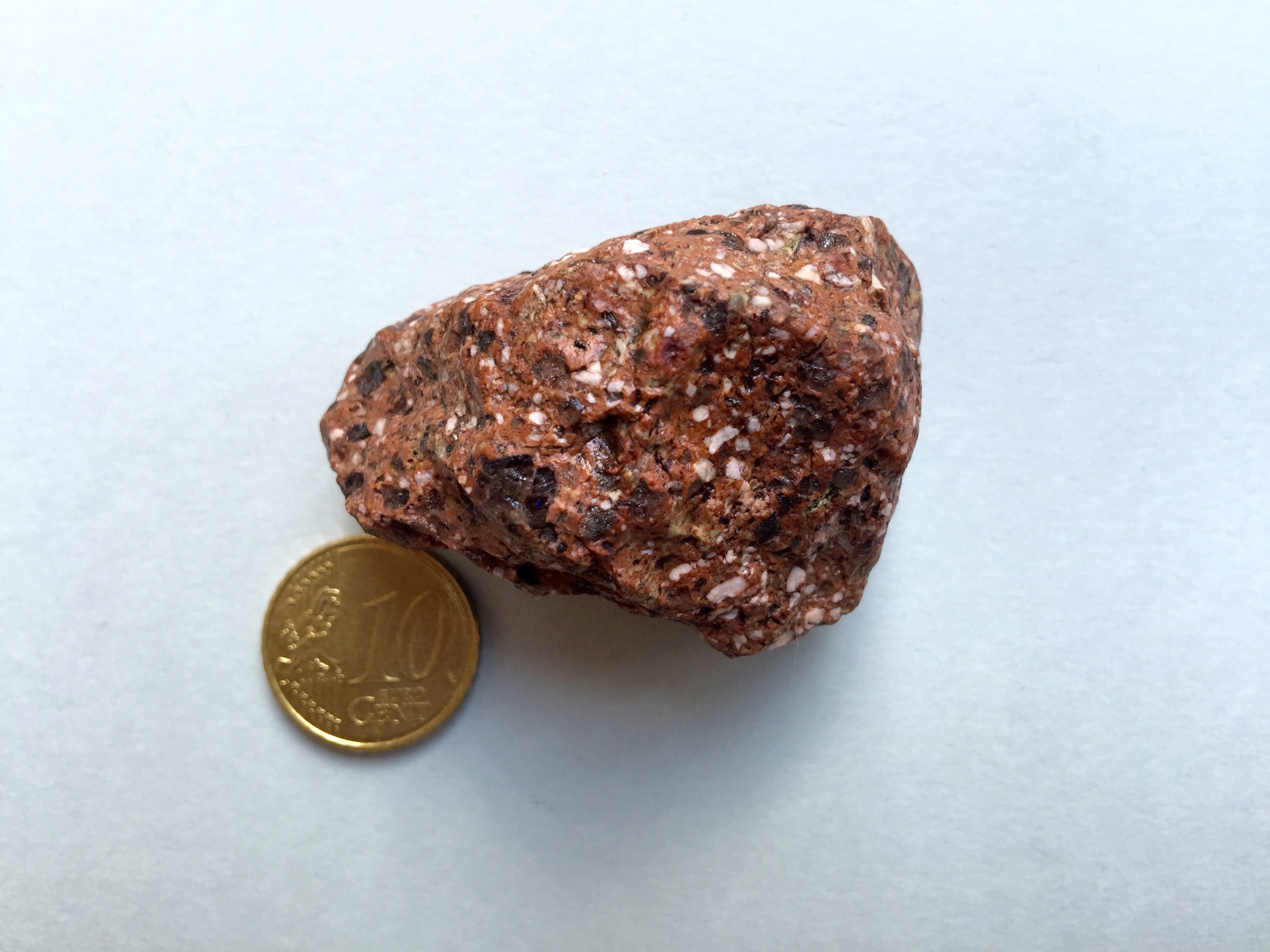
Porphyre rouge antique (rhyolite), gisement du Mont-Cenis.
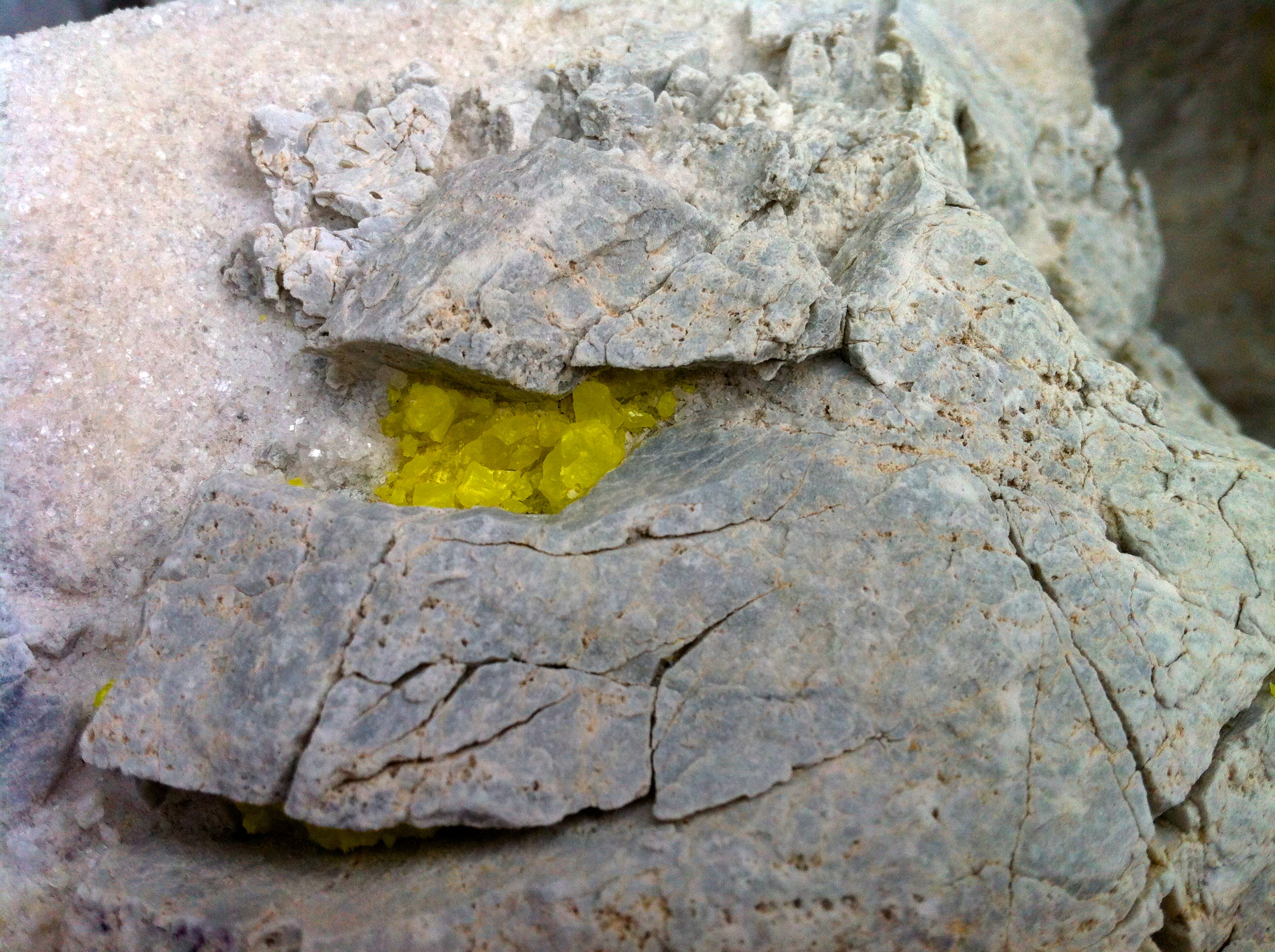
Cristaux de soufre (jaune) et d'anhydrite (blanc).
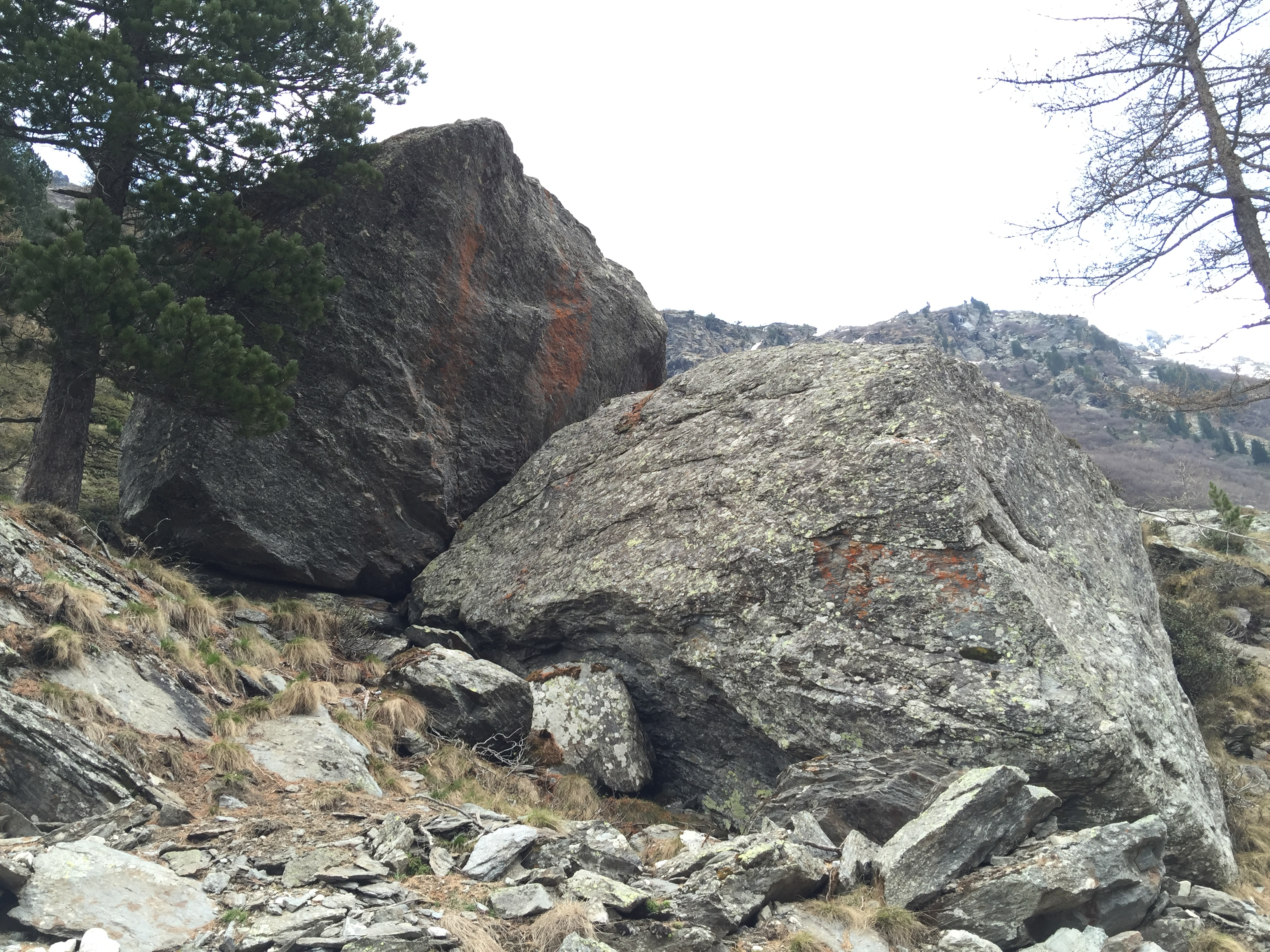
Blocs de micaschistes gris d'Ambin.
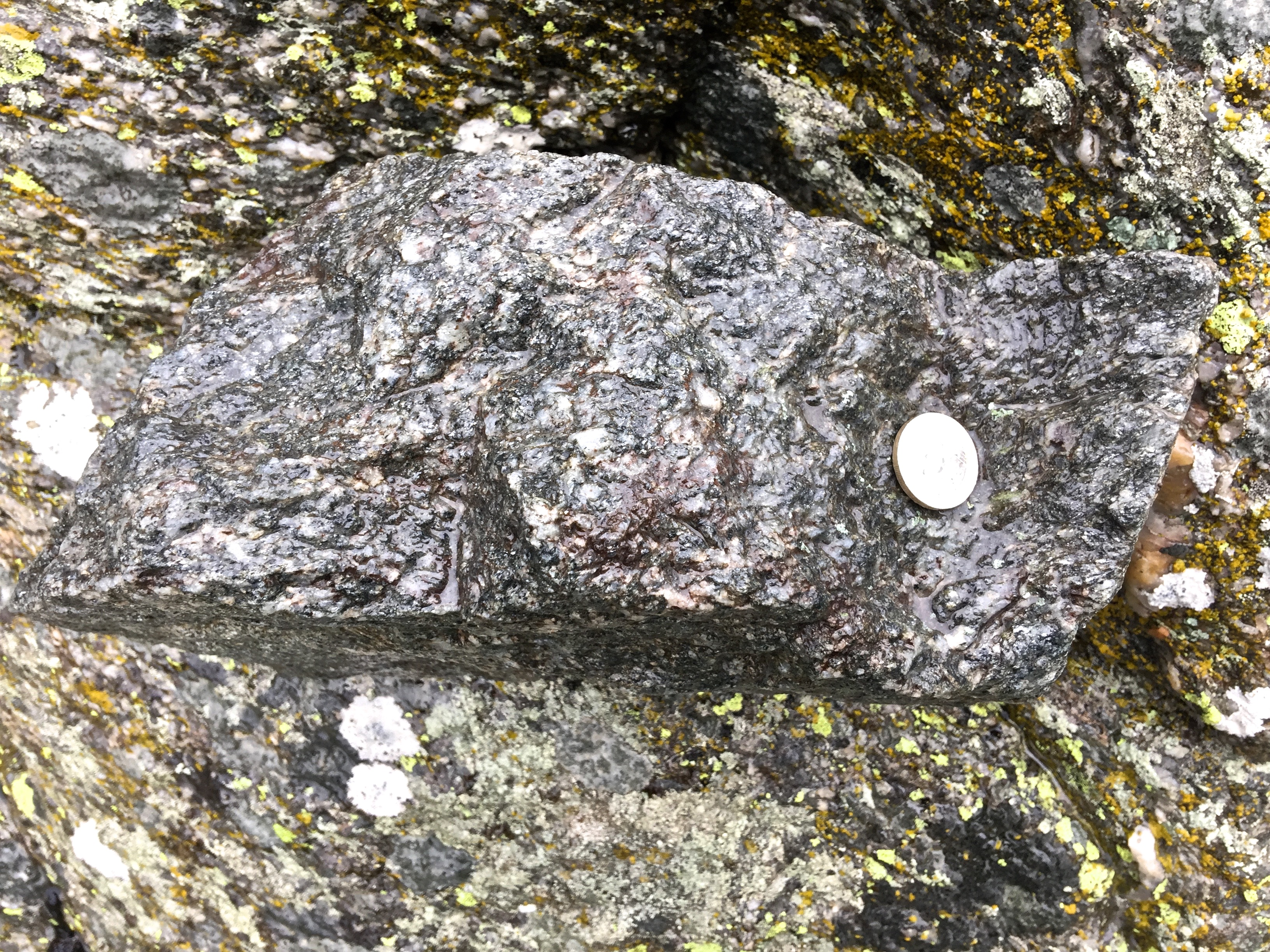
Gneiss du socle d'Ambin (massif du Mont-Cenis), avec une texture micacée proche du micaschiste.
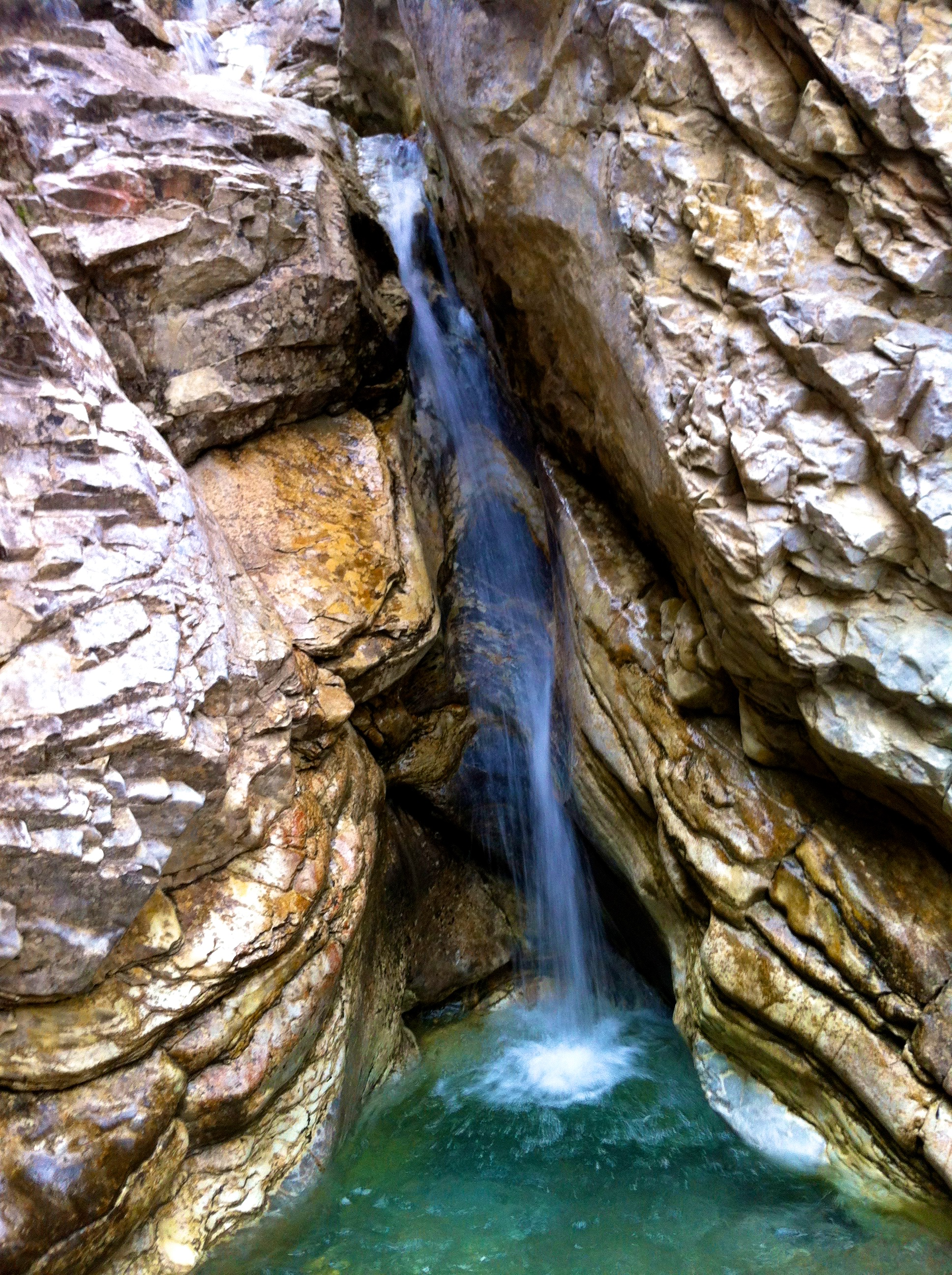
Cascade traversant des couches de dolomie, de calcaire cristallin et de prasinite.
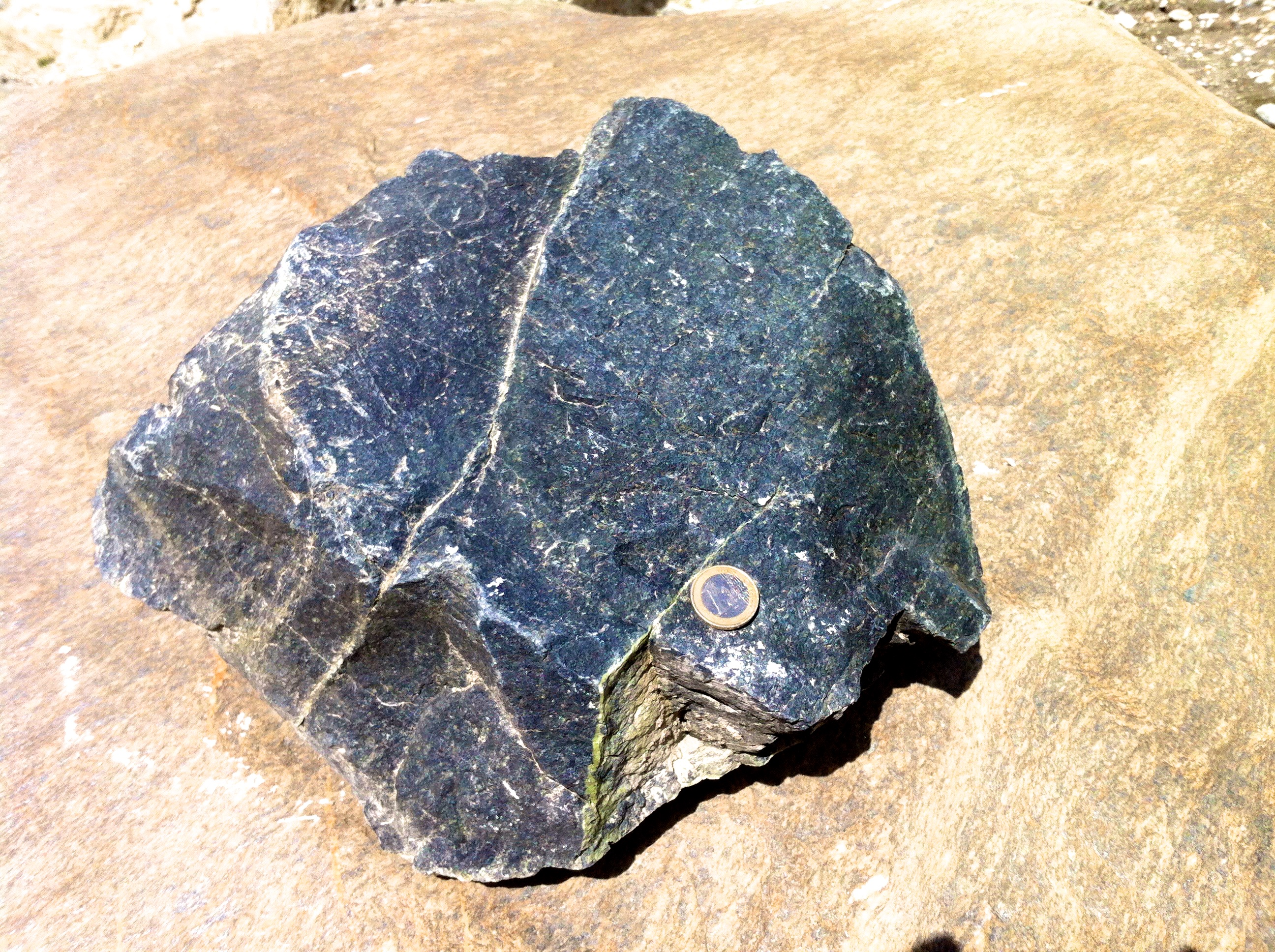
Roche verte, gisement du Mont-Cenis.
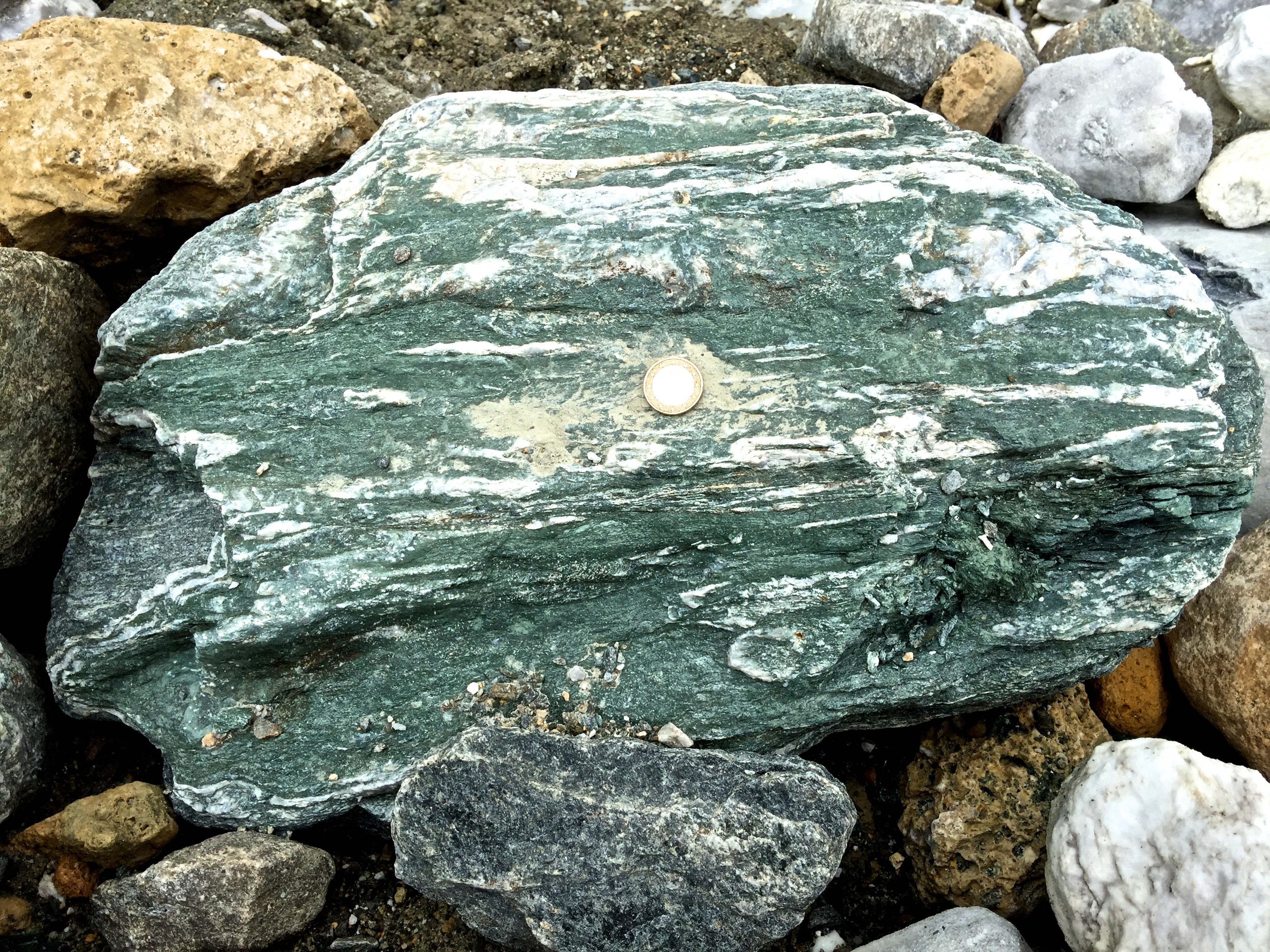
Prasinite (schiste vert) veinée de quartz, gisement du Mont-Cenis.
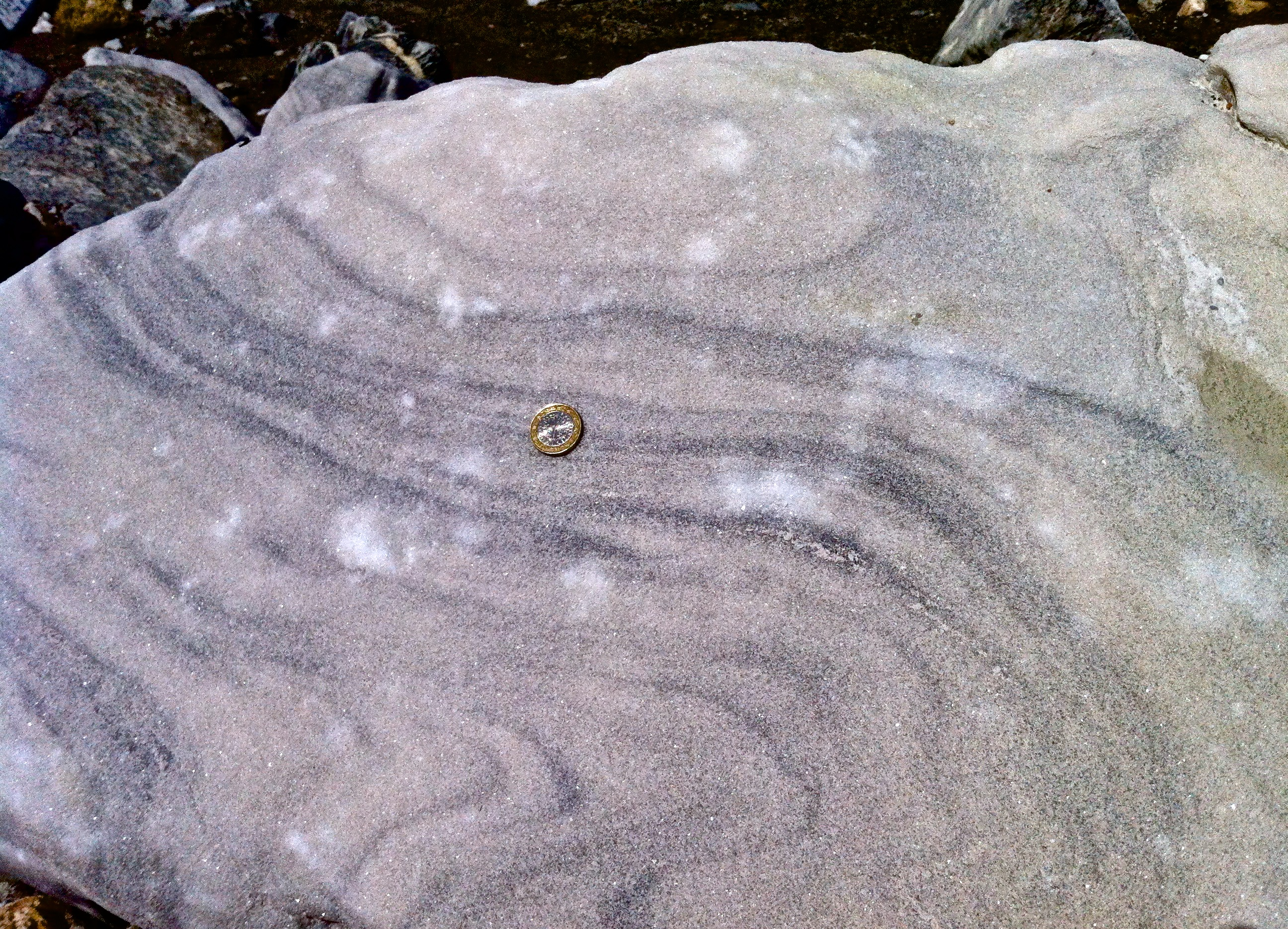
Bloc d'anhydrite hautement cristallisé, massif du Mont-Cenis.
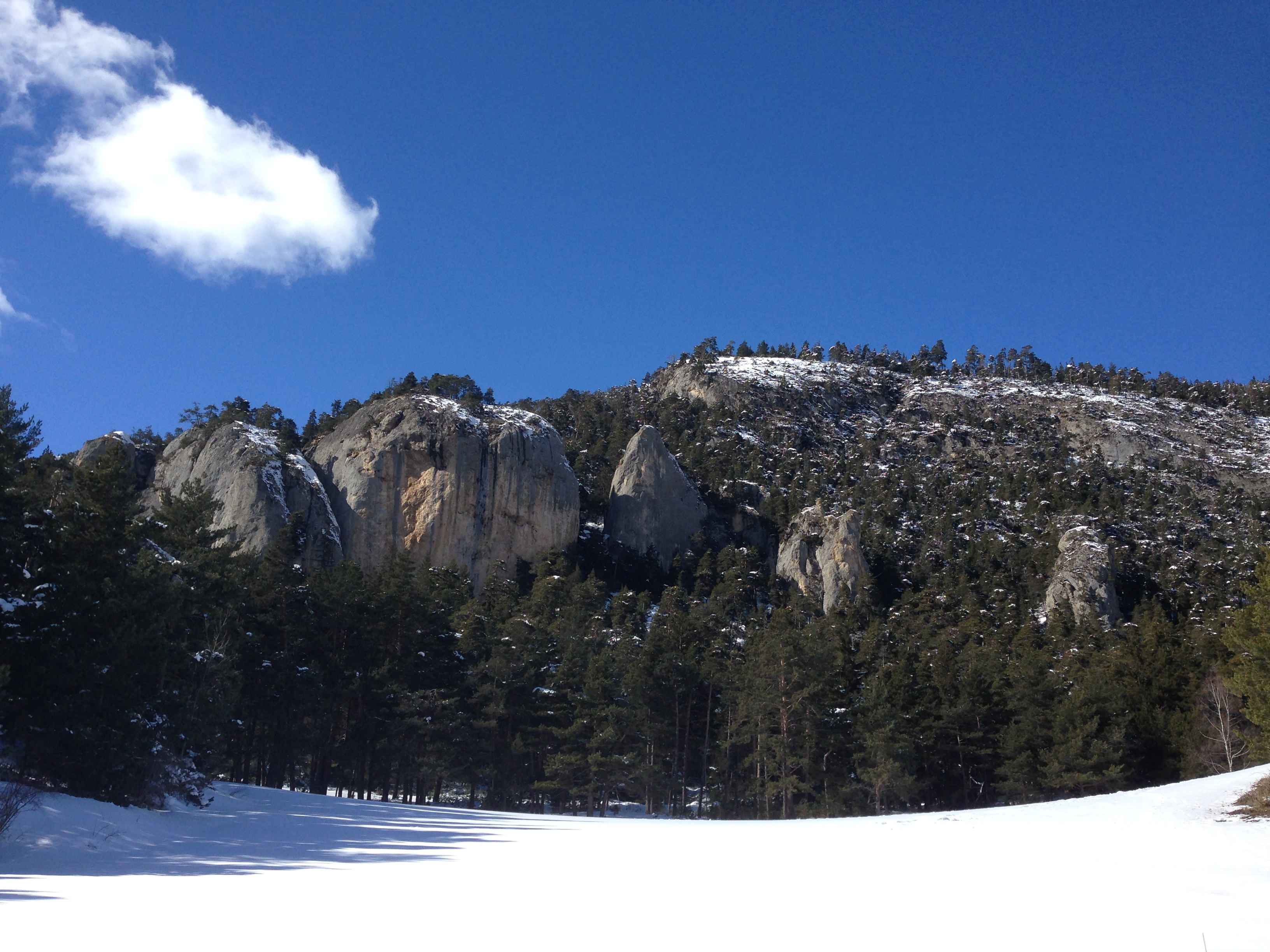
Monolithes en dolomie dans une forêt de pins à crochets dans la partie haute de la vallée à 1 400 m.

Ainsi, les habitations traditionnelles de cette région reflètent cette richesse, les murs et lauzes de toit étant constitués de quartzite et de gneiss, le bardage de mélèze et d'enduit pour les façades. Cette profusion de roches dans un secteur limité fait le bonheur des géologues et botanistes. Il existe par ailleurs en haute Maurienne quelques carrières exploitant des roches métamorphiques destinées à l'ornement, telle celle située sur la commune de Sollières-Sardières et produisant des porphyres schisteux. Toutefois ces exploitations restent exceptionnelles du fait de la réglementation environnementale stricte imposée par le parc national.

### Risques naturels
La Maurienne est le siège de temps à autre de phénomènes d'essaims de séismes, succession de tremblements de terre se produisant au même endroit pendant une période pouvant aller jusqu'à plusieurs années. Ce fut le cas notamment d'un secteur centré sur Montrond au XIXe siècle, et du secteur Montgellafrey–La Chapelle–Saint-François-Longchamp au XXIe siècle.

### Faune, flore et fonge
(mars 2014).
La Maurienne présente de très nombreux types de milieux ayant des expositions très variables, d'est en ouest en début de vallée et exposés au nord (ubac) ou au sud (adret) dans une grande partie de sa longueur. Ces milieux sont forestiers (forêts de feuillus, de conifères ou mixtes), prairiaux, humides, donnant la possibilité à de très nombreuses espèces d'y trouver refuge.
Une association de naturalistes, depuis 2000, cherche à inventorier les espèces, permettant de connaître que les deux tiers des espèces de papillons de jour (superfamille Papilionoidea), plus d'une quarantaine de coccinelles et 25 des 46 espèces de bourdons de France vivent dans cette vallée.
Parmi la faune et la flore voici quelques espèces emblématiques,,,,,.

#### Faune
- Liste des principaux mammifères
  - Bouquetin - Capra ibex

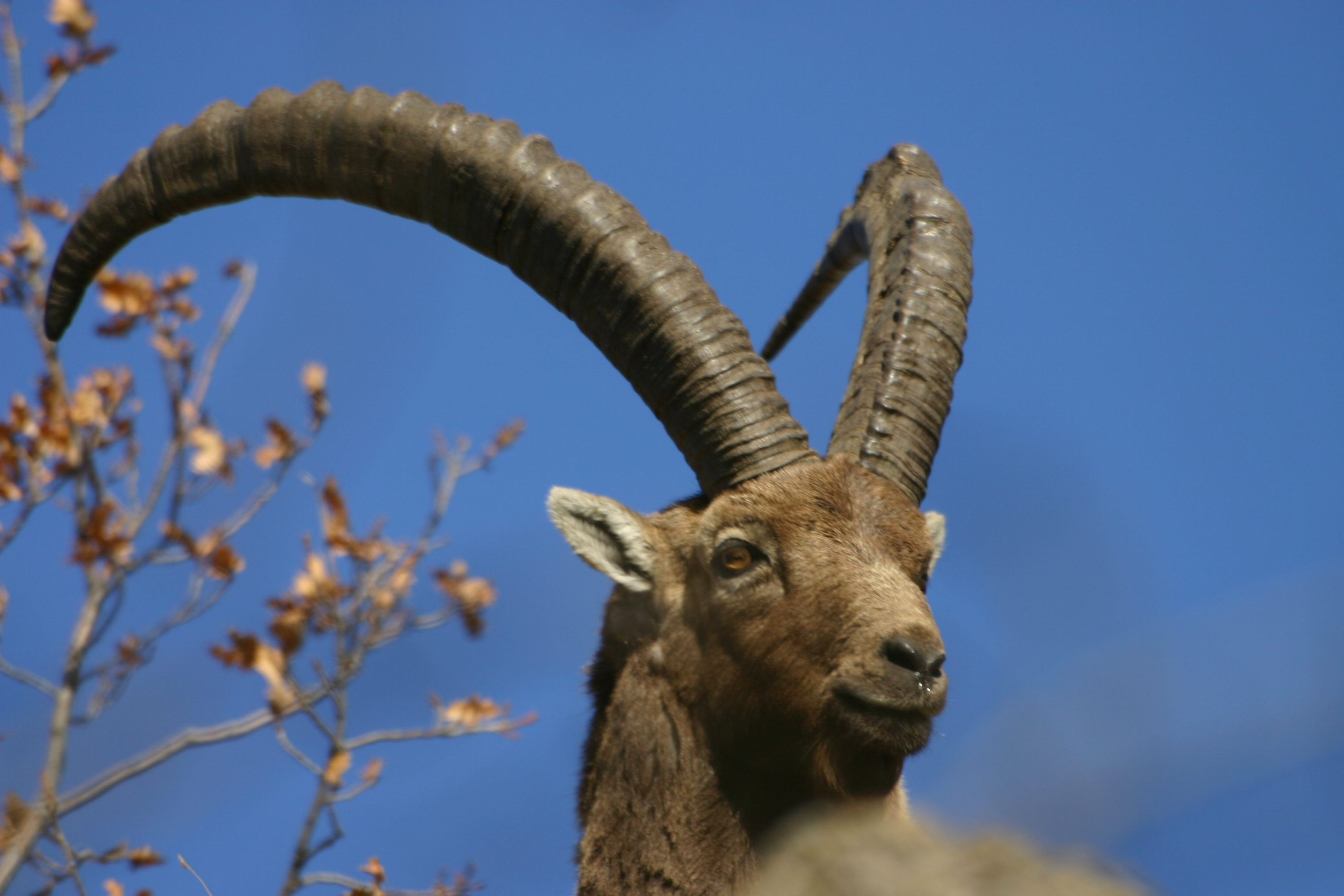
Bouquetin sur les hauteurs de Saint-Julien-Mont-Denis, animal emblème du parc de la Vanoise.

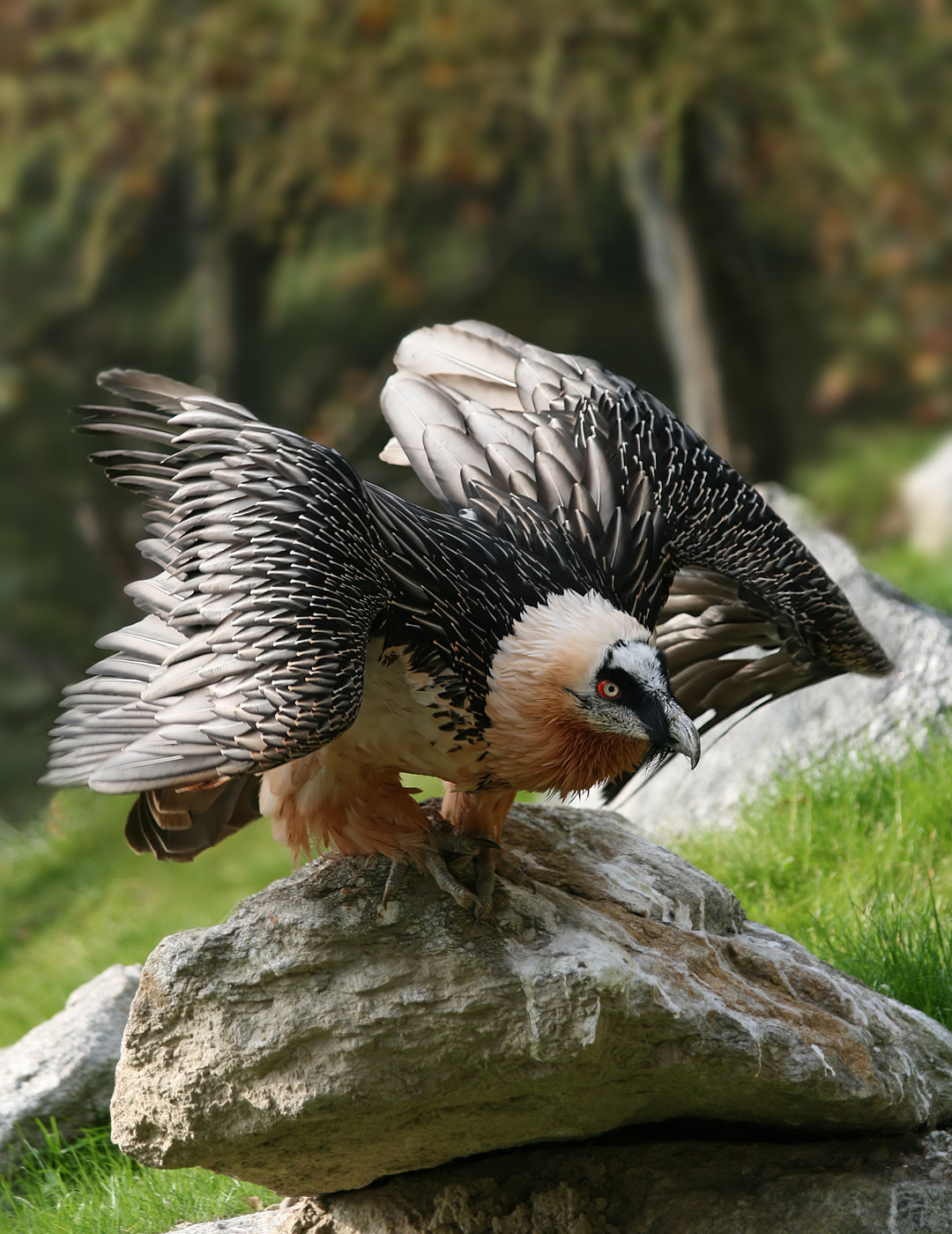
Le gypaète barbu, plus grand oiseau des Alpes de retour en Maurienne.

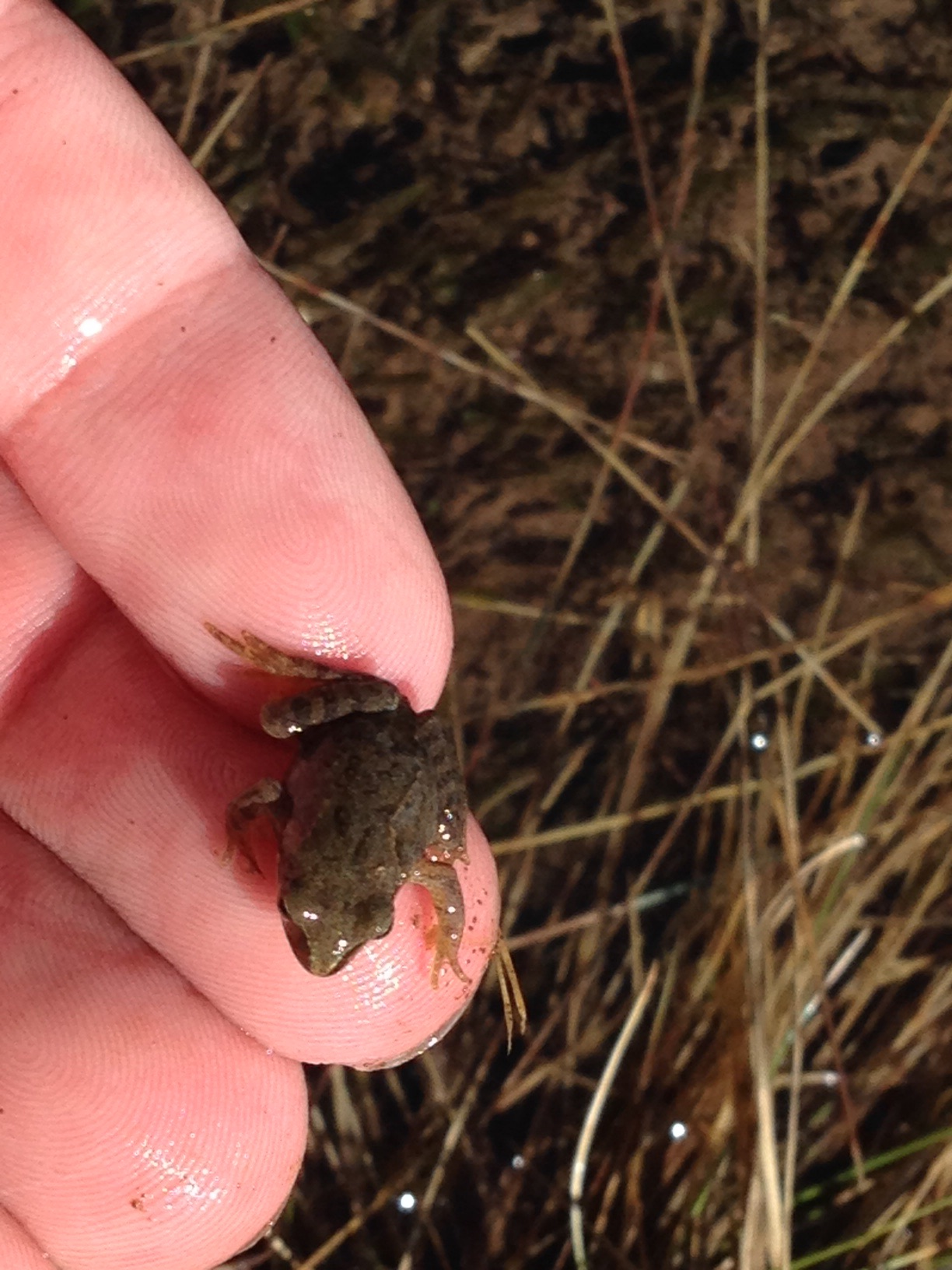
Une grenouille rousse juvénile à 2300 mètres d'altitude dans le massif du Mont-Cenis.

  - Campagnol des neiges – Chionomys nivalis
  - Chamois – Rupicapra rupicapra
  - Grand rhinolophe – Rhinolophus ferrumequinum
  - Hermine - Mustela erminea
  - Lièvre variable – Lepus timidus
  - Loup – Canis lupus
  - Lynx boréal – Lynx lynx
  - Marmotte - Marmotta marmotta : Omniprésente
  - Martre des pins – Martes martes
  - Mulot à collier – Apodemus flavicollis
  - Musaraigne aquatique – Neomys fodiens
  - Oreillard – Plecotus auritus
  - Pipistrelle commune – Pipistrellus pipistrellus
  - Renard roux – Vulpes vulpes
- Liste des principaux oiseaux
  - Aigle royal - Aquila chrysaetos
  - Cassenoix moucheté – Nucifraga caryocatactes
  - Chocard à bec jaune – Pyrrhocorax pyrrhocorax
  - Grand-duc d'Europe – Bubo bubo
  - Gypaète barbu - Gypaetus barbatus
  - Lagopède alpin – Lagopus mutus
  - Niverolle alpine – Montifringilla nivalis
  - Nyctale de Tengmalm – Aegolius funereus
  - Perdrix bartavelle – Alectoris graeca
  - Tétras-lyre – Tetrao tetrix
  - Tichodrome échelette – Tichodroma muraria
- Liste des principaux squamates (lézards et serpents) et amphibiens
  - Couleuvre d'Esculape – Elaphe longissima
  - Coronelle lisse - Coronella austriaca
  - Grenouille rousse – Rana temporaria
  - Lézard vivipare – Zootoca vivipara
  - Triton alpestre – Triturus alpestris
  - Vipère aspic – V. aspis atra Meisner

#### Flore
- Liste des principaux conifères
  - Épicéa commun – Picea abies

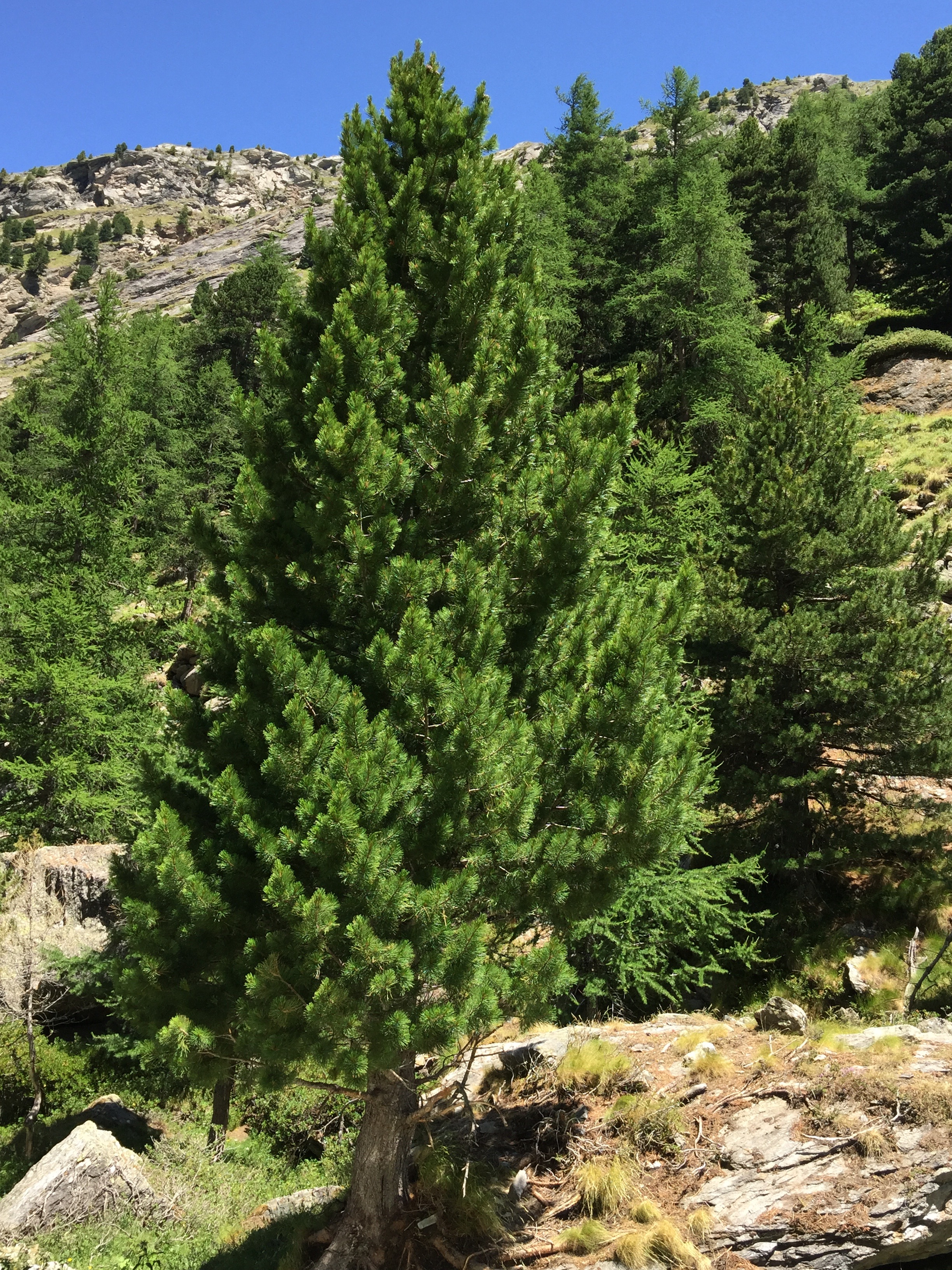
Pin cembro, communément appelé Arve ou Arolle, très présent dans le massif du Mont-Cenis de Bramans à Bessans.

  - Genévrier commun – Juniperus communis
  - Mélèze d'Europe – Larix decidua, dont le plus gros d'Europe se trouve à Montricher[44]
  - Pin de montagnes – Pinus mugo
  - Pin à crochets - Pinus uncinata
  - Pin cembro appelé localement Arve ou Arolle – Pinus cembra
  - Pin sylvestre – Pinus silvestris
  - Sapin pectiné – Abies alba

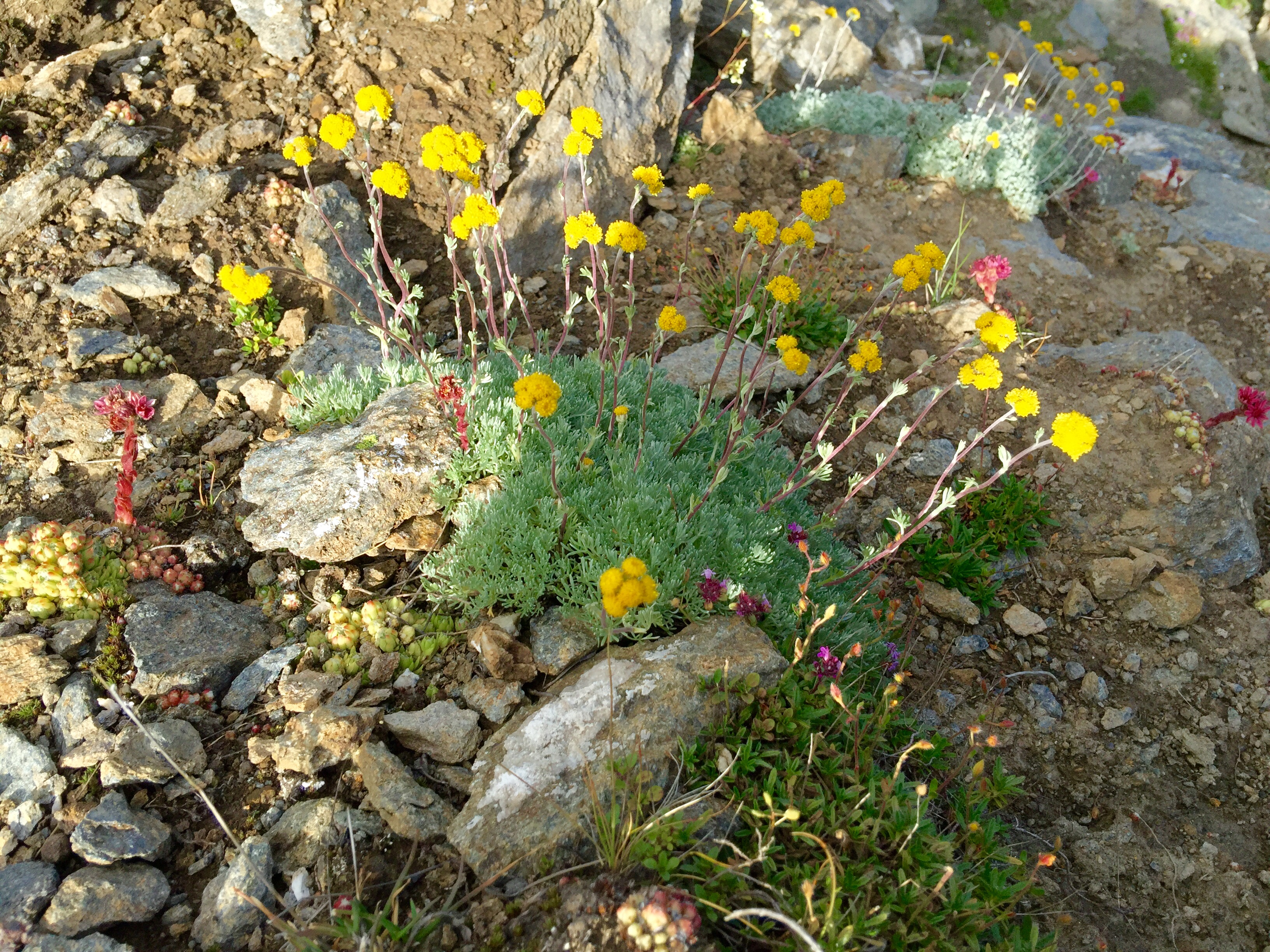
Artemisia glacialis, espèce très rare de génépi, station de Haute Maurienne.

- Liste de quelques plantes à fleur (Angiospermes)
  - Androsace des Alpes – Androsace alpina
  - Bruyère des neiges – Erica carnea
  - Campanule du Mont-Cenis – Campanula cenisia
  - Chardon bleu des Alpes – Eryngium alpinum
  - Edelweiss – Leontopodium alpinum
  - Génépi – Artemisia
  - Gentiane utriculeuse – Gentiana utriculosa
  - Laîche des glaciers – Carex glacialis
  - Linnée boréale – Linnaea borealis
  - Pensée du Mont-Cenis – Viola cenisia
  - Pulsatille de Haller – Pulsatilla halleri
  - Renoncule des glaciers – Ranunculus glacialis
  - Sabot de Venus – Cypripedium calceolusi
  - Saxifrage à feuilles opposées – Saxifraga oppositifolia
  - Pédiculaire du Mont-Cenis – Pedicularis cenisia

## Histoire

### Héraldique
|  | Les armes actuelles de la Maurienne se blasonnent ainsi : D'or à la tour de gueules maçonnée de sable mouvant de la pointe, sommée d'une aigle issante couronnée aussi de sable ou d'or à l'aigle éployée de sable, languée et onglée de gueules, à la tour de gueules en pointe. À l'origine, les comtes de Maurienne, les Humbertiens, fondateur de la maison de Savoie, portaient d'or à l'aigle éployé de sable, empruntée à la « bannière traditionnelle de l'Empereur ». Ce meuble se retrouve sur le blason actuel, probablement par « concession impériale ». |

### Histoire de la province
La Maurienne possède une histoire en lien avec sa géographie, une vallée intra-alpine permettant le passage et les échanges entre le futur territoire de la France et la péninsule italienne, lui donnant une certaine importance à chacune des périodes de l'histoire plus générale de la Savoie. C'est d'ailleurs dans cet espace qu'est mentionné pour la première fois l'ancêtre de la maison de Savoie, Humbert aux Blanches Mains, portant le titre vers le début du XIe siècle de comte de Maurienne et donnant naissance aux premiers princes de Savoie, futurs rois d'Italie.

#### Protohistoire

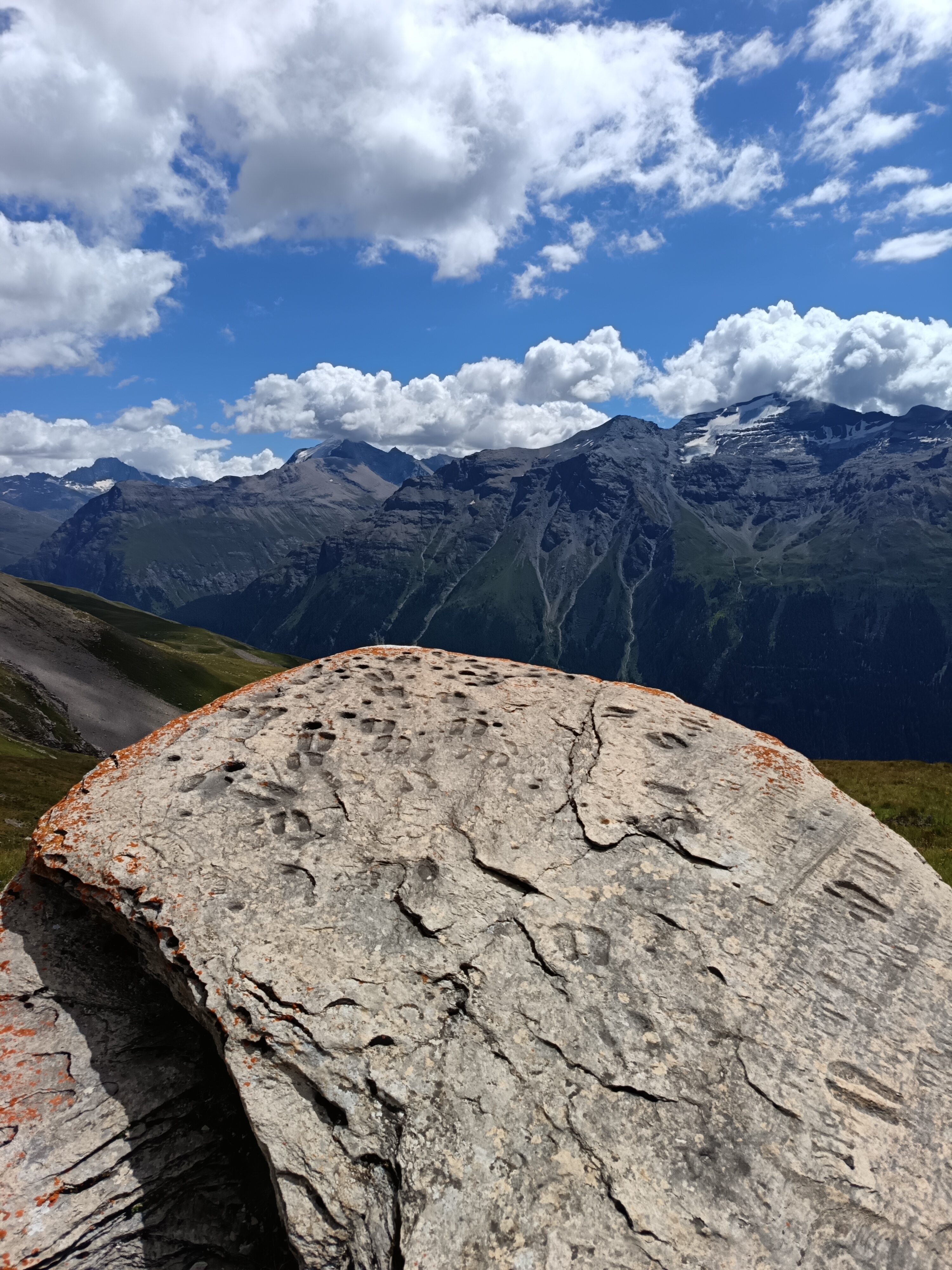
La Pierre aux Pieds.

Il faut attendre la fonte des grands glaciers alpins et surtout le Néolithique pour que s'installent les premiers individus dans la vallée de Maurienne, en provenance de la péninsule italienne. On peut observer ainsi sur le territoire de la commune de Lanslevillard, des mégalithes comme celui de la Pierre aux Pieds (à un peu moins de 3 000 m) et la Pierre de Chantelouve. Par ailleurs, dans l'ensemble de la vallée, on retrouve des pierres gravées ou des peintures rupestres comme celles de Bessans ou de l'Arcelle près du Mont-Cenis ou encore sur la commune d'Aussois. Sur les flancs sud et nord du Grand roc Noir se trouvent les gravures rupestres du Grand roc Noir, dans la commune de Termignon.
Au village de Sollières, les archéologues ont trouvé, après une découverte fortuite en 1972, sur le site des Balmes (grotte située à 1 300 m), une nécropole, indiquant une occupation de - 2900 à la fin de l'âge du fer,. Cette découverte a conduit à la création d'un musée consacré à l'archéologie dans le village de Sollières-l'Envers, non loin d'où fut découverte la grotte.
Une remarquable civilisation s'est développée à l'âge du fer (VIe – IIe siècle av. J.-C.) caractérisée par la production de bijoux (bracelets, pendeloques, etc.) par des bronziers locaux. Les nécropoles de tombes en coffres de lauzes sont abondantes (Albiez, Saint-Sorlin et Saint-Jean-d'Arves, Saint-Jean-de-Maurienne, Lanslebourg, Lanslevillard, Montdenis, etc.). Henri Onde relève par ailleurs que les « lieux-dits Pierre-Fendue, Pierre-Fiche, Pierre-Levée et Pierre-Lée, nombreux dans les communes hautes de Maurienne, perpétuent très vraisemblablement le souvenir de monuments mégalithiques ».

#### Antiquité
Avant l'incorporation dans le monde romain, la Maurienne est peuplée de Gaulois. Les Médulles habitent la partie moyenne et basse de la vallée. La haute Maurienne est quant à elle peuplée par les Graiocèles dont le chef-lieu Ocellum pourrait être localisé sur la commune d'Aussois. En - 16, l'ensemble de la vallée est intégrée à la province des Alpes Cottiennes avec pour capitale Suse. Le roi Cottius devient préfet de la province,.

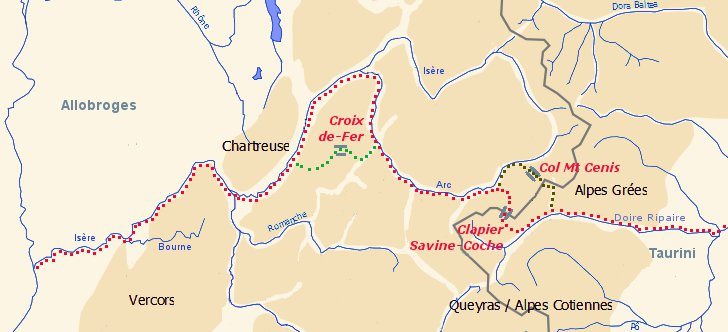
Trajets envisagés par l'Isère et la Maurienne d'Hannibal et son armée.

Certains historiens font passer vers la vallée de la Maurienne, pour remonter le cours de l'Arc, Hannibal et son armée. Ainsi, une variante de cet itinéraire soutenue par Geoffroy de Galbert traverserait la chaîne de Belledonne au pas de la Coche, franchirait le col de la Croix-de-Fer et rejoindrait la Maurienne à hauteur de l'actuel Saint-Jean-de-Maurienne. Ce raccourci de 20 kilomètres était pratiqué au Moyen Âge à travers une zone assez peuplée. Toutefois, un autre histoire, Serge Lancel, fait observer que le trajet au plus court en zone de montagne n'est pas forcément le meilleur, en raison de l'effort supplémentaire qu'il impose. Il considère que ce trajet détourné par la vallée de l'Arc revêt un intérêt stratégique car l'armée évite ainsi les cols du Petit-Saint-Bernard et de Montgenèvre, connus de ses adversaires, pouvant espérer surprendre les Romains. Trois passages vers l'Italie sont ainsi envisagés par les différents chercheurs en Maurienne : le col du Mont-Cenis (2 083 m), le col du Petit Mont-Cenis (2 182 m) et le col Clapier (2 482 m ou 2 477 m débouchant en val de Suse et le cours de la Doire ripaire.

#### Moyen Âge

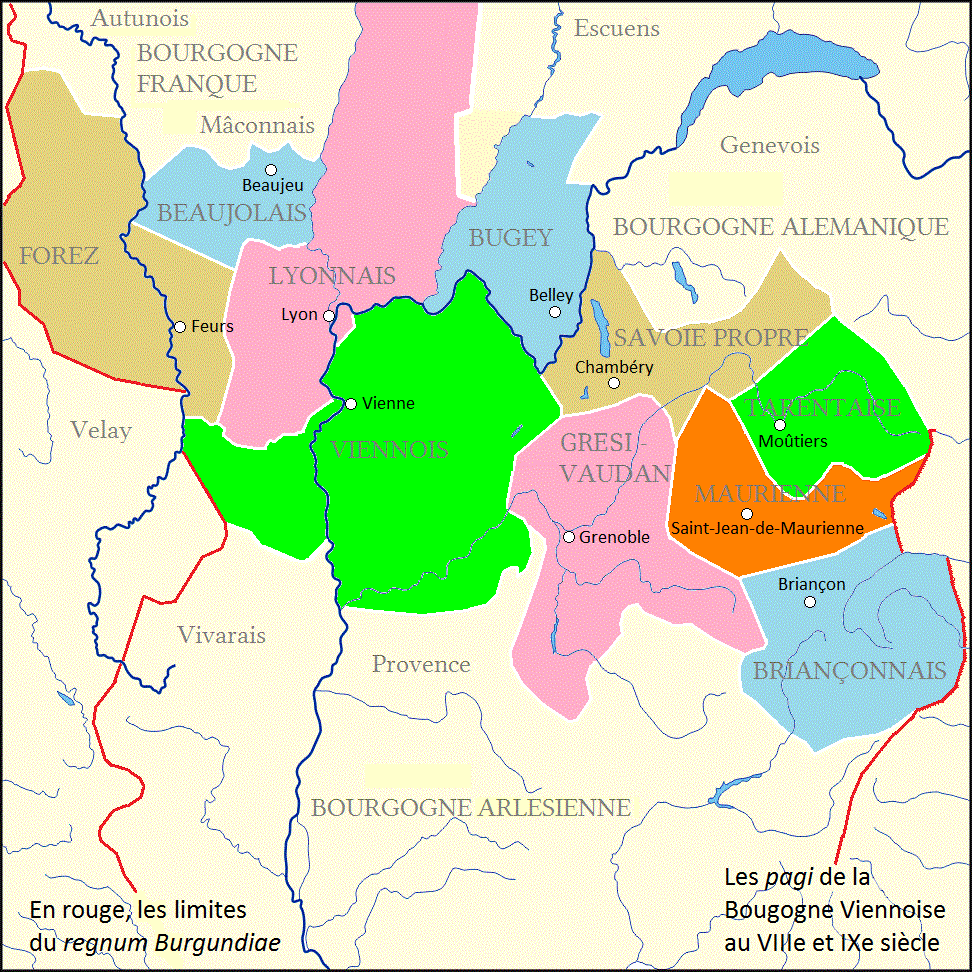
Pagi à l'époque carolingienne.

##### Terre épiscopale
La cité de Saint-Jean-de-Maurienne reçoit de sainte Thècle, au VIe siècle, des reliques de Jean le Baptiste (trois doigts de la main). À cette occasion, Gontran, roi de Bourgogne, élève une cathédrale dédiée à Jean le Baptiste, en 565 ou 574, marquant le début de l'évêché. Au-delà de l'aspect spirituel, Gontran soustrait la vallée à l'autorité de l'évêque de Turin, prenant ainsi le contrôle sur les vallées de Suse et de Briançon. Cette politique lui permet de contrôler les vallées alpines entre son royaume et les territoires lombards, de la plaine du Pô.

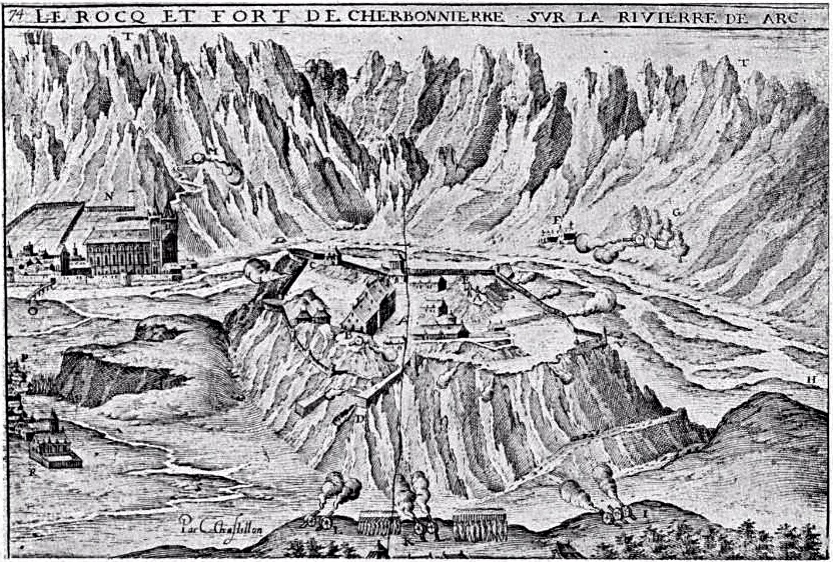
Célèbre place forte située à Aiguebelle. Ces fanaux allumés, l’alarme se propageait comme un incendie de tour en tour, dans toute la vallée, et les vassaux qui l'habitaient, prenant les armes, allaient se réunir sous la bannière du seigneur.

Au milieu du Xe siècle un groupe de Sarrasins venus du Fraxinet, dans les environs de l'actuelle Saint-Tropez, s'établit dans les Alpes et notamment dans la vallée de l'Arc. Envoyés par le roi Hugues qui a conclu un traité avec les Sarrasins, ils devaient essentiellement empêcher toute invasion ennemie, principalement en provenance de son rival le roi d'Italie Bérenger. Une partie des Sarrasins quitteront la région, une seconde sera vaincue lors de la bataille de Tourtour et enfin une troisième s'installera dans la région. « Le temps et d'innombrables mélanges de populations firent le reste : lentement, au fil des générations, le contingent sarrasin se dissout ainsi dans la population provençale ».

##### Maurienne féodale
Lors du passage de Charlemagne en Savoie, celui-ci divise le territoire en comtés, dont celui de Maurienne. Ce dernier est donné, avec le Traité de Verdun (843), à Lothaire jusqu'à son incorporation au nouveau royaume de Burgondie septentrionale. Lors de la traversée de la vallée, une légende veut que l'épée Durandal ait été donnée à Charlemagne par un ange de Dieu, afin qu'il la remette à un comte capitaine. Charlemagne l'offre à son compagnon Roland. Outre la légende, l'épée aurait été forgée grâce aux mines de fer des Hurtières, célèbres à l'époque dans toute l'Europe.
À partir du XIe siècle, le contrôle de la vallée est partagé entre l'évêque de Saint-Jean-de-Maurienne et une nouvelle puissance régionale émergente, la famille des Humbertiens. Dans une moindre mesure, il ne faut pas omettre la famille vicomtale des La Chambre.
Vers 1003, son premier représentant est un seigneur du nom d’Humbert, surnommé plus tardivement Blanches-mains, il semble être parent de hauts dignitaires du clergé et dans l'entourage (là aussi un proche parent ?) de la reine de Bourgogne Ermengarde. Il possède plusieurs fiefs dans la région et il obtient le titre de comte (sans précisions), puis celui de comte en Maurienne entre 1043 et 1046,. Sa descendance obtiendra en 1143 le titre de comte de Savoie qui deviendra la dynastie de la Maison de Savoie. Le centre du pouvoir de la famille repose notamment sur les châteaux de Charbonnières (Aiguebelle) et d'Hermillon. La Maurienne est d'une certaine façon le berceau de cette famille à l'origine du comté de Savoie.
Le pouvoir épiscopal est parfois mal accepté et amène à une jacquerie — dite révoltes des Arves —, en 1326. Le comte Édouard de Savoie doit intervenir pour secourir l'évêque, mais il en profite pour s'imposer définitivement sur l'ensemble de la vallée,. Cette intervention était probablement commandée par le désir de « contrôler les cols du Galibier et du Glandon et les routes menant en Dauphiné », qui lui échappaient jusque-là.
La vallée est divisée dès le XIIIe siècle en châtellenies. Avant la révolte des Arves, l'évêque en contrôle six — soit 18 communes, huit autres leur ont échappé et sont passées sous le contrôle des La Chambre —. Avec l'intervention du comte de Savoie, il n'en conserve que trois : Saint-André, Argentine et Valloire. Il ne possède, en réalité, le plein pouvoir que sur cinq paroisses (Argentine, Albanne, Montricher, Valloire et Saint-André) appelée Terre limitée, partageant le contrôle avec le comte sur le reste des terres épiscopales, dite Terre commune. Par ailleurs, le comte de Savoie contrôle la quasi-totalité du reste de la vallée avec deux châtellenies : Aiguebelle et une seconde dite de Maurienne (regroupant une quarantaine de paroisses, la plus importante du comté de Savoie). La vallée relève du bailliage de Savoie, tout comme la Savoie Propre ou la vallée voisine de Tarentaise. Les vicomtes de La Chambre en contrôlent également deux.
Les familles seigneuriales sont nombreuses en terres de Maurienne. Suivant un article d'Alexis Billiet (paru en 1837) voici quelques noms de famille des XIIIe et XVe siècles :
- la famille de Luciane ou Mareschal Luciane, château à Saint-Martin-de-la-Porte (voir Famille de Maréschal)[71] ;
- la famille d'Urtières ou des Hurtières (de Urteriis ou Hurteria), présente dès le Xe siècle, qui se serait confondue avec les sieurs de Miolans au XIVe siècle, sur Saint-Georges-des-Hurtières ;
- la famille de Tigny (de Tygniaco) (disparu au XIVe siècle), possédait une maison forte sur le village de Tigny (Aujourd'hui hameau de La Chapelle) ;

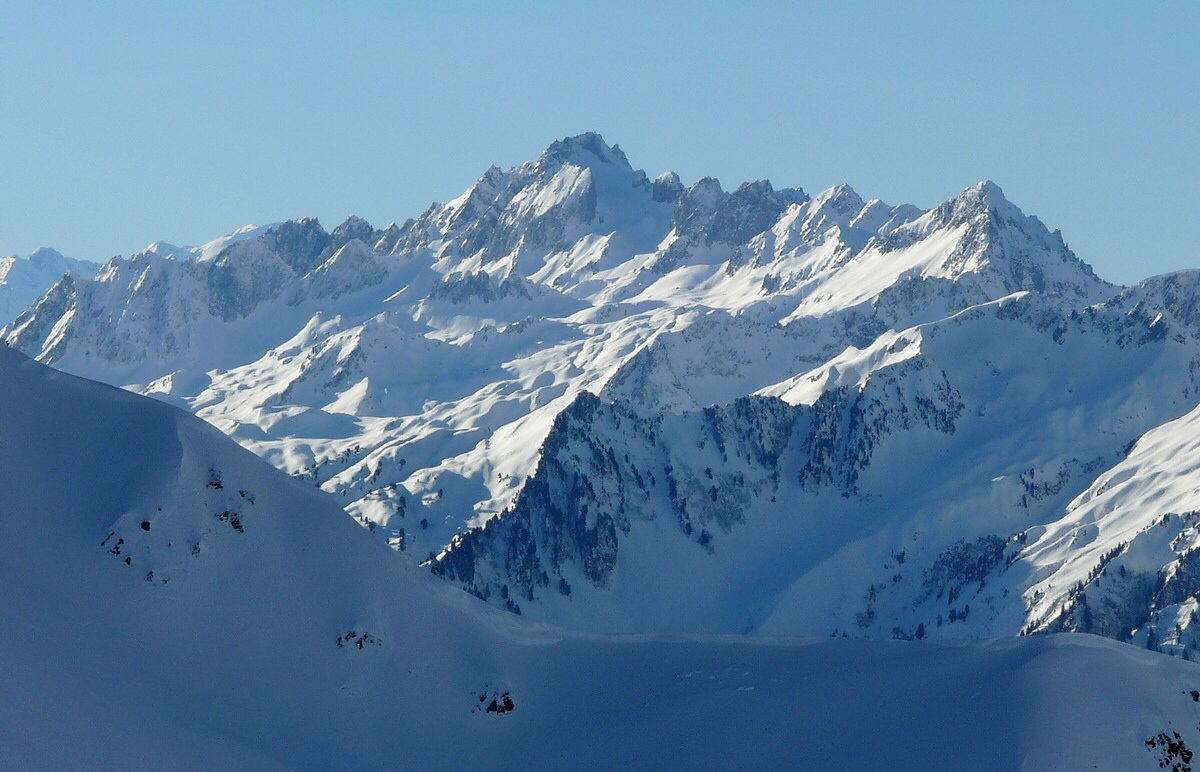
Vue sur le Grand pic de la Lauzière dominant la Basse Maurienne berceau de la Maison de Savoie.

- la famille des nobles Pallueli de La Rochette (Palueli de Rupeculâ) ;
- les familles d'Arves, originaire des Arves, de Sallière(s), originaire d'Albiez-le-Jeune et de Martin, originaire de Saint-Colomban-des-Villards. Les deux premières familles sont associées par mariage pour devenir Sallière(s) d'Arves, puis le 31 janvier 1605, Gasparde, la fille aînée de Pierre Sallière d'Arves, épouse Ennemond Martin, donnant la famille Martin Sallières d'Arves[72] ;
- la famille des Colonnes (de Colompnis), au village des Colonnes, possession d'un château, Saint-Pancrace ;
- la famille des Côtes (de Costis)[73], possession d'un château à Saint-Pancrace ;
- la famille de La Balme, avec un château à Montvernier ;
- la famille de Seyssel, vicomtes de Maurienne ;
- la famille d'Albiez (de Albiaco), château à Albiez-le-Vieux ;
- la famille Du Pont, avec des biens de Saint-Michel-de-Maurienne à la basse Maurienne ;
- la famille de La Place (de Plateâ) ;
- la famille de Cuines (de Cuynâ) (XIIe – XIVe siècle) ;
- la famille des nobles Vallin, château sur le territoire de Fontcouverte.

#### Histoire contemporaine
En 1805, Napoléon Ier établit lors de la traversée des Alpes durant la campagne d'Italie une route nationale qui accentua l'importance commerciale de la vallée.
La même année est inaugurée la nouvelle ligne de télégraphe Chappe Paris-Turin qui traversait toute la vallée de l'Arc. De nombreux vestiges de sémaphores subsistent sur les hauteurs de la Maurienne. Le télégraphe de Sollières-Sardières a pour sa part été récemment restauré dans le cadre du bicentenaire de l'invention de ce réseau de communication.
Le 8 mars 1817, une avalanche provenant du massif de la dent Parrachée détruisit partiellement le village de Sollières et emporta la plus grande partie de son église. Elle fut reconstruite quelques années plus tard.
À l'époque sarde, à partir de 1819, la vallée est barrée à la hauteur de l'Esseillon par une défense du type clusurae.

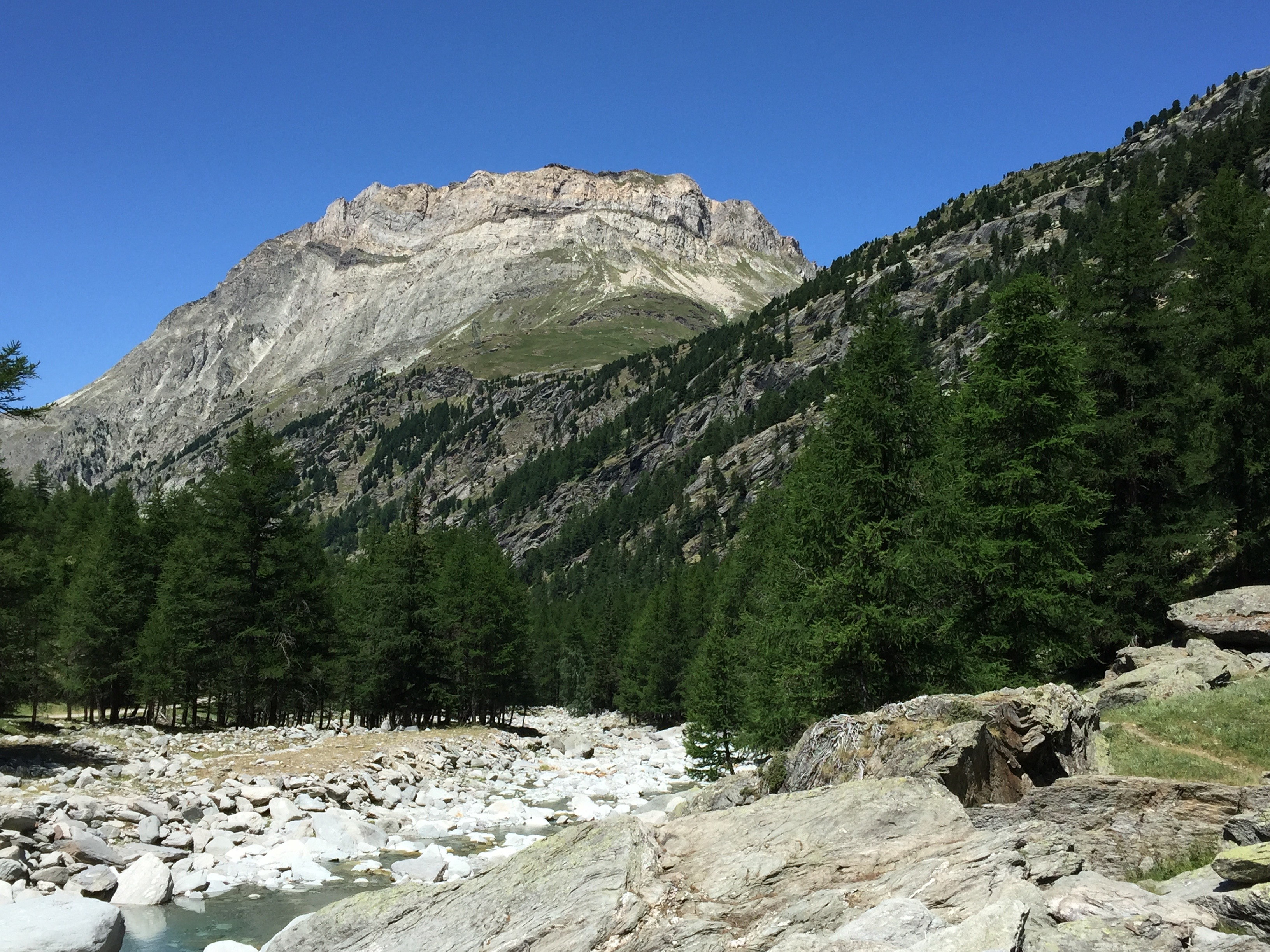
La frontière instaurée entre 1860 et 1947 suivant les crêtes dessinait une ligne de démarcation complexe offrant à l'Italie un belvédère sur la France, qui elle-même grâce à la pointe de Bellecombe notamment, surplombait les troupes adverses.

À partir de 1857, le chantier du percement du tunnel ferroviaire du Mont-Cenis entre Modane, alors savoyarde jusqu'au traité de Turin, et Bardonèche, sous l'impulsion de l'administration sarde, permit de relier Turin à la France par la ligne du Fréjus. En raison du temps de percement du tunnel franco-italien, prévu sur trente ans, Thomas Brassey et John Fell proposent en 1865 à l’empereur Napoléon III de construire une ligne de chemin de fer entre Saint-Michel et Suse. La ligne passe par le col du Mont-Cenis avec une locomotive système Fell, suivant pratiquement le tracé de la route. L’exploitation cessa au bout de trois ans en 1871, les travaux de percement du tunnel ferroviaire du Mont-Cenis s’étant accélérés, grâce à l’invention de l’ingénieur Sommeiller qui mit en service sa perforatrice à air comprimé. Cet ouvrage accentuant le rôle stratégique de la voie de communication Maurienne-Val de Suse a depuis grandement facilité les échanges entre la plaine du Pô et l'Europe occidentale.
Dans la nuit du 12 au 13 décembre 1917, la Maurienne est le théâtre d'un accident ferroviaire à proximité de Saint-Michel-de-Maurienne, faisant officiellement un peu plus de 427 morts. Les journaux allant quant à eux dénombrer jusqu'à près de 1 000 victimes,.

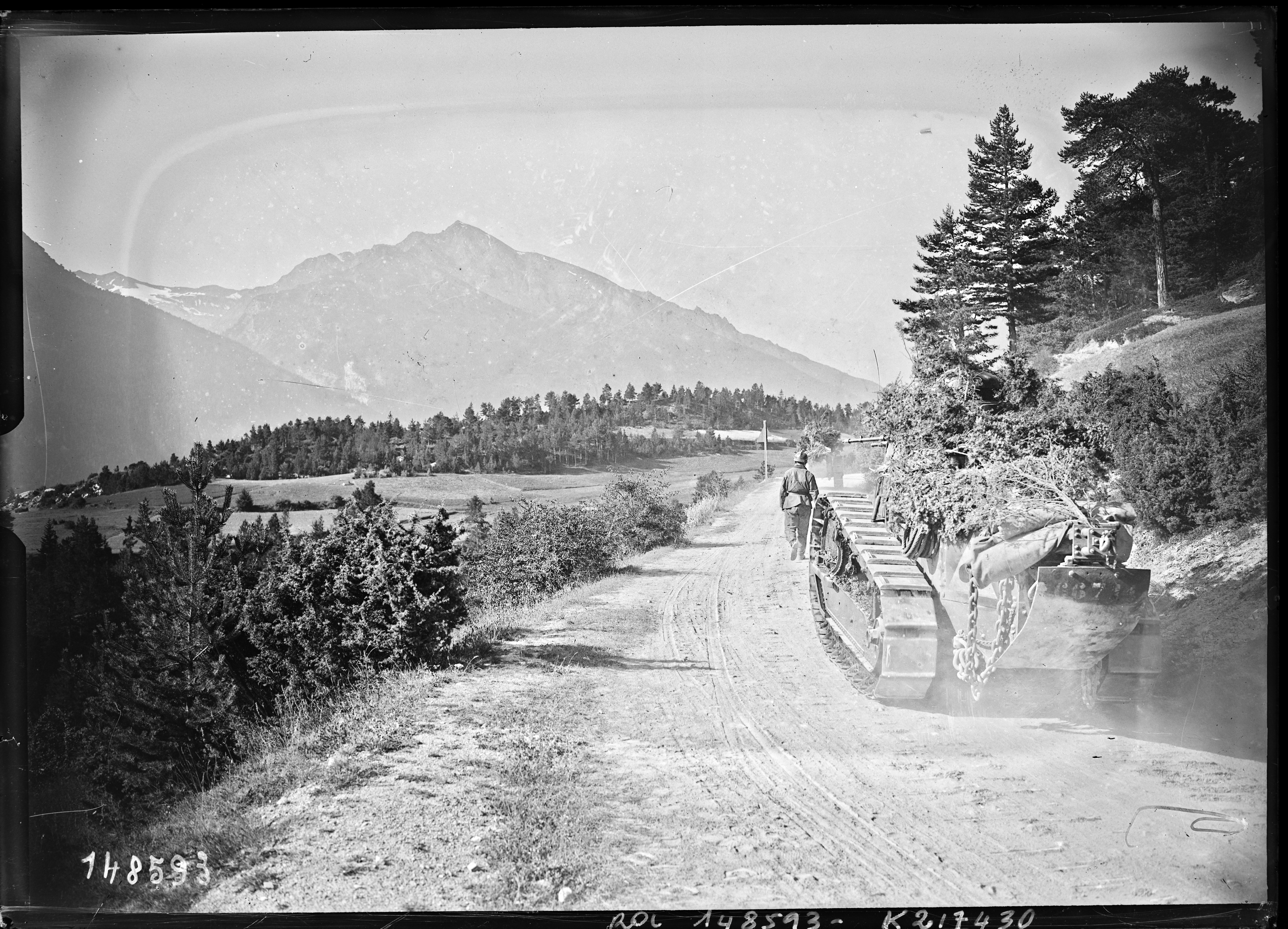
Manœuvres en haute Maurienne, en 1930 : tanks sur la route de Loza.

Durant la Seconde Guerre mondiale, la partie supérieure de la vallée est occupée selon les dispositions de l'armistice du 24 juin 1940 signé à la villa Incisa située dans la région de Rome. La France et le royaume d'Italie sont représentés respectivement par Charles Huntziger et le maréchal Pietro Badoglio. Par cet accord, la haute Maurienne (canton de Lanslebourg-Mont-Cenis) ainsi que les communes d'Aussois et Avrieux sont annexées au royaume d'Italie et leur administration transférée à Turin. On impose aux habitants d'échanger leur carte d'identité française contre des passeports italiens. À la suite de l'occupation allemande conséquence de la capitulation italienne, le 8 septembre 1943, les villages de la haute vallée de l'Arc subissent de nombreuses représailles et destructions de la part des occupants voulant punir les mouvements de résistances. La région est le théâtre de massacres, les villages tels Lanslebourg ou Bessans sont brûlés. Un camp de concentration est même construit à Modane. Cette dernière est bombardée le 17 septembre 1943 par l'aviation alliée. L'objectif est alors la gare, important centre de transit entre la France et l'Italie au centre des batailles entre les troupes allemandes et les forces alliées. De nombreux obus manquent leur cible et provoquent de lourdes destructions et près d'une centaine de morts parmi les civils. Par la suite, la haute Maurienne a été au cœur de l'un des plus célèbres combats de la résistance française dans les Alpes. Sur les hauteurs de la commune de Sollières-Sardières s'est déroulée la bataille du Mont-Froid à 2 819 mètres d'altitude, entre les chasseurs alpins, et des troupes allemandes totalement endoctrinées au cours du mois d'avril 1945. Ces combats livrés dans des conditions extrêmes sont devenus l'un des symboles de la résistance dans les Alpes. À la suite de cette bataille, le traité de Paris est venu rectifier ce qui avait été considéré comme une faiblesse géostratégique et une erreur historique en réintégrant la totalité du plateau du Mont-Cenis jusqu'alors sur le sol italien depuis le découpage de la Savoie durant son annexion en 1860. Ainsi, à la sortie de la guerre, la carte de la haute Maurienne s'est vue agrandie d'une superficie de 81,79 km2. De jure, les communes de Sollières-Sardières, Lanslebourg et Bramans, retrouvaient leurs alpages séculiers qui jusqu'alors étaient en territoire étranger bien qu'ayant toujours été leur propriété, la Maurienne retrouvant finalement ses frontières historiques.

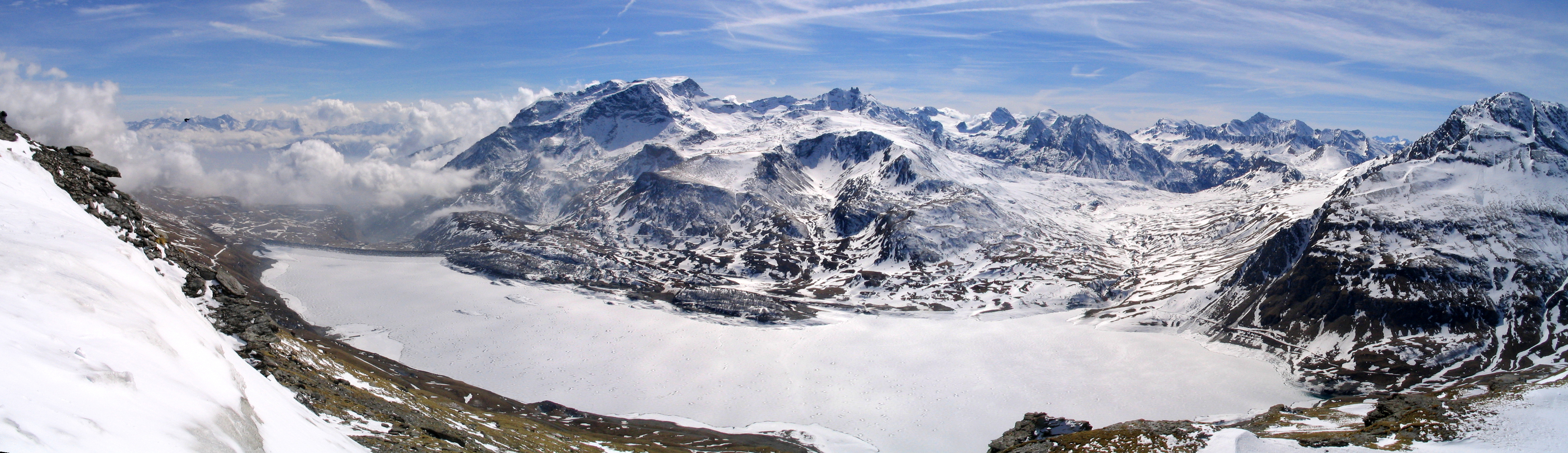
Le traité de Paris de 1947 voit le retour du plateau du Mont-Cenis en haute Maurienne ; en fond le mont Giusalet et son glacier.

Durant le mois de juin 1957, la Maurienne est dévastée par une crue spectaculaire. Les villes de Modane et de Fourneaux sont les plus touchées. Dès le début du mois, des pluies torrentielles arrosent la vallée et plus particulièrement la haute Maurienne. Sous l'influence d'un effet de foehn provoqué par la lombarde, la température passe de 8 à plus de 30 degrés. Cela a pour conséquence la multiplication par cinq du débit des cours d'eau, conduisant l'Arc à sortir de son lit. L'alerte générale est donnée dans la nuit du 14 juin aux alentours de 2 h du matin. La rivière devient incontrôlable, ayant dépassé de plus de 3 mètres sa hauteur normale et charriant dans le courant rondins de bois, pierres et boue ; l'eau s'infiltre dans les habitations et détruit tout sur son passage. Les canalisations explosent sous la pression, et le pont de la Glaire, ne pouvant résister, est emporté. Cette crue détruit les infrastructures de communications, que ce soit le téléphone ou les routes et voies ferrées. Cet incident conduira la population et les autorités à définir une nouvelle politique d'aménagement de la rivière afin d'éviter qu'un tel événement puisse se reproduire. De mars 1962 à 1964, de grands travaux seront entrepris pour endiguer le lit de l'Arc, et ainsi prévenir de nouvelles crues, représentant une menace pour l'ensemble des habitants de la Maurienne,.

##### Aventure de la houille blanche
Dès les années 1900, les progrès technologiques de l'hydroélectricité suisse sont à l'origine d'intenses spéculations boursières sur les sociétés hydroélectriques, qui profitent aux implantations industrielles en Maurienne.

### Folklore et traditions

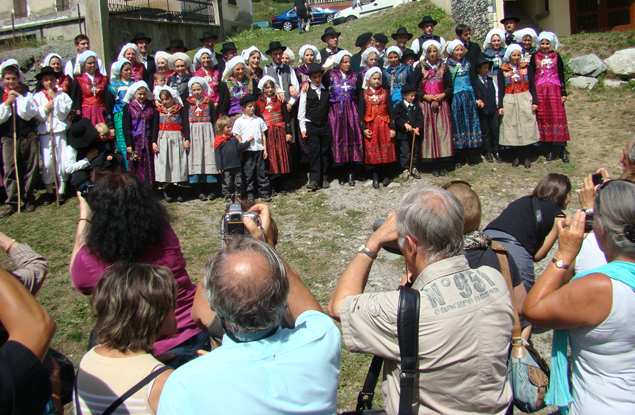
Costumes villarins (fête du 15 août à Saint-Colomban-des-Villards).

- Le costume traditionnel mauriennais que portaient au XIXe siècle les habitants de la vallée pour aller à la messe entre autres, est toujours à l'honneur lors des grandes fêtes de village ou du rassemblement annuel.
- La tradition du 15 août à Bramans en haute Maurienne est une fête qui se perpétue depuis l'époque païenne[réf. nécessaire]. Dans un premier temps par une procession avec la bénédiction d'une pyramide de pain à l'anis et au safran, fleurie de fleurs des champs. Puis tout ceci accompagné dès l'annexion de la Savoie à la France en 1860, par la clique des sapeurs pompiers, créée dès le retour de l'armée napoléonienne des villageois. Aujourd'hui, chaque année les femmes en costume traditionnel et les pompiers défilent le matin accompagnant au travers des rues du village le pain fleuri et la vierge Marie. Depuis les années 1990, la fête continue l'après-midi du 15 août avec des animations de rue où les villageois font revivre les métiers et traditions d'antan.

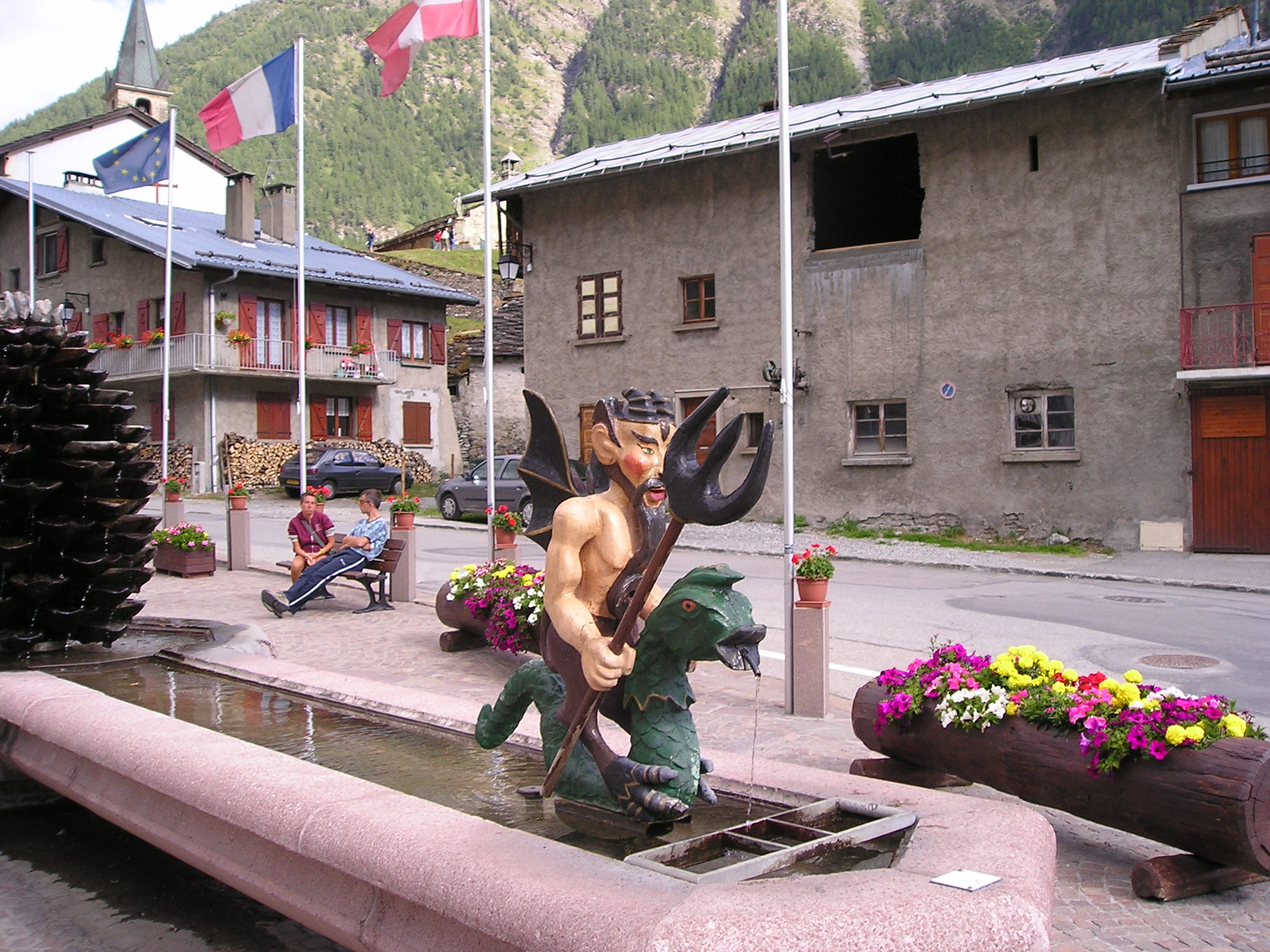
Le diable un personnage complice en haute Maurienne

- Le diable est la figure emblématique de la haute Maurienne. Depuis les gorges de l'Esseillon jusqu'à Bonneval-sur-Arc, sa représentation fait partie du quotidien des habitants. Ce folklore aurait pour origine une vieille légende selon laquelle un jeune homme aurait pactisé avec le démon afin de pouvoir construire un pont surplombant les deux rives des gorges de l'Arc. Ces dernières sont surnommées par les locaux de « gorges du diable ». Ainsi dans toute la partie supérieure de la vallée, la figure du « malin » est devenue une image commune aux habitants. Le village de Bessans en a fait l'emblème de sa municipalité, de nombreuses sculptures colorées sont éparpillées dans le village, et certains artisans perpétuent la fabrication. Sa représentation est présente dans tous les villages de manière plus ou moins voyante. Par exemple dans l'église de Sollières-l'Endroit, sur un des retables, le visage du diable est accolé à celui d'un chérubin.

## Politique et administration
La capitale historique de la Maurienne est Saint-Jean-de-Maurienne, au confluent de l'Arc et de l'Arvan.
La Maurienne correspond à l'arrondissement de Saint-Jean-de-Maurienne rassemblant les cantons de :
- Aiguebelle ;
- La Chambre ;
- Lanslebourg-Mont-Cenis ;
- Modane ;
- Saint-Jean-de-Maurienne ;
- Saint-Michel-de-Maurienne.

### Principales villes

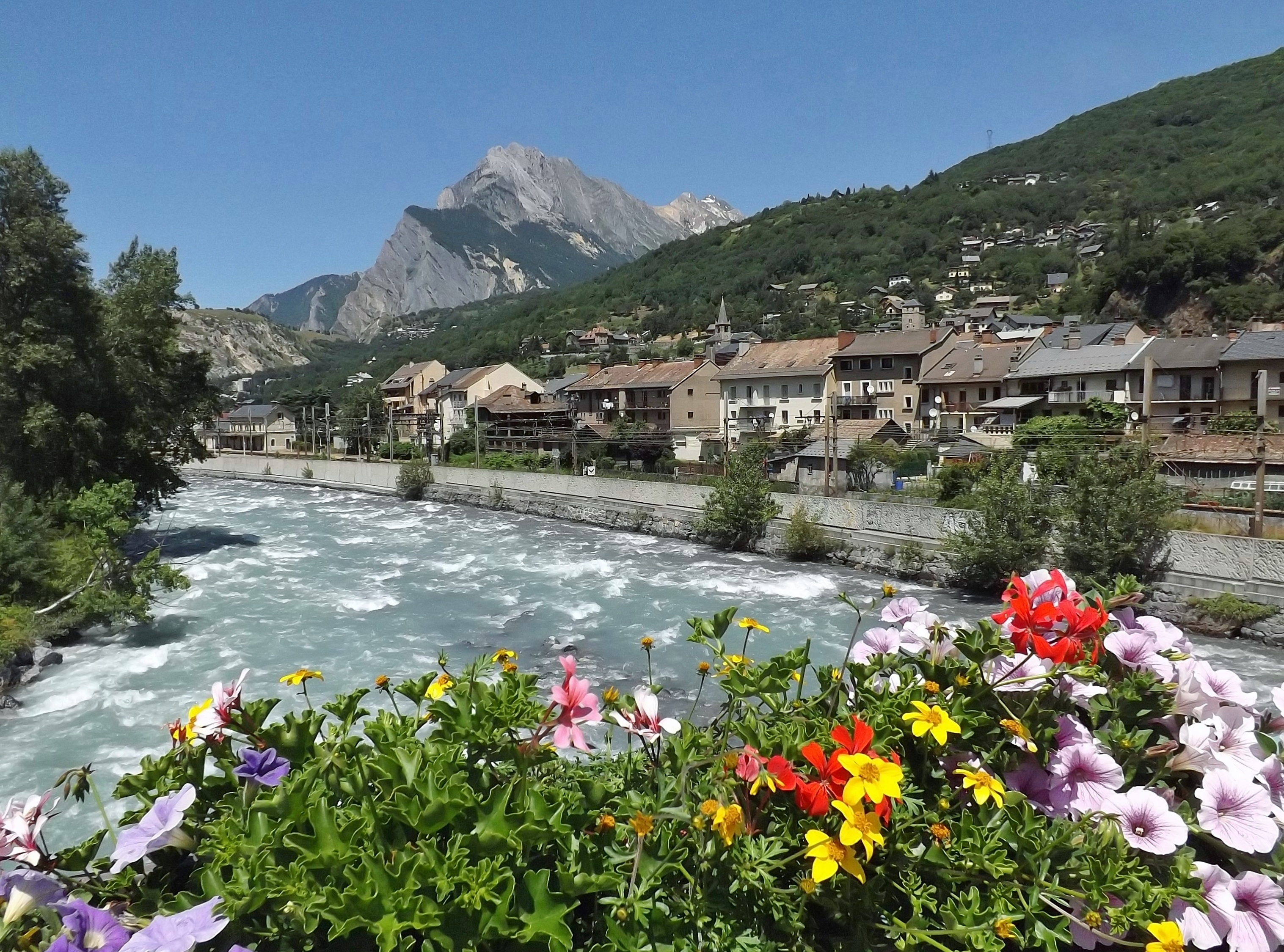
Saint-Michel-de-Maurienne.

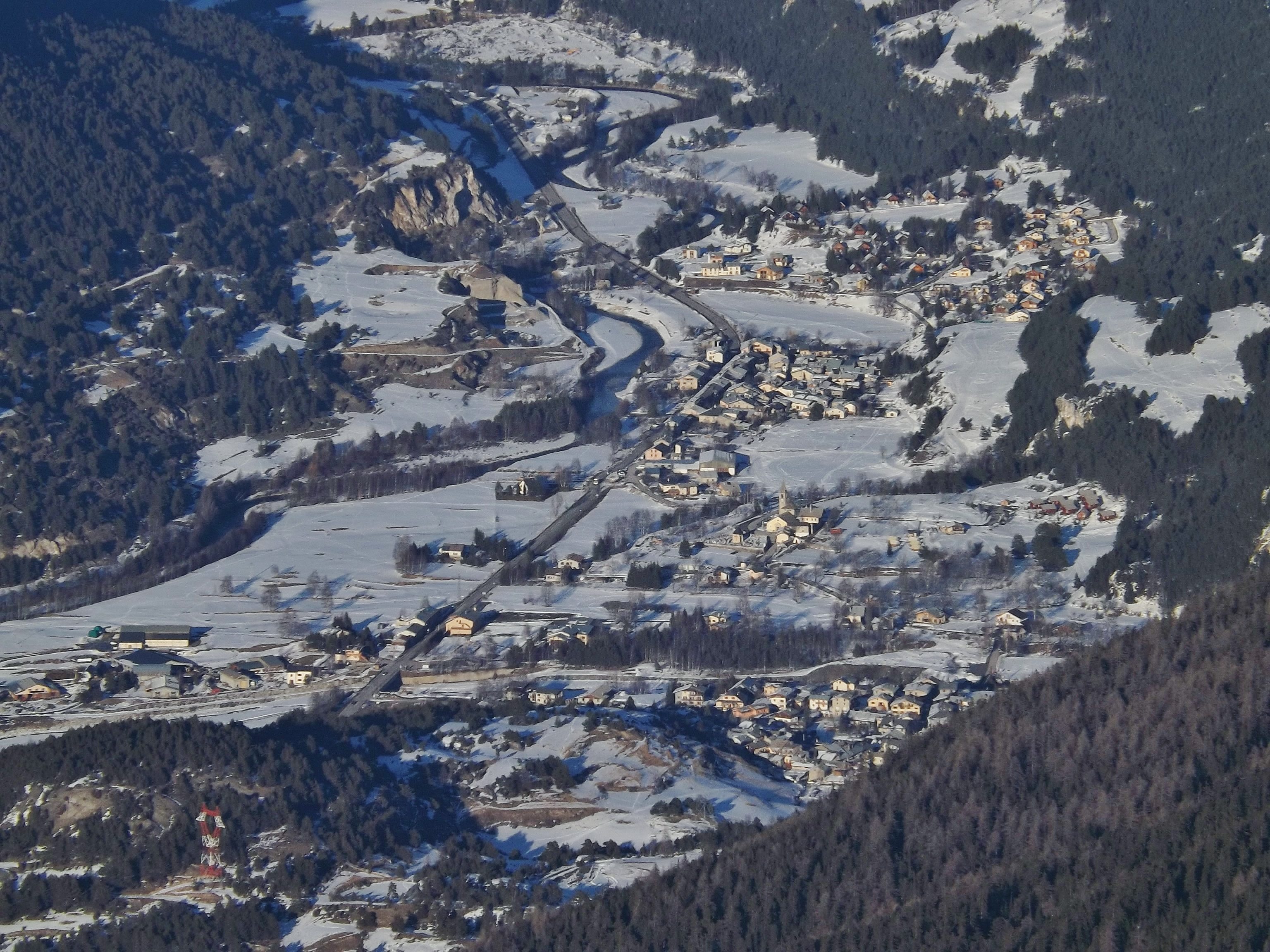
Bramans en hiver.

Les principales villes, en remontant la vallée vers l’est, sont :
- En basse Maurienne :
  - Aiguebelle
  - La Chambre
- En moyenne Maurienne
  - Saint-Jean-de-Maurienne
  - Saint-Michel-de-Maurienne
  - Modane
- En haute Maurienne :
  - Aussois (porte de la Vanoise)
  - Bramans (porte de la haute Maurienne)
  - Sollières-Sardières
  - Termignon
  - Lanslebourg-Mont-Cenis et Lanslevillard formant avec Termignon la station de Val Cenis
  - Bessans

## Activités

### Transport

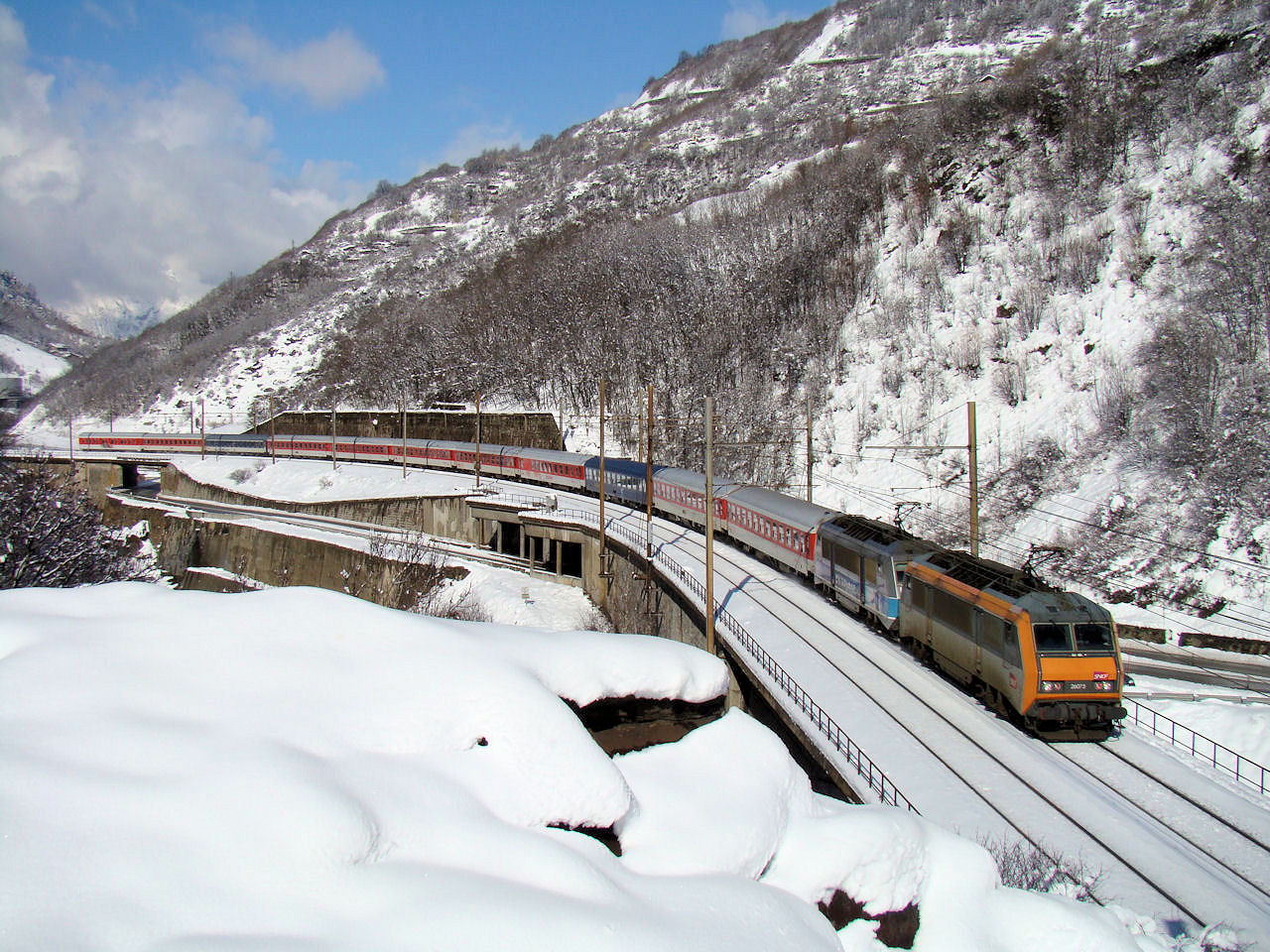
Ligne de la Maurienne à Orelle.

- Ligne de la Maurienne et tunnel ferroviaire du Fréjus (début des travaux 1857, inauguration 1871). C'est l'axe ferroviaire le plus important pour le trafic entre la France et l'Italie devant la ligne de la côte d'Azur pour le transit des marchandises[réf. souhaitée].
- Tunnel routier du Fréjus (début des travaux 1974, 1re inauguration 1979, mise en service 1980).
- Autoroute française A43 (début des travaux 1993, inauguration 1997). Cette autoroute a joué un rôle majeur dans le développement de la vallée. En effet, ce nouvel axe de communication a permis de désengorger les routes nationales et départementales saturées par le trafic, tout en permettant de réaménager le fond de la vallée. Ces travaux ont amélioré l'image de la Maurienne vis-à-vis des habitants comme des voyageurs traversant la vallée. En effet, alors que la loi impose que chaque nouveau tronçon autoroutier alloue 1 % de son budget pour la valorisation du territoire qu'elle traverse (loi 1 %), l'A43 en a quant à elle injecté 5 %. Cette forte allocation budgétaire a visé la réduction des nuisances sonores et visuelles, tout en œuvrant pour la réfection et la réhabilitation de certains sites en friches. Ainsi, l'autoroute a fait de grands efforts pour minimiser l'impact de la voie routière sur le paysage en ayant recours le plus souvent possible aux tunnels et tranchées couvertes, et en utilisant les remblais des travaux pour réaménager certains sites à l'abandon[87].

Le projet de liaison ferroviaire transalpine Lyon - Turin pourrait apporter un nouveau souffle économique à la vallée grâce aux lourds travaux prévus pour le percement des différents tunnels. La question de la viabilité économique de cette nouvelle liaison a été mise en cause par la Cour des comptes. Ce projet ne fait pas l'unanimité au sein de la population locale, certaines communes parfois limitrophes ayant des avis diamétralement opposés : la mairie de Villarodin-Bourget s'oppose au projet actuel, alors que la commune voisine de Modane s'est publiquement investie dans le développement du tracé tel quel[réf. nécessaire].

### Industrie

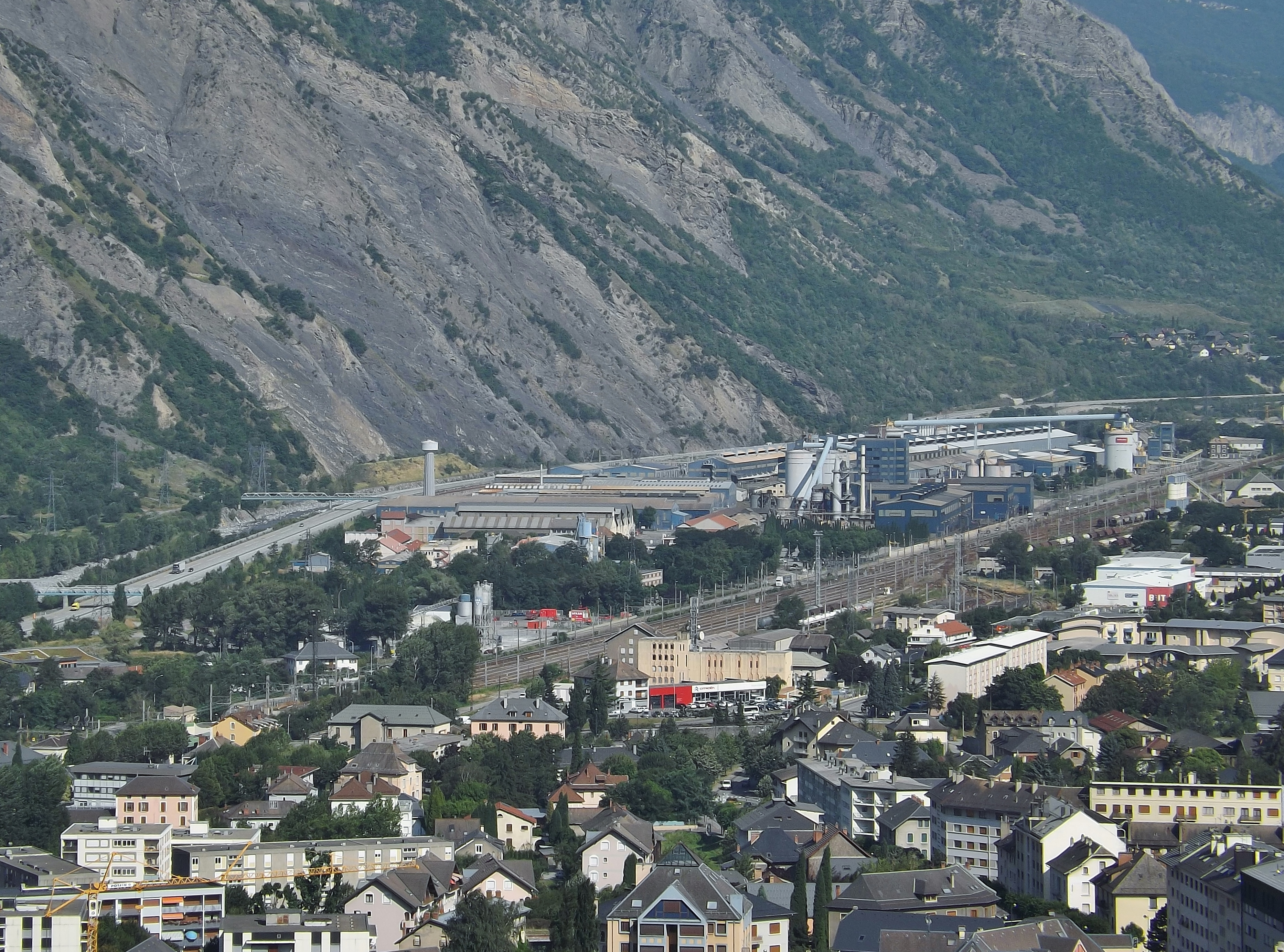
Complexe industriel de Rio Tinto Alcan à Saint-Jean-de-Maurienne en 2013.

Bien avant le développement économique et industriel induit par la houille blanche ou plus récemment par le tourisme, la Maurienne a très tôt été un site notable pour l'industrie. En effet, dès 1289, dans sa partie basse au niveau de la vallée de Saint-Georges-d'Hurtières, l'industrie minière a connu ses premières heures de gloire, pour ensuite devenir majeure à partir de 1875,.
Dès la fin du XIXe siècle, avec le développement de la houille blanche en Maurienne, l'industrialisation a pris un nouvel essor. Cette nouvelle source d'énergie a amené l'installation de grands groupes électrochimiques et électrométallurgiques. Durant l'été 2013, des négociations ont eu lieu pour la cession de l'usine Rio Tinto au profit d'un consortium constitué entre Trimet détenant 65 % du capital et EDF pour les 35 % restants sous les bons auspices du groupe bancaire BNP Paribas. Cette usine produit essentiellement du fil-machine en aluminium utilisé, entre autres, dans le câblage électrique de l'industrie de l'énergie et dans la connectique au sein de l'industrie automobile. Le procédé de fabrication d'aluminium par électrolyse nécessitant beaucoup d'électricité, l'implantation au XIXe siècle de l'industrie de l'aluminium s'explique dans cette région par ses nombreux barrages hydroélectriques et son chemin de fer.

### Pôles scientifiques
Le Laboratoire souterrain de Modane (LSM), centre de recherche fondamentale de l'IN2P3 (CNRS) et du CEA, est situé au milieu du tunnel routier du Fréjus. Il s'agit du laboratoire le plus profond en Europe et son volume disponible est de 3 500 m3. Mis en place à partir de 1982, il se situe au km 6,5 du tunnel routier du Fréjus, à 1 700 mètres sous la pointe de ce dernier (4 800 mètres équivalent eau). Grâce à sa profondeur, lui offrant une isolation totale aux divers rayonnements, le LSM accueille des expériences de recherche fondamentale en physique des particules, astroparticules et physique nucléaire, mais aussi des détecteurs d'ultra-faible radioactivité permettant des mesures environnementales, des applications dans le domaine de la datation, la détermination de l'origine géographique de produits, ou bien encore des bancs de tests en microélectronique. Les chercheurs voudraient profiter de la construction (en cours) d’une voie de secours dans le tunnel routier du Fréjus pour creuser un laboratoire dix fois plus grand.
La soufflerie de l'ONERA, située administrativement sur les communes d'Avrieux et de Modane, est le plus grand parc de soufflerie d'Europe. Elle emploie essentiellement des techniciens et chercheurs. Elle regroupe un ensemble de souffleries simulant des écoulements allant des vitesses subsoniques aux vitesses hypersoniques. Ses travaux vont de la recherche spatiale à l'aéronautique, en passant par la défense et la sécurité. Historiquement, le premier matériel de soufflerie, installé en Autriche, a été cédé au titre des réparations de la Seconde Guerre mondiale, en faveur de la France sortie victorieuse ; il provenait de l'Ötztal, dans la région du Tyrol alors sous occupation française à la suite du conflit.
Ces deux installations sont à la pointe de la technologie scientifique mondiale.

### Hydroélectricité
La vallée de la Maurienne possède de nombreuses infrastructures hydroélectriques (barrages), comme celles du Mont-Cenis, de Bissorte, une partie de Grand'Maison partagé avec le département de l'Isère, ou bien encore des plans d'Amont et d'Aval dans la vallée surplombant Aussois.

### Tourisme
La vallée compte une vingtaine de stations de sports d'hiver, depuis la petite station village tel Albiez-Montrond, où fut créé le célèbre Opinel dans les années 1890, aux stations de 3e génération, créées de toutes pièces dans les années 1970 tel Le Corbier et Les Karellis. Certaines de ces stations se sont associées pour créer de grands domaines skiables, comme Les Sybelles, Galibier-Thabor ou Val Cenis.
| Nom de la station             | Nom de la commune (n⁰ du département)                        | Capacité d'accueil | Domaine skiable alpin nordique                                                | Illustration |
| ----------------------------- | ------------------------------------------------------------ | ------------------ | ----------------------------------------------------------------------------- | ------------ |
| Albiez                        | Albiez-Montrond                                              |                    | non-relié au domaine Les Sybelles Plateau de Montrond                         |              |
| Aussois                       | Aussois                                                      |                    | (également « forfait Eski-Mo ») Domaine nordique du monolithe                 |              |
| Bessans                       | Bessans                                                      |                    | Logo du ski alpin · Logo du ski de fond                                       |              |
| Bonneval-sur-Arc              | Bonneval-sur-Arc                                             |                    | Logo du ski alpin                                                             |              |
| Bramans                       | Bramans                                                      |                    | Domaine nordique de Bramans Val d'Ambin                                       |              |
| La Norma                      | Villarodin-Bourget                                           |                    | (également « forfait Eski-Mo »)                                               |              |
| La Toussuire                  | Fontcouverte-la-Toussuire                                    |                    | Les Bottières - Les Sybelles Plan Nordique Le Corbier - La Toussuire          |              |
| Le Corbier                    | Villarembert                                                 |                    | Les Sybelles Plan Nordique Le Corbier - La Toussuire                          |              |
| Espace nordique du Grand Coin | Montaimont, Pontamafrey-Montpascal, Montvernier et Le Châtel |                    | Espace nordique du Grand Coin                                                 |              |
| Les Bottières                 | Saint-Pancrace                                               |                    | La Toussuire - Les Sybelles                                                   |              |
| Les Karellis                  | Montricher-Albanne                                           |                    | Logo du ski alpin · Logo du ski de fond                                       |              |
| Orelle                        | Orelle                                                       |                    | Orelle, Val Thorens, Les Trois Vallées Orelle, Val Thorens, Les Trois Vallées |              |
| Saint-Colomban-des-Villards   | Saint-Colomban-des-Villards                                  |                    | Les Sybelles                                                                  |              |
| Saint-François-Longchamp      | Saint-François-Longchamp                                     |                    | Grand Domaine Espace nordique du Grand Coin                                   |              |
| Saint-Jean-d'Arves            | Saint-Jean-d'Arves                                           |                    | Le Corbier - Les Sybelles                                                     |              |
| Saint-Sorlin-d'Arves          | Saint-Sorlin-d'Arves                                         |                    | Les Sybelles                                                                  |              |
| Sollières-Sardières           | Sollières-Sardières                                          |                    | Domaine nordique du monolithe                                                 |              |
| Termignon-la-Vanoise          | Termignon                                                    |                    | Val Cenis                                                                     |              |
| Valfréjus                     | Modane                                                       |                    | (également « forfait Eski-Mo »)                                               |              |
| Valloire                      | Valloire                                                     |                    | Galibier-Thabor                                                               |              |
| Valmeinier                    | Valmeinier                                                   |                    | Galibier-Thabor                                                               |              |
| Val Cenis                     | Lanslebourg-Mont-Cenis, Lanslevillard                        |                    | Val Cenis (également « forfait Eski-Mo »)                                     |              |

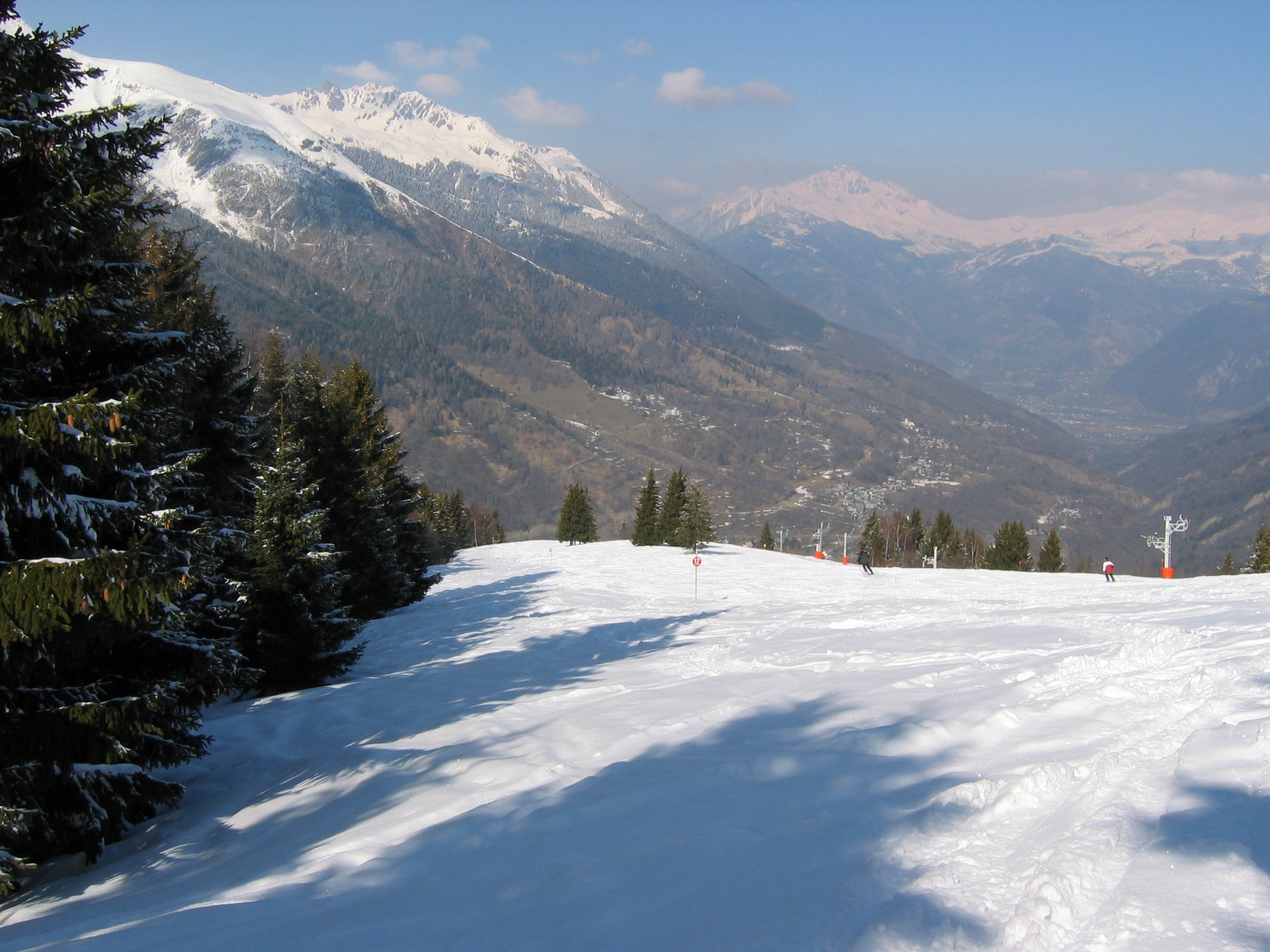
Station des Sybelles avec vue sur la vallée des Villards, le fond de la Maurienne et le col de la Madeleine au loin.

Ces stations proposent d'autres activités que le ski, comme des pistes de randonnée en raquettes ou plus originales comme des promenades en traîneau à chiens ou à ski tracté par un cheval (Ski joëring).

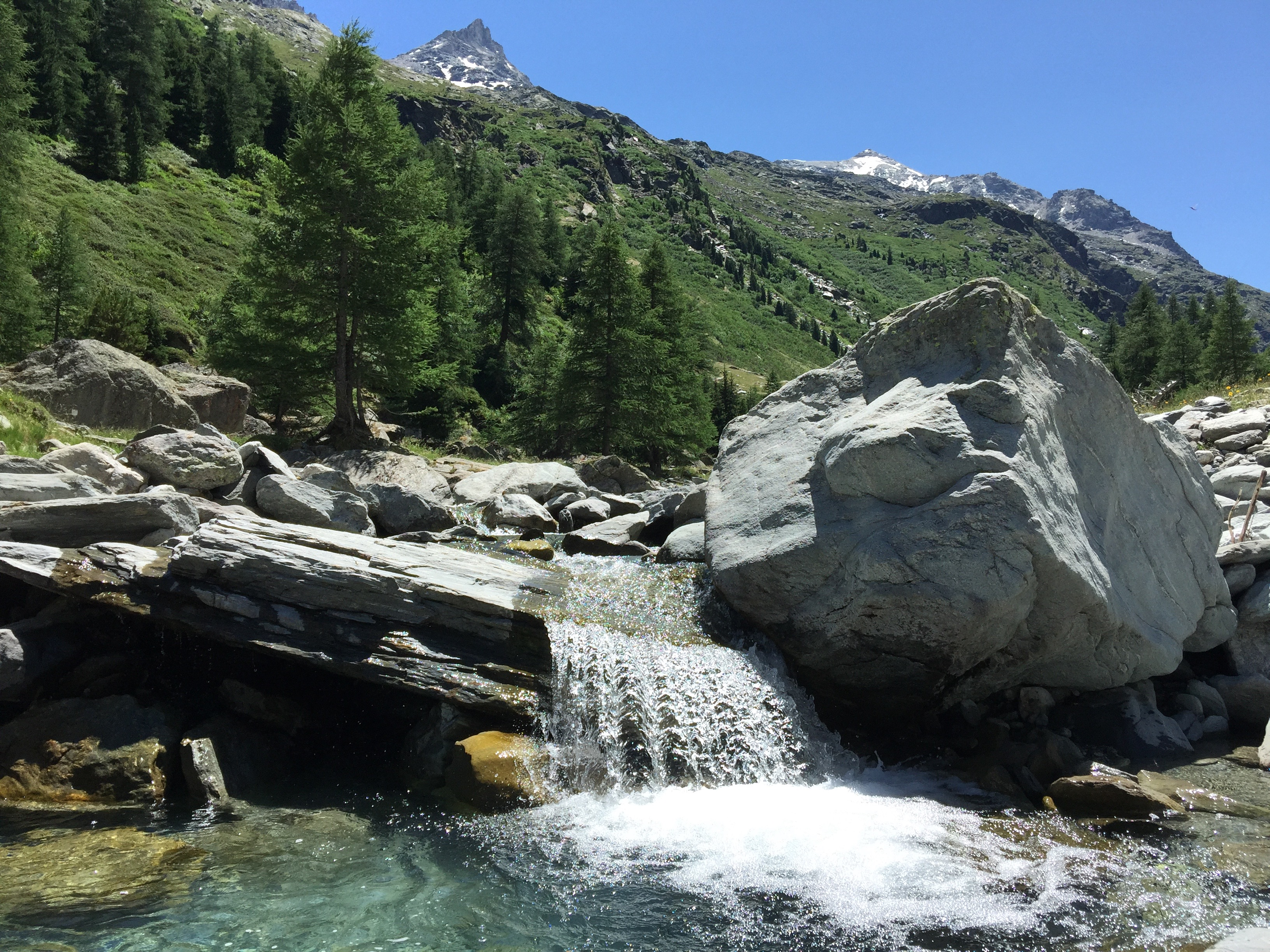
Grâce à ses vastes territoires de montagne intacts, les randonnées sont une des attractions touristiques principales de la vallée.

Le parc national de la Vanoise est une zone de protection du biotope alpin, créé en 1963 et partagé entre la Tarentaise au nord, et la Maurienne au sud.
La Maurienne, aux côtés du Beaufortain, de la Tarentaise et du val d'Arly, a reçu le label « Villes et Pays d'art et d'histoire » pour le projet Pays des hautes vallées de Savoie (1991), en lien le développement de l'art baroque dans ces vallées,.
Depuis quelques années, le syndicat des Pays de Maurienne, organisme chargé de la promotion touristique de la vallée donne un nouvel élan au développement du territoire au travers du cyclisme en mettant en place une marque « La Maurienne, le plus grand domaine cycliste du monde ». En effet, la Maurienne du fait de sa géographie est dotée de pistes cyclables relativement planes en fond de vallée, mais aussi de routes de montagnes mythiques, donnant accès à des cols alpins légendaires d'altitude variée, tels le Télégraphe culminant à 1 566 mètres, la Madeleine atteignant 1 993 mètres, mais également le Galibier rejoignant le parc national des Écrins à une altitude de 2 645 mètres, sans oublier l'Iseran, col routier le plus haut des Alpes à 2 764 mètres. Ces cols et paysages sont couverts par le célèbre Tour de France, événement sportif le plus regardé dans le monde après les Jeux olympiques et la Coupe du Monde de football. Cette compétition, comme dans une moindre mesure celles du Critérium du Dauphiné ou du Tour des Pays de Savoie, semble avoir un impact indirect sur la fréquentation touristique, comme l'indique le directeur du parc national de la Vanoise, Emmanuel de Guillebon, à propos de l'espace protégé.
La Maurienne est également située sur la route des Grandes Alpes, du col de l'Iseran au col du Galibier en passant entre-autres par Bonneval-sur-Arc, Lanslebourg-Mont-Cenis, Modane, Saint Michel de Maurienne et Valloire.
La Maurienne possède de nombreux musées qui reflètent son histoire, son artisanat et son agriculture traditionnelle. Ainsi, le musée du Félicien situé à Argentine permet de découvrir le quotidien des paysans d'autrefois, la coutellerie est présente à Saint-Jean-de-Maurienne au travers du musée de l'Opinel. Un espace muséographique consacré à l'aluminium, Espace Alu, a été créé en 2007 à Saint-Michel-de-Maurienne.

### Agriculture
- Le fromage (AOC Beaufort), surnommé « prince des gruyères », est présent dans pratiquement l'ensemble de la région. Il constitue un élément vital pour la vie paysanne locale, grâce à la vente de son lait qui possède un cours bien plus élevé que celui destiné à d'autres activités agroalimentaires. Mais il existe également des appellations plus rares comme le bleu de Termignon ou bleu de Bonneval, dont une toute nouvelle coopérative de transformation va voir le jour sur la commune de Sollières-Sardières[105].
- Le safran de Maurienne est réintroduit dans la vallée depuis 2008.
- Le persan et le blanc de Maurienne : deux cépages autochtones que chaque paysan cultivait sur ses terres, comme il en était la tradition dans de nombreuses vallées alpines[106]. Mais cette culture a peu à peu disparu au profit de vins moins chers et plus faciles à exploiter en provenance d'autres régions. La première vendange de ces anciens cépages a eu lieu en 2010.

### Protection environnementale

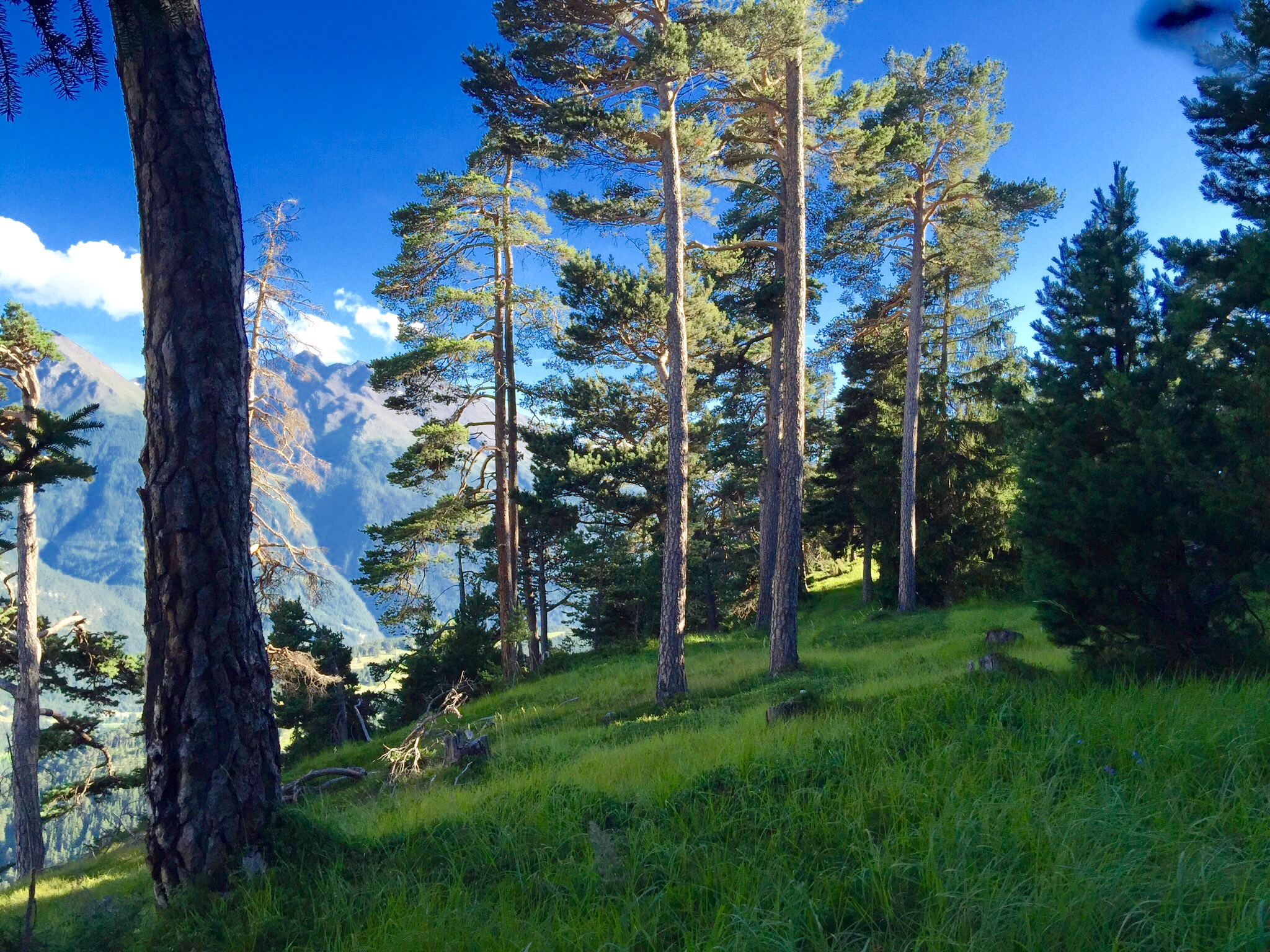
Formations forestières et herbacées des Alpes internes, site Natura 2000, secteur de Sollières-Sardières.

La quasi-totalité de la haute Maurienne est incluse dans le parc national de la Vanoise et son aire optimale d'adhésion. Premier parc national en France, créé en 1963, il jouxte le parc national italien du Grand Paradis, offrant le plus grand espace protégé des Alpes. Il s'y trouve une population importante de chamois, mais également de bouquetins qui, avant la création du parc national de la Vanoise, étaient les derniers survivants de leur espèce dans les Alpes, hormis la harde du Grand Paradis. Le parc offre également refuge à nombre d'espèces de la faune alpine, tels que les lièvres arctiques, les tétras lyres, les lagopèdes alpins, ainsi que le Triton alpestre. L'aigle royal, symbole de la Maurienne et de la Tarentaise ornant leur blason respectif, est bien implanté en Vanoise, avec 29 couples et plus de 24 aiglons selon le recensement de 2010. Le gypaète barbu a fait l'objet d'une réintroduction récente, qui est une réussite. Le loup a atteint la région depuis 8 ans au moins. Le lynx est également présent et surtout en basse Maurienne. Le retour de ces prédateurs a modifié la gestion du pastoralisme, la plupart des troupeaux d'ovins et de caprins sont dorénavant surveillés par des patous.
De nombreuses zones en Maurienne sont classées Natura 2000.

## Lieux et monuments
- Les cols routiers :
  - Col du Grand Cucheron
  - Col du Glandon
  - Col de la Croix-de-Fer
  - Col du Galibier
  - Col du Mont-Cenis
  - Col de l'Iseran
  - Col de la Madeleine
  - Col du Télégraphe

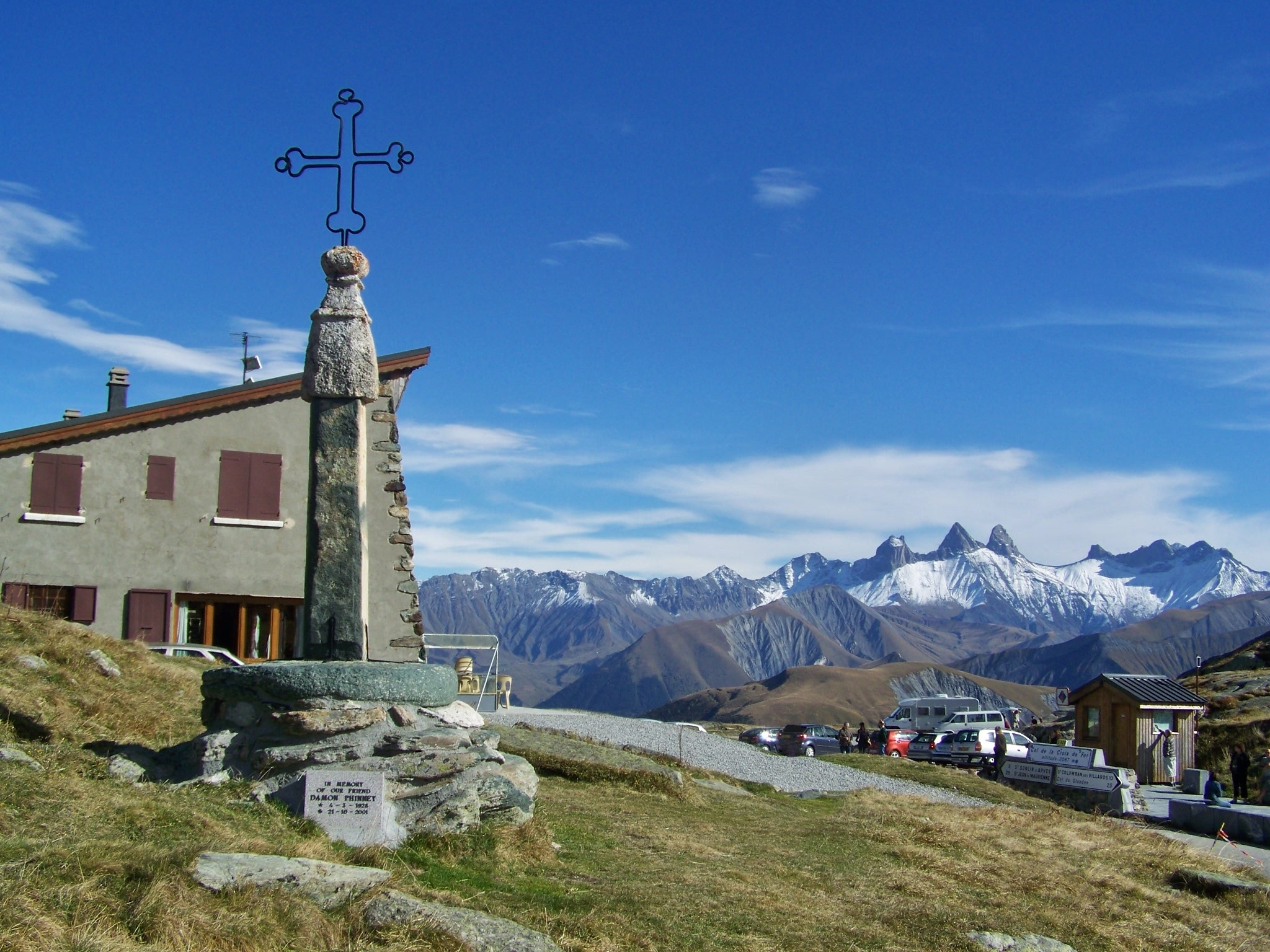
Col de la Croix-de-Fer avec les aiguilles d'Arves en arrière-plan.

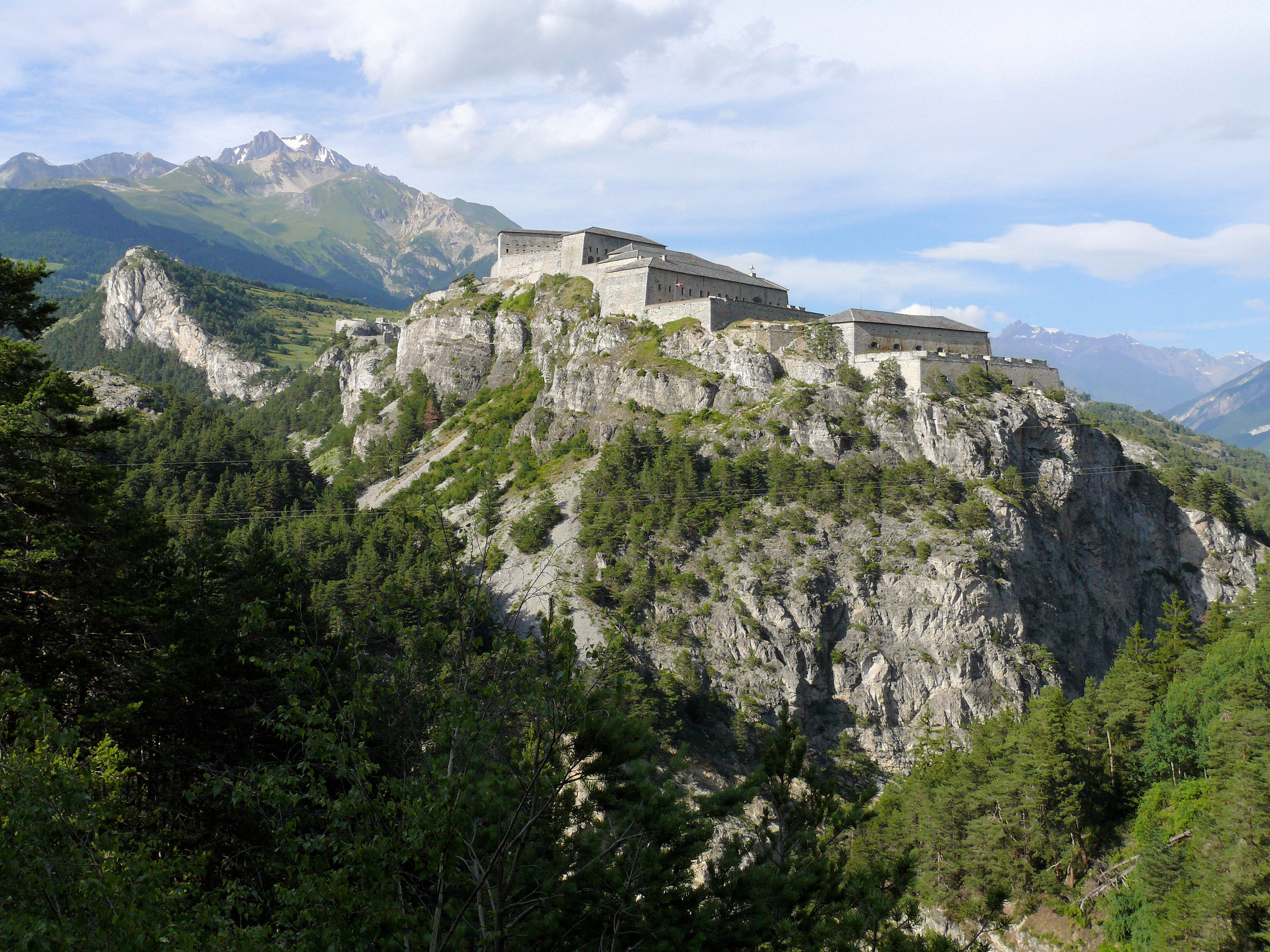
La barrière de l'Esseillon.

- La barrière de l'Esseillon entre Aussois, Bramans et Avrieux, une série de cinq forts construits par le royaume de Piémont-Sardaigne entre 1818 et 1830 pour protéger le Piémont d'une invasion française. Les forts, édifiés selon les principes de l'ingénieur militaire Marc-René de Montalembert (la fortification « perpendiculaire ») portent les noms des princes de la Maison de Savoie : Charles-Albert, Marie-Christine, Charles-Félix, Victor-Emmanuel et Marie-Thérèse. Cette dernière, la Redoute Marie-Thérèse, est aménagée d'une manière raffinée, et a servi de lieu de bal. D'ailleurs, l'origine du mot redoute vient de l'italien ridotto qui signifie à la fois lieu fortifié, mais aussi lieu festif.
- L'église Saint-Pierre-d’Extravache à Bramans : plus vieille église de Savoie[113]. Elle symbolise le début du christianisme ; elle aurait été fondée par deux disciples de saint Pierre : Élie et Milet[114].
- Les chemins du Baroque en Maurienne : église et monuments décorés dans le style baroque, musée du Baroque à Lanslebourg.
- Le musée de l'Opinel situé à Saint-Jean-de-Maurienne, couteau mondialement reconnu, et ayant vu le jour à Albiez-le-Vieux.
- La cité épiscopale de Saint-Jean-de-Maurienne, avec son palais des évêques qui abrite le musée des costumes, d'archéologie, d'arts et traditions populaires ; sa crypte des débuts de l'art roman, sa cathédrale, son cloître et ses stalles du XVe siècle.
- L'Aura à Sainte-Marie-de-Cuines : inaugurée en 2007, composée de 42 000 œuvres individuelles en aluminium gravé pour une superficie de 5 000 m2, l'AURA est considérée comme l'une des plus grandes créations collectives au monde[115],[116],[117],[118].
- Sur la commune d'Aussois le parc archéologique des Lozes expose des gravures rupestres à même le sol le long d'un parcours touristique.
- Sur la commune de Sollières-Sardières la grotte paléolithique de la Balme datant de 2900 av. J.-C. et son musée, ainsi que le monolithe cargneule de 93 mètres de hauteur.
- Le chemin d'Hannibal à Bramans : sentier de randonnée empruntant les traces du général Hannibal, de ses 38 000 hommes et de ses 37 éléphants, partis conquérir Rome en 218 av. J.-C. via le col Clapier et le vallon de Savine[réf. nécessaire] avant de redescendre vers Giaglione en Italie.

## Parrainages
- Trains

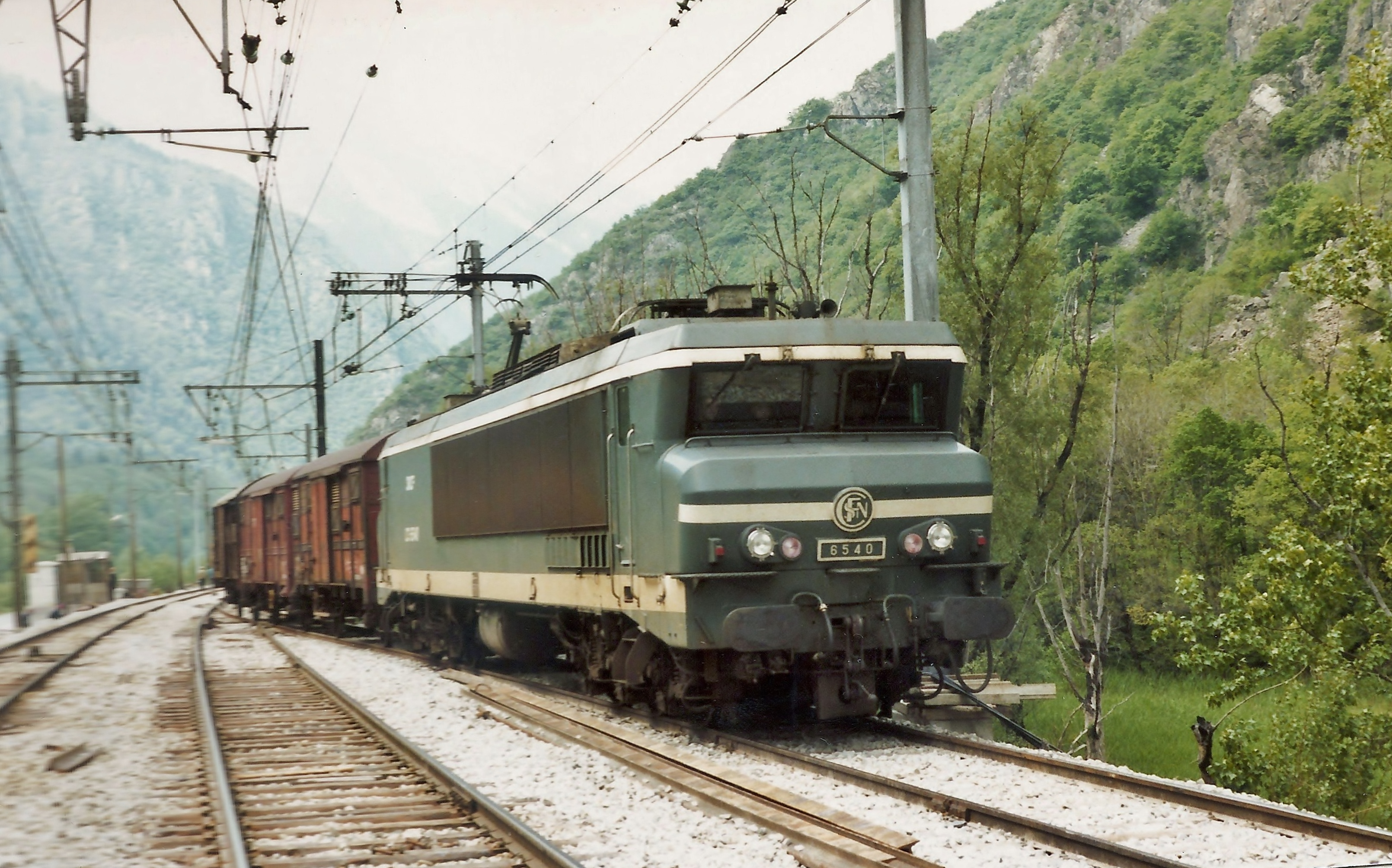
CC 6540 en livrée « Maurienne ».

De 1926 à 1976, toutes les locomotives (telles les CC 7100 et CC 6500) équipées spécifiquement pour capter le courant par un troisième rail sur la ligne Chambéry-Modane étaient surnommées « Maurienne ». Une sous-série de CC 6500 circulait ainsi en livrée dite « Maurienne », d'une couleur vert bleuté foncé 312, bandes blanches et marquages jaunes ou blancs. Aujourd'hui ne subsiste sous cette livrée que la CC 6558.
La rame TGV Sud-Est no 68 a été inaugurée le 5 novembre 1983 à Modane dont elle a porté le blason durant son service jusqu'à sa radiation en 2015.
La locomotive BB 22287 porte le blason de la ville de Saint-Jean-de-Maurienne.
- Armée de l'air

Un escadron d'hélicoptères, autrefois stationné sur la base aérienne de Chambéry, a porté le nom de Maurienne jusqu'au milieu des années 2010.